# Perpignan
Perpignan , est une commune du Sud de la France, préfecture du département des Pyrénées-Orientales et quatrième ville la plus peuplée de la région Occitanie.
Sur le plan historique et culturel, la commune, ancienne capitale continentale du royaume de Majorque, est dans le Roussillon, une ancienne province du royaume de France, qui a existé de 1659 jusqu'en 1790 et qui recouvrait les trois vigueries du Roussillon, du Conflent et de Cerdagne.
Exposée à un climat méditerranéen, elle est drainée par la Basse et par la Têt.
Perpignan est une commune urbaine qui compte 120 996 habitants en 2022. Elle est dans l'agglomération de Perpignan et fait partie de l'aire d'attraction de Perpignan. Ses habitants sont appelés les Perpignanais ou Perpignanaises.

## Géographie

### Localisation
Perpignan, préfecture des Pyrénées-Orientales, est une ville de 6 807 hectares située au centre de la plaine du Roussillon. La ville est encadrée au sud par la chaîne des Pyrénées, à l’ouest par la région des Corbières, à l’est par la mer Méditerranée, au nord par le ruisseau de la Llabanère, tandis que le Réart lui sert de limite méridionale. La ville se situe à 13 km de la mer Méditerranée (Canet-en-Roussillon) par voie express, à 25 km de la frontière espagnole (Le Perthus) et à 85 km du domaine skiable le plus proche (Espace Cambre d'Aze, 2 400 m env.). Elle est la plus méridionale des grandes villes de France métropolitaine. Perpignan se situe à 850 km de Paris, à 205 km de la capitale administrative de la région, Toulouse, à 450 km de Bordeaux et Lyon, à 320 km de Marseille, à 470 km de Nice, à 1 070 km de Lille (1 150 km de Dunkerque), à 190 km de Barcelone, capitale de la Catalogne, à 533 km de Valence, capitale de la Communauté valencienne et à 160 km d'Andorre-la-Vieille, capitale d'Andorre. Plus proches sont les villes de Narbonne (65 km) ou encore Montpellier, à 155 km.[pertinence contestée]

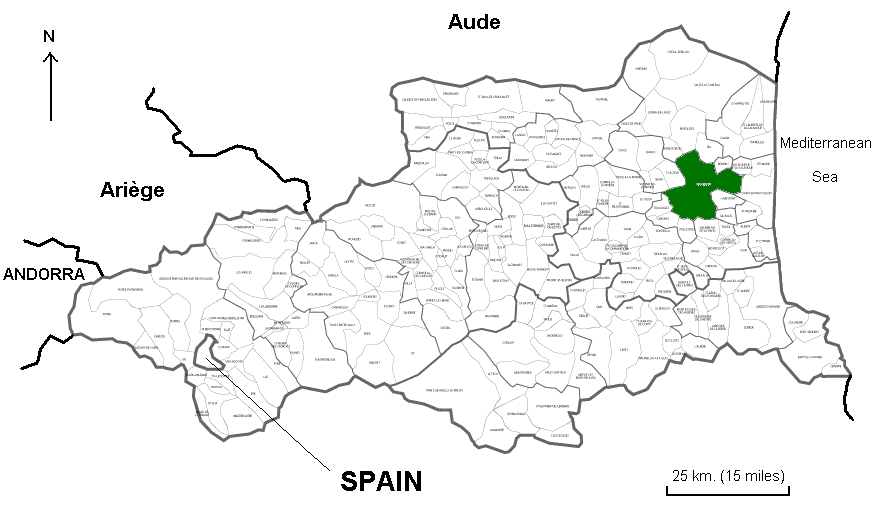
Situation de la commune de Perpignan au sein du département.

Perpignan est la 32e ville de France par sa population, derrière Limoges et Metz, mais devant Boulogne-Bt et Besançon. Elle est aussi la septième ville du pourtour méditerranéen français (après Marseille, Nice, Montpellier, Toulon, Nîmes et Aix-en-Provence), et la quatrième ville de la région Occitanie (également troisième aire urbaine, derrière Toulouse et Montpellier, mais devant Nîmes).
La ville s'est beaucoup agrandie au fil des siècles, transformant des villages voisins en quartiers (faubourgs du Vernet, lieu-dit de La Patte d'Oie et Saint-Gaudérique sont les exemples les plus marquants). En effet, dans ces quartiers l'architecture change et rejoint celle d'un petit village (ruelles et immeubles donnant sur la rue).
Le paysage de Perpignan est surtout marqué par l'impressionnant pic du Canigou (Pic del Canigó) (2 784 m), situé au sud-ouest de la ville non loin de la frontière franco-espagnole (région autonome de Catalogne) et visible depuis le centre-ville. La chaîne des Albères, qui culmine à 1 256 m au pic du Néoulous, forme une barrière au sud et marque la limite avec l'Espagne, pays avec lequel elle communique facilement au col du Perthus, dont l'altitude n'excède pas 300 mètres, à environ 30 km de la cité.
Perpignan s'étend du nord au sud sur près de 14 km et d'est en ouest sur près de 12 km[réf. nécessaire].
La superficie de Perpignan est de 68,07 km2. La densité de population de Perpignan est de 1 776 habitants par km2. La latitude de Perpignan est de 42,698 degrés Nord et sa longitude de 2,893 degrés Est.

### Communes limitrophes
Perpignan est entourée, des communes (en commençant par le nord-est, puis dans le sens des aiguilles d'une montre) de Bompas, Villelongue-de-la-Salanque, Canet-en-Roussillon, Cabestany, Saleilles, Théza, Villeneuve-de-la-Raho (ces trois dernières communes par un quadripoint), Pollestres, Canohès, Toulouges, Le Soler, Baho, Saint-Estève, Peyrestortes, Rivesaltes et Pia.
| Peyrestortes                             | Rivesaltes, Pia                   | Bompas, Villelongue-de-la-Salanque               |
| Saint-Estève, Baho, Le Soler (sur 120 m) | Perpignan                         | Canet-en-Roussillon                              |
| Toulouges Canohès                        | Pollestres, Villeneuve-de-la-Raho | Cabestany, Saleilles, Théza (par un quadripoint) |

### Géologie et relief
L’altitude de la commune varie de 8  à   95 mètres. Son point culminant se situe au fort du serrat d'en Vaquer (100 m) au sud-ouest de la ville, en outre la plus haute colline du Roussillon. Perpignan est construite sur plusieurs collines formant plusieurs niveaux, à savoir, le niveau Têt, le niveau Cassanyes, le niveau La Lunette-Champ de Mars, le niveau Moulin à Vent (deuxième point le plus haut, de 80 mètres environ) et le Serrat d'en Vaquer-Porte d'Espagne (point culminant de la colline à 100 m). L'altitude moyenne de Perpignan est de 40 mètres environ.
La ville est située dans la plaine du Roussillon, à quelques kilomètres de la mer à l'Est, entourée par la chaîne des Albères au sud, les massifs du Canigou et du Capcir à l'ouest et la chaîne des Corbières au nord.
La commune est classée en zone de sismicité 3, correspondant à une sismicité modérée.

Vue panoramique de Perpignan depuis le Palais des Rois de Majorque. On distingue au loin de gauche à droite : le Canigou, les monts du Capcir et la chaîne des Corbières.

### Hydrographie
La ville est traversée par la Têt ainsi que par son affluent, la Basse. Elle est traversée aussi par plusieurs canaux d'irrigation alimentant la ville en eau : au sud, par le biais de l'aqueduc des arcades (canal Las Canals provenant d'Ille-sur-Têt), au nord, par le canal de Vernet-Pia qui prend sa source dans les terres et par le ruisseau de la Llabanère, et le Réart au sud.
Perpignan est une ville qui subit régulièrement de fortes inondations. En novembre 1892, une crue de la Têt provoque la destruction de trente-neuf maisons dans le quartier de la route de Bompas et laisse une soixantaine de familles sans-abri. En 1986, la ville connait une très grosse inondation qui arrache une partie de l'ancienne gare routière du centre-ville à l'Espace Méditerranée.

Vue du centre-ville de Perpignan. À gauche, la place de la Résistance, lieu de jonction du boulevard Georges-Clemenceau et du boulevard Wilson. Au centre droit, le Castillet (El Castellet). La rivière la Basse, petit affluent du fleuve côtier la Têt est longée par le quai Sadi-Carnot (à gauche) où se trouvent la préfecture et le conseil départemental, et à droite le quai Vauban et ses commerces.

### Climat
Pour des articles plus généraux, voir Climat de l'Occitanie et Climat des Pyrénées-Orientales.
En 2010, le climat de la commune est de type climat méditerranéen franc, selon une étude du CNRS s'appuyant sur une série de données couvrant la période 1971-2000. En 2020, Météo-France publie une typologie des climats de la France métropolitaine dans laquelle la commune est exposée à un climat méditerranéen et est dans la région climatique Provence, Languedoc-Roussillon, caractérisée par une pluviométrie faible en été, un très bon ensoleillement (2 600 h/an), un été chaud (21,5 °C), un air très sec en été, sec en toutes saisons, des vents forts (fréquence de 40 à 50 % de vents > 5 m/s) et peu de brouillards.
Pour la période 1971-2000, la température annuelle moyenne est de 14,9 °C, avec une amplitude thermique annuelle de 15,6 °C. Le cumul annuel moyen de précipitations est de 591 mm, avec 5,2 jours de précipitations en janvier et 2,5 jours en juillet. Pour la période 1991-2020, la température moyenne annuelle observée sur la station météorologique installée sur la commune est de 16,0 °C et le cumul annuel moyen de précipitations est de 578,3 mm,. Pour l'avenir, les paramètres climatiques de la commune estimés pour 2050 selon différents scénarios d’émission de gaz à effet de serre sont consultables sur un site dédié publié par Météo-France en novembre 2022.
| Mois                                  | jan.            | fév.            | mars            | avril           | mai            | juin           | jui.            | août            | sep.            | oct.            | nov.            | déc.            | année     |
| ------------------------------------- | --------------- | --------------- | --------------- | --------------- | -------------- | -------------- | --------------- | --------------- | --------------- | --------------- | --------------- | --------------- | --------- |
| Température minimale moyenne (°C)     | 4,8             | 5               | 7,6             | 9,7             | 13,3           | 17,2           | 19,7            | 19,7            | 16,1            | 12,9            | 8,4             | 5,3             | 11,6      |
| Température moyenne (°C)              | 8,7             | 9,2             | 12              | 14,2            | 17,8           | 22             | 24,6            | 24,5            | 20,9            | 17              | 12,3            | 9,3             | 16        |
| Température maximale moyenne (°C)     | 12,7            | 13,4            | 16,4            | 18,7            | 22,3           | 26,8           | 29,5            | 29,4            | 25,6            | 21,2            | 16,3            | 13,3            | 20,5      |
| Record de froid (°C) date du record   | −8,2 23.01.1963 | −11 10.02.1956  | −5,9 07.03.1971 | 0,2 10.04.1977  | 2,4 05.05.1977 | 7,4 17.06.1978 | 11,2 04.07.1925 | 10,4 30.08.1992 | 5 24.09.1928    | 1,2 27.10.1973  | −5,7 22.11.1998 | −6,3 27.12.1931 | −11 1956  |
| Record de chaleur (°C) date du record | 25 29.01.1944   | 26,5 05.02.1933 | 28 17.03.1997   | 32,4 20.04.1945 | 34,4 29.05.01  | 42,4 28.06.19  | 40,5 07.07.1982 | 39,9 23.08.23   | 36,8 01.09.1936 | 34,2 03.10.1985 | 28,1 09.11.1927 | 26,7 29.12.1925 | 42,4 2019 |
| Ensoleillement (h)                    | 140,9           | 163,6           | 206,6           | 219,8           | 240,7          | 267,6          | 299,9           | 272,9           | 223,8           | 175,1           | 146,8           | 131             | 2 488,6   |
| Précipitations (mm)                   | 60,1            | 40,9            | 51,6            | 66,1            | 45,6           | 23,6           | 15,1            | 22,7            | 43              | 82,1            | 72,6            | 54,9            | 578,3     |

### Transports

#### Transport ferroviaire

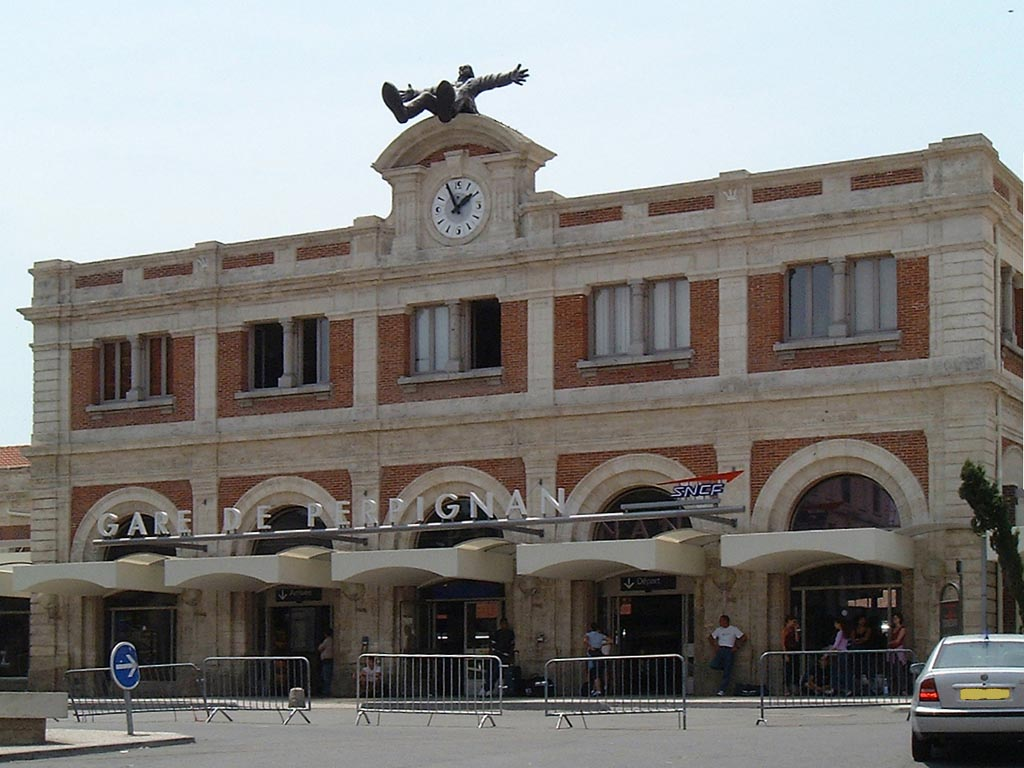
La gare de Perpignan, « centre du monde » selon le peintre Dalí.

La ville est dotée d'une étoile ferroviaire à vocation à la fois régionale, nationale et internationale. La gare de Perpignan est en effet desservie par des TGV, des trains Intercités de nuit et des TER de la région Occitanie.
Grâce à la ligne Narbonne – Port-Bou, et à la nouvelle ligne à grande vitesse de Perpignan à Barcelone, qui était partiellement opérationnelle depuis fin 2010, la ville constitue une étape importante pour le trafic ferroviaire franco-espagnol. À la suite de l'achèvement du tronçon entre Figueras et Barcelone, les liaisons directes à grande vitesse entre Perpignan et Barcelone sont devenues pleinement opérationnelles.
Des TGV relient quotidiennement Perpignan à Paris (gare de Lyon) et à Barcelone. Le week-end, un TGV relie également Perpignan à la Belgique (Bruxelles sans changement, via Lyon et Lille). En outre, des Intercités de nuit, qui effectuent des liaisons vers Paris (gare d'Austerlitz) via Nîmes et la côte languedocienne, circulent quotidiennement pendant les vacances scolaires et les week-ends le reste de l'année.
Le trafic régional est assuré par des trains TER qui relient de nombreuses fois par jour Narbonne, Carcassonne, Toulouse et Montpellier, ainsi que Marseille. Vers l'ouest, la ligne Perpignan – Villefranche-de-Conflent, qui se prolonge par la ligne de Cerdagne vers Mont-Louis et Latour-de-Carol, relie l'agglomération au bassin de vie de la vallée de la Têt et à Prades, sous-préfecture du département, puis à la Cerdagne et à l'Andorre.
Selon le plan de déplacement urbain (PDU) de Perpignan Méditerranée Métropole, une augmentation du service TER sur ce réseau est prévue[Quand ?], avec entre autres l'instauration de nouvelles haltes ferroviaires (Tecnosud-Université au sud de Perpignan)[réf. souhaitée] et de navettes cadencées Villefranche-de-Conflent – Elne toutes les 40 minutes aux heures de pointe.
De nombreux trains de conteneurs et de produits frais partent de Perpignan Saint-Charles depuis des décennies. Deux trains partaient tous les jours (sauf le week-end) pour Rungis avec des fruits et légumes en wagons réfrigérés. Mais depuis le printemps 2019, cette ligne est supprimée, car les wagons sont vétustes, ce qui a déclenché un tollé national pour des raisons environnementales (le train est alors remplacé par 20 000 camions).
Le 8 juillet 2020, le maire, Louis Aliot demande au nouveau Premier ministre, Jean Castex, de s’engager fermement sur l’accélération de la ligne LGV Montpellier-Perpignan et sur le désenclavement de Perpignan et de son département. Le chef du gouvernement lui répond qu’il mettra « toute [s]on énergie à le faire avancer à une vitesse supérieure à celle qui est la sienne jusqu’à présent ».
Le projet est finalement entériné et la ligne grande vitesse devrait arriver à Perpignan en 2040.

#### Transport aérien
L'aéroport Sud de France de Perpignan-Rivesaltes (anciennement aéroport de la Llabanère) assure des vols nationaux et internationaux, pour certains uniquement pendant certaines périodes de l'année, à destination de villes françaises ou internationales.

#### Transport routier

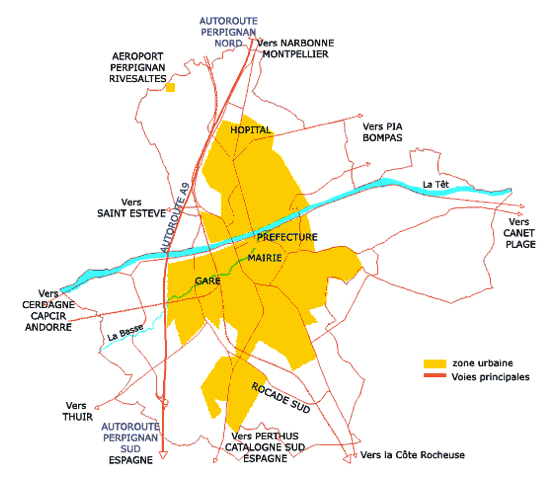
Cartographie de la ville de Perpignan.

La ville est reliée à Narbonne au nord et Barcelone au sud par l'autoroute A9 (prolongée en Espagne par l'autoroute AP-7), qui constitue l'épine dorsale du réseau routier du littoral méditerranéen.
En complément de l'autoroute, un réseau de voies rapides rayonne autour de la ville, d'abord construit à partir des années 1970 pour relier les stations balnéaires en plein développement à la suite de la Mission Racine (vers Rivesaltes et Le Barcarès au nord, Canet-en-Roussillon à l'est, la Côte Vermeille au sud), et plus récemment pour désenclaver l'ouest du département (vers Ille-sur-Têt à l'ouest, sur la route nationale 116, route d'Andorre).
Afin de relier entre eux ces différents axes et décongestionner le centre-ville, un contournement ouest de l'agglomération est envisagé depuis plusieurs décennies. La première tranche de ce nouveau contournement de la ville, jumelé à l'autoroute A9, a ouvert en avril 2013, ce tronçon relie alors l'actuelle pénétrante nord à la voie sur berge, à hauteur de la clinique St Pierre, sans passer par le Pont Arago. Dans un deuxième temps, cette nouvelle voie express à deux fois deux voies sera prolongée jusqu'à l'échangeur 42 (Perpignan Sud) de l'autoroute A9 (tronçon déclaré d'utilité publique, dont l'ouverture est programmé à l'horizon 2017), puis, dans un troisième temps, jusqu'à la RD 914 (voie express vers Elne et la Côte Vermeille, section non programmée à ce jour).

#### Réseau de transports urbains

##### Origines du réseau
À partir de 1900, Perpignan a possédé un réseau de tramway, démantelé en 1955. Il assurait une desserte urbaine par le biais de trois lignes (dont une prolongée jusqu'à Rivesaltes). Ce réseau était complété par les lignes ferroviaires de plaine de la Compagnie des chemins de fer des Pyrénées-Orientales (CFPO), et la ligne de tramway suburbain reliant la ville à Canet.
Une ligne de trolleybus a succédé à ce réseau à partir de 1952 ; elle fut démantelée une quinzaine d'années plus tard, en 1968. Depuis, le service est exclusivement assuré par des bus.

##### Sankéo

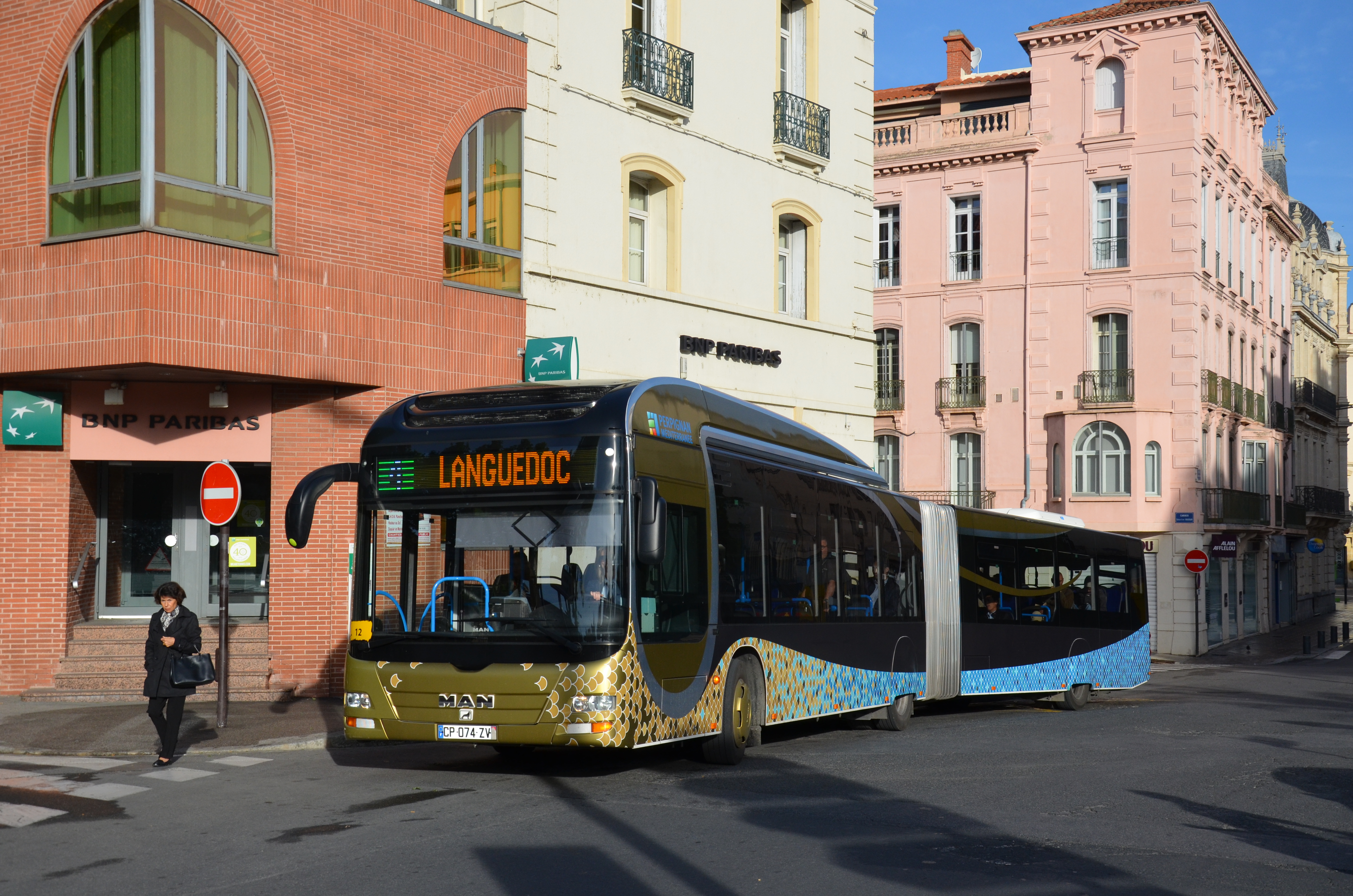
Un « Bus-Tram » près de la place Gabriel Péri.

Le réseau de bus de Perpignan Méditerranée Métropole est appelé Sankéo, anciennement Compagnie de transports Perpignan Méditerranée ou CTPM jusqu'en 2017, filiale du groupe Vectalia.
Le réseau a opté il y a quelques années pour un réseau organisé « en étoile », où presque toutes les lignes convergent vers le centre-ville.
Le service se compose de lignes régulières, de lignes scolaires et inter-campus universitaires, de transport de proximité (navettes gratuites assurant une desserte locale dans le centre-ville et à Canet-en-Roussillon), et de transport à la demande (notamment le dimanche, pour certaines lignes).
La ligne 4, alors principale ligne du réseau, circulait sur un axe nord-sud et bénéficiait depuis le 9 mars 2013 des aménagements réalisés dans le cadre du projet de bus à haut niveau de service « Bus-Tram » (voies réservées, priorité aux feux, etc.), environ un an après la restructuration du réseau, le 1er janvier 2012.
Une restructuration totale du réseau est présentée au public à partir du 1er juin 2018 et entre en vigueur le 3 septembre suivant. Cette restructuration s'opère dans la même logique et la même continuité voulue par la création de la marque Sankéo.
Le nouveau réseau est organisé autour de trois lignes structurantes A à C, correspondant respectivement aux anciennes lignes 4, 2 et 8 assurant 40 % de la fréquentation du réseau, avec une amplitude horaire étendue, une fréquence renforcée (10 minutes pour la ligne A contre 12 à 15 minutes pour la ligne 4, 15 minutes pour les lignes B et C contre 20 et 30 minutes pour les lignes 2 et 8) et la mise en place de quatre pôles de correspondances (Languedoc, Massilia, Lycée Maillol et Gare TGV) entre ces lignes et le reste du réseau.
Le reste du réseau est composé de 24 lignes régulières (lignes 1 à 24) desservant toute l'agglomération, la numérotation est remise à plat à cette occasion ; les lignes 1, 7 et 9 à 24 sont sur tout ou partie de leur parcours exploitées en transport à la demande aux heures creuses et le week-end, soit les lignes desservant les secteurs de l'Agly, des Aspres et du littoral ; tous les jours en soirée, un transport à la demande est aussi mis en place entre la gare et l'aéroport.
À ces lignes régulières s'ajoutent le Canet'On, le P'tit Bus, le Nit Bus, la NCMI, le train de Canet.
Enfin, la desserte estivale des plages est revue afin de faire face à la hausse continue et importante de la fréquentation avec la mise en place de deux lignes express « Sankéo Plage » : l'une sur le trajet Gare TGV - Sainte-Marie-la-Mer - Torreilles - Le Barcarès et l'autre sur le trajet Gare TGV - Canet-en-Roussillon.

##### Réseau départemental
La gare routière intermodale de Perpignan constitue le point de convergence de la plupart des lignes du réseau départemental d'autocar « Le bus à 1 euro », qui dépend de la région Occitanie depuis 2017 dans le réseau liO (lignes d'Occitanie). Conformément à la politique du "Bus à 1 €", Perpignan est relié à l'ensemble du département pour 1 euro.

#### Location de vélos et de trottinettes

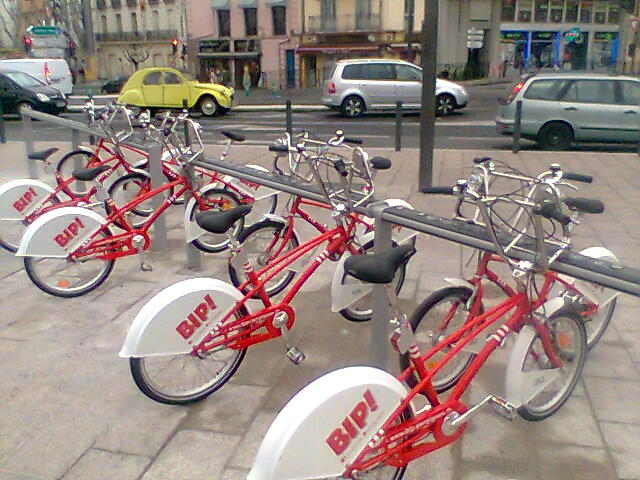
L'une des quinze anciennes stations de vélos libre-service de Perpignan BIP!.

- De 2008 à 2017, quinze stations de vélo BIP! rassemblant environ 150 vélos, sont mises en place à l'instigation de la municipalité de Perpignan, en libre-service dans toute la ville[28]. Mais l'évaluation de leur utilisation n'a pas conclu à la nécessité de renouvellement de la concession avec la société Clear Channel[29] et les vélos BIP ont disparu en janvier 2018.
- Le parking Arago offre à la population une location de vélos[30].
- Le réseau Sankéo propose un service de location de vélos et de trottinettes à la journée, à la semaine ou au mois[31].

## Organisation urbaine
Perpignan est une ville qui s'est organisée au début sur le site de Château-Roussillon (anciennement Ruscino), oppidum romain situé à l'est de la ville actuelle et traversé par la Via Domitia. Au Haut Moyen Âge, le village primitif s'implante sur son site actuel, plus à l'intérieur des terres, sur la rive droite de la Basse qui, à l'époque, n'affluait pas dans la Têt à Perpignan mais dans les environs de Canet. Le lieu choisi présentait plusieurs avantages : situé en bas d'une pente mais aussi sur une terrasse, il permettait d'avoir une vue sur la plaine en direction de la mer tout en surplombant la vallée de la Têt, dont le lit était aussi, autre avantage, à sa largeur la plus étroite à ce niveau là et permettant donc un franchissement plus facile.
Vue du ciel, la ville a une forme de croix et s'étale du nord au sud sur 13 kilomètres environ, et de l'ouest à l'est sur 12 kilomètres environ soit environ 68 km2. De ce fait, la superficie de Perpignan est plus importante que celle de Bordeaux (49,36 km2), Lyon (47,87 km2) ou Montpellier (56,88 km2).

### Mairies de quartier
La ville de Perpignan est organisée en cinq mairies de quartier, avec un maire-adjoint à la tête de chacune d'elles :
- Mairie de quartier Centre historique ;
- Mairie de quartier Ouest ;
- Mairie de quartier Est ;
- Mairie de quartier Sud ;
- Mairie de quartier Nord, divisée en deux sites : site du Haut-Vernet et site dit Al Sol[34].

### Espaces verts

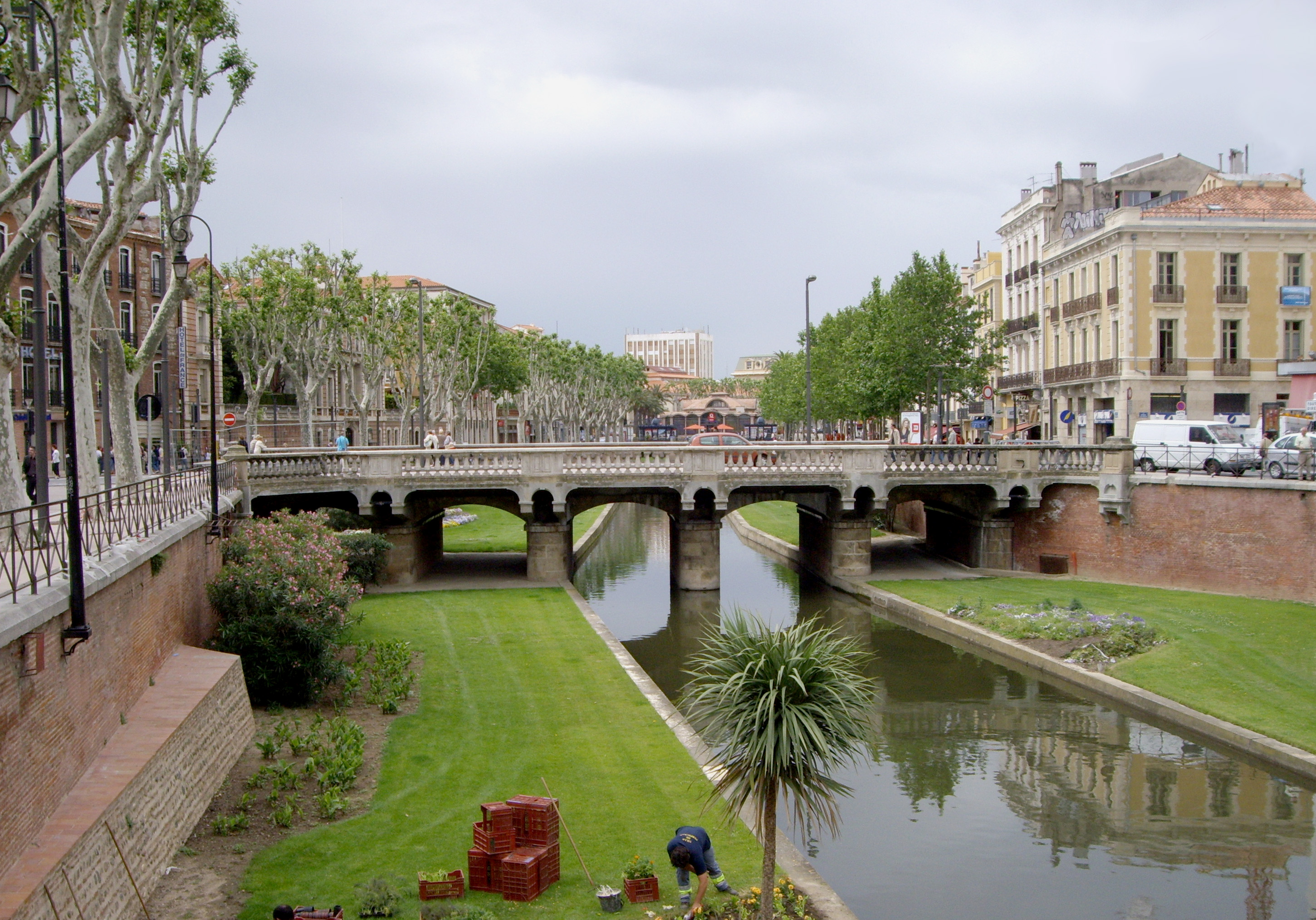
La rivière Basse.

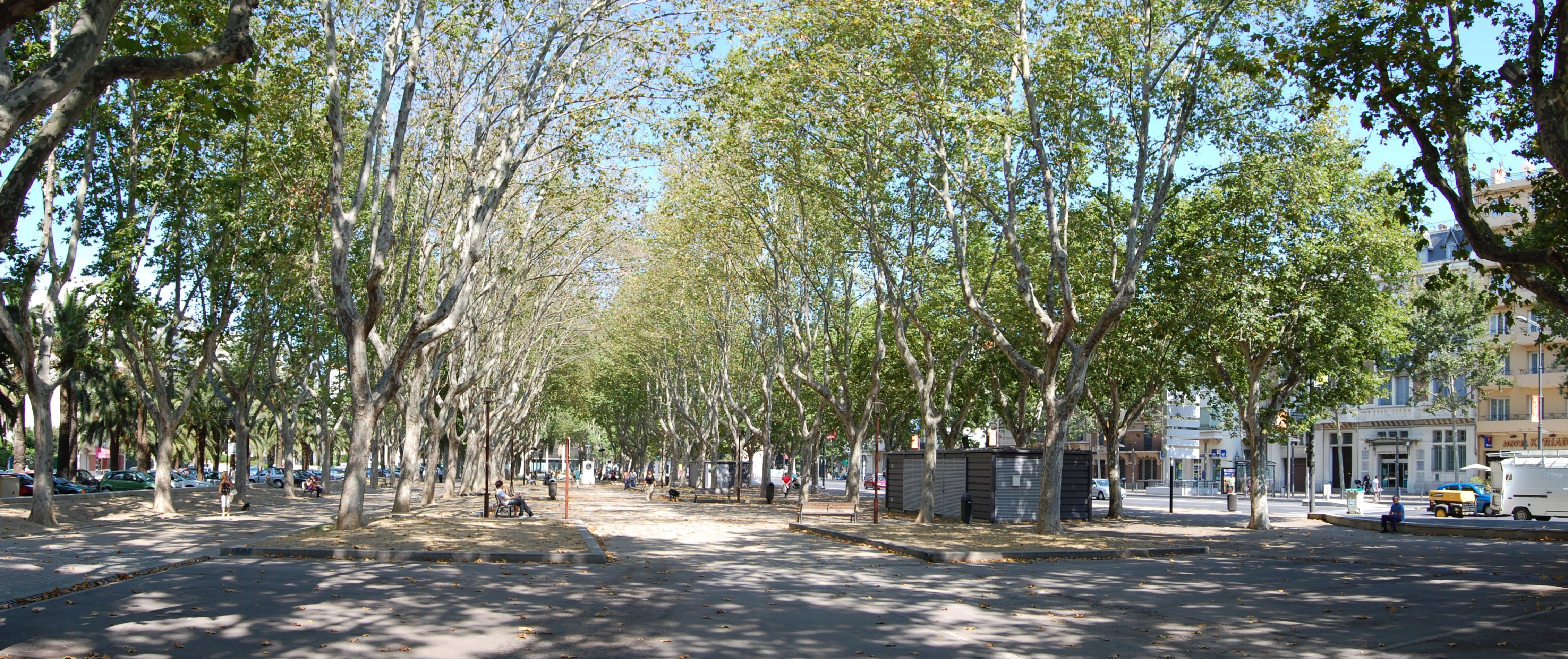
Allées Maillol.

Perpignan est une ville fleurie****, elle abrite plusieurs parcs, jardins et espaces verts :

#### Territoire de la mairie de quartier Centre historique
- Le Jardin des Remparts
- Les Jardins de la Basse
- Le Jardin Terrus relié au jardin Jantet Violet
- Le jardin de la Miranda
- Le jardin de l'évêché

#### Territoire de la mairie de quartier Ouest
- La Villa des Tilleuls et son jardin, dit Jardin Puig
- Le Jardin Aspirant Buffet
- Le Serrat d'en Vaquer
- Le Jardin de la Basse entre le quartier Mailloles et le quartier Saint-Assiscle
- Le Jardin Jésus Prêt
- Les Jardins Familiaux « Mailloles »
- Espace ludique Résidence Ensoleillée
- Le Jardin de la Pépinière

#### Territoire de la mairie de quartier Est
- Allées Maillol
- Square Bir Hakeim
- Le parc Sant Vicens
- Le bois des Chênes
- Le jardin du Grand Large
- Le jardin Sabardeil
- Le jardin Visconti

#### Territoire de la mairie de quartier sud
- Parc des sports (Moulin à Vent)
- Le jardin de la butte du Moulin à Vent
- Las Canals (petit canal arboré)

#### Territoire de la mairie de quartier nord
- Parc Pau Casals, en face du lycée A.-Maillol
- Le jardin Hyppolite-Desprès
- Le jardin Muchart
- Le parc Bartholdi
- Les jardins familiaux du Mas Gaillard
- Les jardins familiaux de Vernet-Salanque
- Les rives de la Têt
- Le Passeig (anciennement Jardin exotique de la Digue d'Orry)

## Urbanisme

### Typologie
Au 1er janvier 2024, Perpignan est catégorisée grand centre urbain, selon la nouvelle grille communale de densité à sept niveaux définie par l'Insee en 2022.
Elle appartient à l'unité urbaine de Perpignan, une agglomération intra-départementale regroupant 15 communes, dont elle est ville-centre,,. Par ailleurs la commune fait partie de l'aire d'attraction de Perpignan, dont elle est la commune-centre,. Cette aire, qui regroupe 118 communes, est catégorisée dans les aires de 200 000 à moins de 700 000 habitants,.

### Occupation des sols

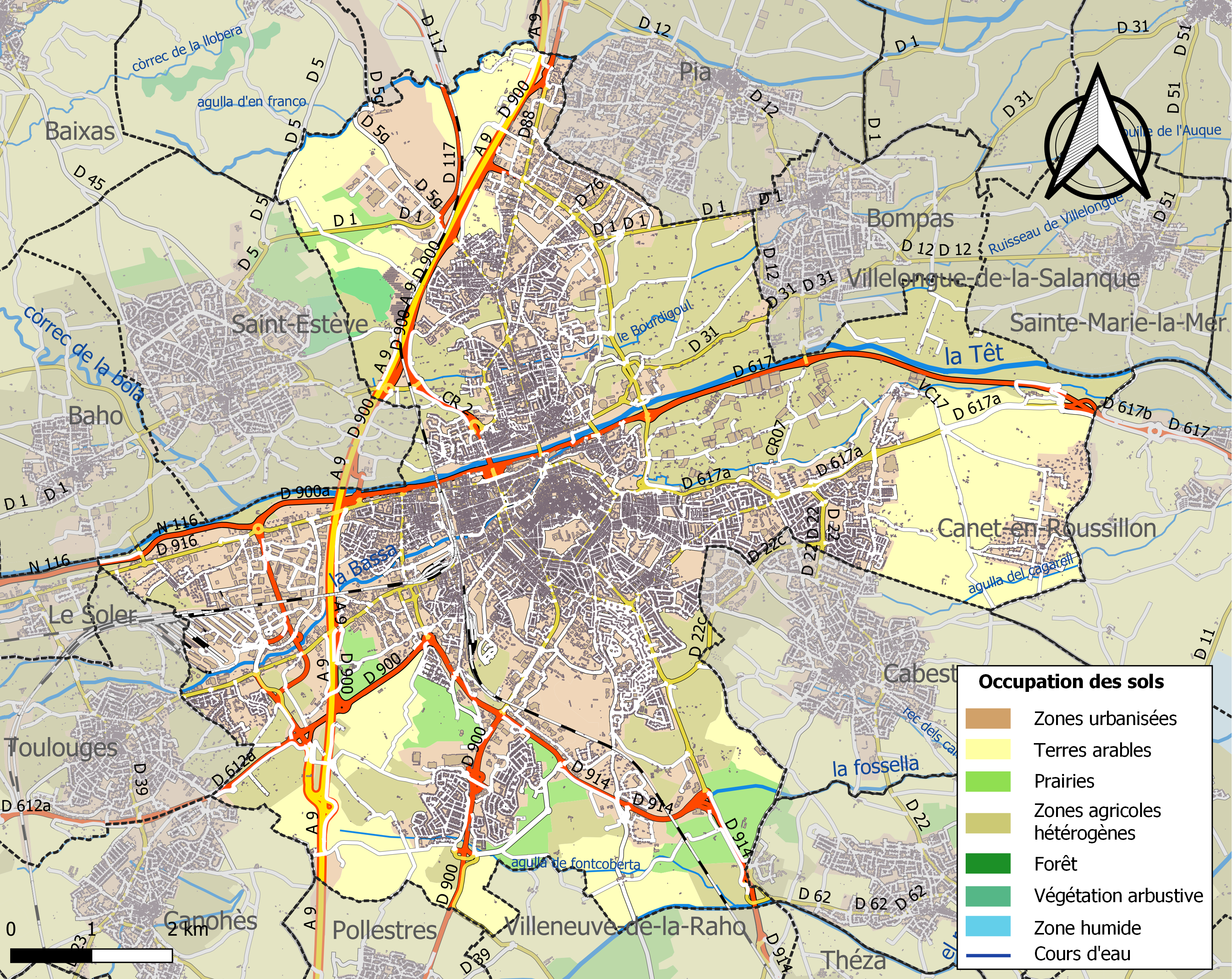
Carte des infrastructures et de l'occupation des sols de la commune en 2018 (CLC).

L'occupation des sols de la commune, telle qu'elle ressort de la base de données européenne d’occupation biophysique des sols Corine Land Cover (CLC), est marquée par l'importance des territoires artificialisés (52,1 % en 2018), en augmentation par rapport à 1990 (40,5 %). La répartition détaillée en 2018 est la suivante : zones urbanisées (28,8 %), zones agricoles hétérogènes (24,7 %), zones industrielles ou commerciales et réseaux de communication (22,7 %), cultures permanentes (18,2 %), prairies (4,6 %), espaces verts artificialisés, non agricoles (0,7 %), milieux à végétation arbustive et/ou herbacée (0,4 %).
L'IGN met par ailleurs à disposition un outil en ligne permettant de comparer l’évolution dans le temps de l’occupation des sols de la commune (ou de territoires à des échelles différentes). Plusieurs époques sont accessibles sous forme de cartes ou photos aériennes : la carte de Cassini (XVIIIe siècle), la carte d'état-major (1820-1866) et la période actuelle (1950 à aujourd'hui).

### Projets
Projet urbain de la gare
La réalisation de la ligne grande vitesse internationale Perpignan - Figueres a rendu nécessaire le remaniement de la gare actuelle. La ville de Perpignan a donc adopté un PDU comprenant la rénovation du quartier de la gare et la réalisation d'un "pôle d'échanges intermodal", pour se préparer au mieux à l'affluence qu'apportera le TGV. Il comprend notamment une nouvelle gare routière, desservie par le futur site propre bus.
De plus, outre la gare, c'est le quartier entier (La gare - Saint-Assiscle), compris dans le Programme national de requalification des quartiers anciens dégradés, qui se verra remodelé. Les parkings de stationnement deviendront souterrains, l'ancienne gare de triage laissera place à un nouveau quartier, et seront créés et construits un futur pôle judiciaire, l'Hôtel d'agglomération (achevé en 2011), un centre d'affaires à la place de la ZAC du Foulon (en face de la gare) et de nombreuses résidences et hôtels.

### Risques majeurs
Le territoire de la commune de Perpignan est vulnérable à différents aléas naturels : inondations, climatiques (grand froid ou canicule), mouvements de terrains et séisme (sismicité modérée). Il est également exposé à deux risques technologiques, le transport de matières dangereuses et la rupture d'un barrage,.

#### Risques naturels
Certaines parties du territoire communal sont susceptibles d’être affectées par le risque d’inondation par crue torrentielle de cours d'eau des bassins de la Têt et du Réart. La commune fait partie du territoire à risques importants d'inondation (TRI) de Perpignan-Saint-Cyprien, regroupant 43 communes du bassin de vie de l'agglomération perpignanaise, un des 31 TRI qui ont été arrêtés le 12 décembre 2012 sur le bassin Rhône-Méditerranée. Des cartes des surfaces inondables ont été établies pour trois scénarios : fréquent (crue de temps de retour de 10 ans à 30 ans), moyen (temps de retour de 100 ans à 300 ans) et extrême (temps de retour de l'ordre de 1 000 ans, qui met en défaut tout système de protection),.
Les mouvements de terrains susceptibles de se produire sur la commune sont soit des mouvements liés au retrait-gonflement des argiles, soit des glissements de terrains. Une cartographie nationale de l'aléa retrait-gonflement des argiles permet de connaître les sols argileux ou marneux susceptibles vis-à-vis de ce phénomène.
Ces risques naturels sont pris en compte dans l'aménagement du territoire de la commune par le biais d'un plan de prévention des risques inondations et mouvements de terrains.

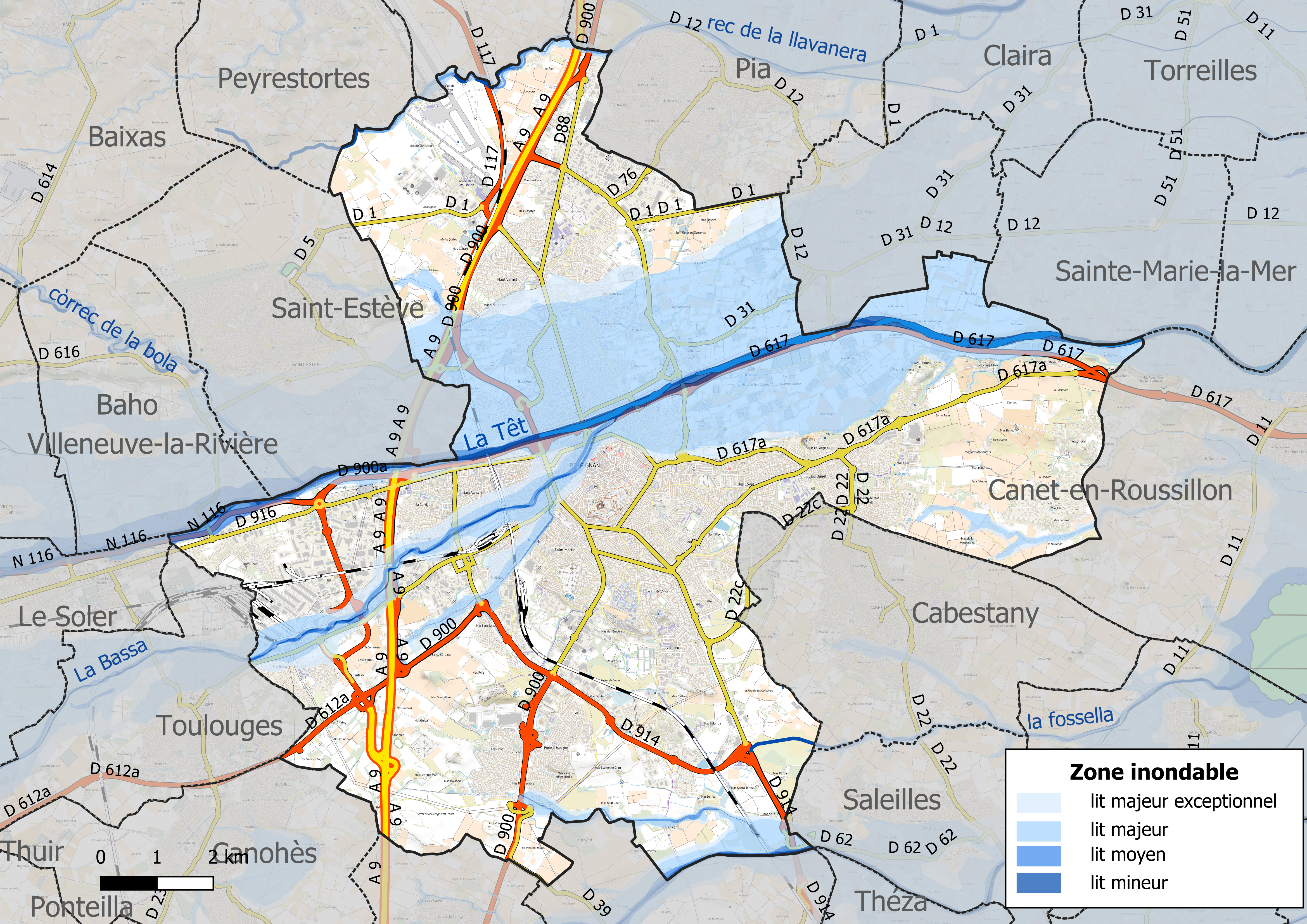
Carte des zones inondables.
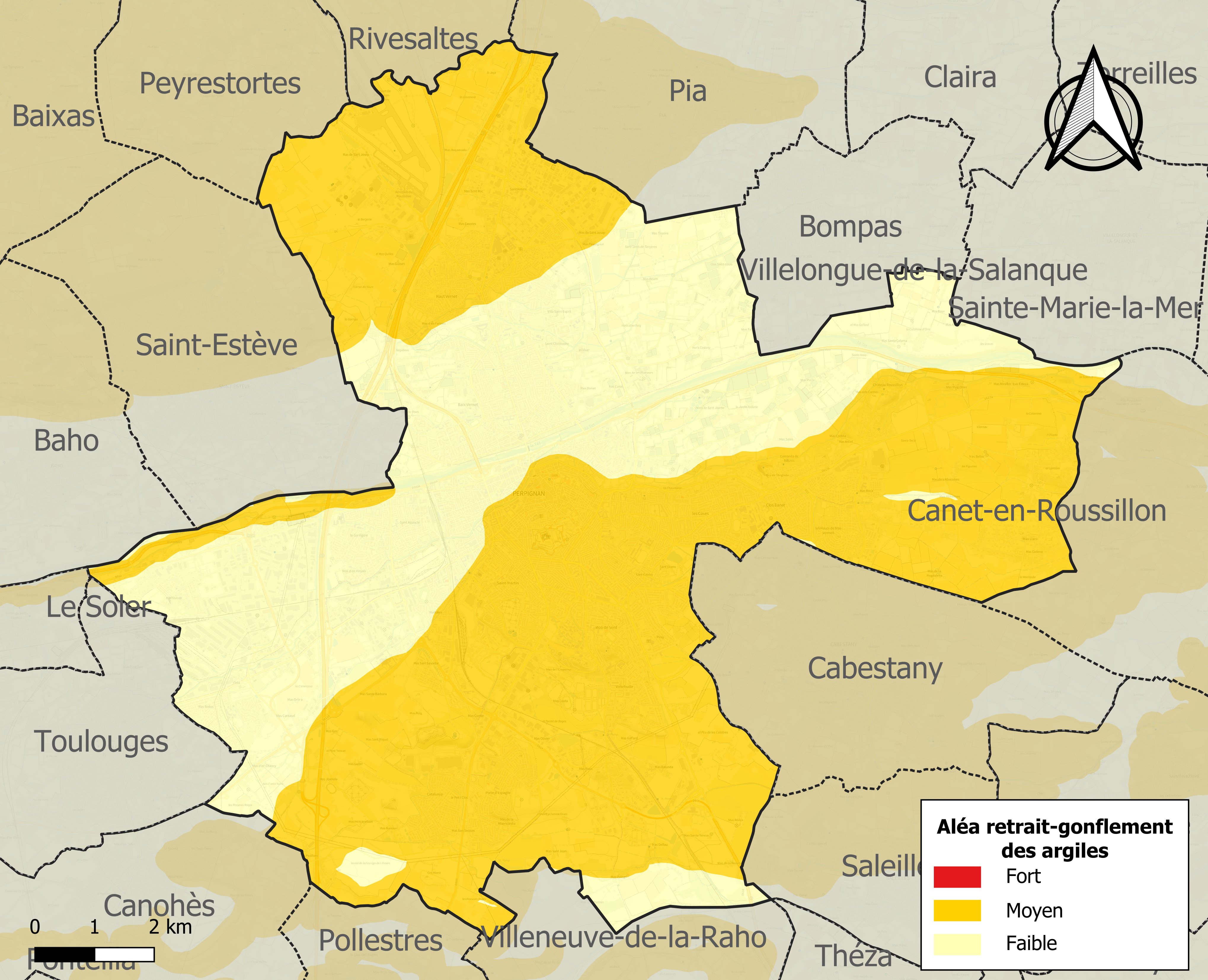
Carte des zones d'aléa retrait-gonflement des argiles.

#### Risques technologiques
Le risque de transport de matières dangereuses sur la commune est lié à sa traversée par des infrastructures routières et ferroviaires importantes et la présence d'une canalisation de transport de gaz. Un accident se produisant sur de telles infrastructures est en effet susceptible d’avoir des effets graves au bâti ou aux personnes jusqu’à 350 m, selon la nature du matériau transporté. Des dispositions d’urbanisme peuvent être préconisées en conséquence.
Dans le département des Pyrénées-Orientales, on dénombre sept grands barrages susceptibles d’occasionner des dégâts en cas de rupture. La commune fait partie des 66 communes susceptibles d’être touchées par l’onde de submersion consécutive à la rupture d’un de ces barrages, les barrages de Vinça ou des Bouillouses sur la Têt.

## Toponymie

### Formes du nom
La mention la plus ancienne du nom de la ville de Perpignan date d’un document de l’an 927, sous la forme Perpinianum,.
On retrouve plus tard dans d’autres textes sous les formes suivantes : « Villa Perpiniano » (959) ; « Pirpinianum » au XIe siècle ; Perpiniani (1176) ; Perpenyà au XIIIe siècle. Perpenyà reste la forme la plus courante jusqu'au XVe siècle et est encore attestée au XVIIe siècle.
De nos jours, en catalan la ville se nomme Perpinyà.

### Étymologie
Une hypothèse populaire mais fantaisiste attribue l'origine du nom à un légendaire laboureur surnommé en catalan Pere Pinya (Pierre Pigne en français) qui serait descendu de la montagne pour fonder la ville de Perpignan.
L'étymologie la plus probable est celle d'un nom de domaine (ou fundus) de l'époque romaine dont le propriétaire aurait eu pour nom Perpennius, suivi du suffixe anum marquant la propriété. Le nom de famille de Perpenna est courant dans le monde romain. En 77 av. J.-C., on trouve par exemple un certain Marcus Ventus Perpenna (ou Perperna) venu avec son armée renforcer, en Hispanie, les troupes du général Sertorius. Le toponyme fundu Perpennianu peut avoir évolué normalement ensuite en Perpiniano puis en Perpenya ou Perpinyan.

## Histoire

### Préhistoire et protohistoire
Malgré la difficulté de pratiquer des fouilles en milieu urbain, quelques vestiges témoignent de l'occupation du site de Perpignan avant le développement de la ville.
On peut mentionner des traces d'habitat néolithique trouvés près du mas Bruno (vers l'échangeur de la RN 116), quelques objets de la civilisation des champs d'urnes de l'âge du Bronze final dans le même secteur, ainsi que des débris de céramique de la fin de l'âge du bronze et du début du premier âge du fer dans les environs de l'école Saint-Jean.

### Époque romaine

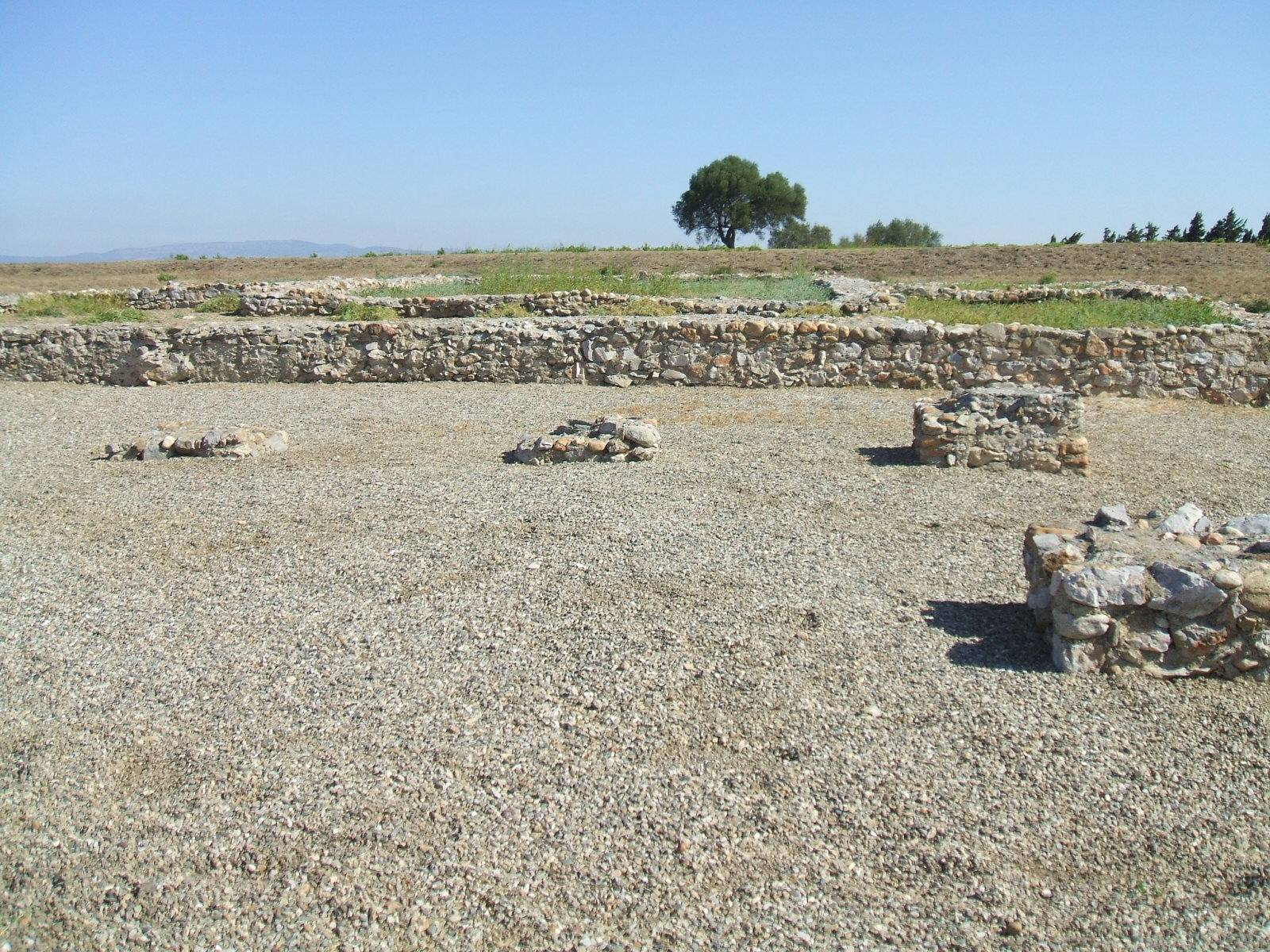
Ruines du forum de Ruscino

L’histoire de Perpignan ne commence pas avant le Xe siècle. En effet, un peuple ibère, les Sordes, aurait occupé la plaine du Roussillon, vers 500 avant Jésus-Christ. Les échanges commerciaux et culturels ont pu se faire à travers les comptoirs grecs installés le long de l'actuelle Catalogne, à Empúries, et aussi à Agde, en Languedoc. La deuxième guerre punique amène les Romains dans ces contrées. Les Ibères ont été ainsi en dehors des Ligures de Provence, romanisés bien avant les Celtes installés plus au nord.
À cette époque, Perpignan n’existait toujours pas, mais l’oppidum de Ruscino (actuel lieu-dit du Château-Roussillon ou Castell Rosselló), situé à l’est de la ville, était le siège de l’administration romaine de la région. Étymologiquement, Roussillon doit son nom à Ruscino.
Au fil des années, Ruscino se voit disputer le titre de capitale par la ville d’Elne (Illiberis), jusqu’à la chute de Rome et l’arrivée des Wisigoths en 412. Actuellement, il n'y aucune trace ou document stipulant le passage des Wisigoths à Ruscino ; en outre, les chrétiens fondent l'évêché d'Elne, délaissant ainsi la ville de Ruscino,. Par la suite, les Sarrasins vont annexer le royaume wisigoth vers 711.
Après l'invasion par les Arabes, Pépin le Bref, puis, par la suite, Charlemagne, reconquièrent définitivement la région vers 811 ; c'est alors que commence l'ère carolingienne et la construction de plusieurs villages sur la plaine du Roussillon, notamment Perpignan à quelques kilomètres de Ruscino.

### Après-Ruscino

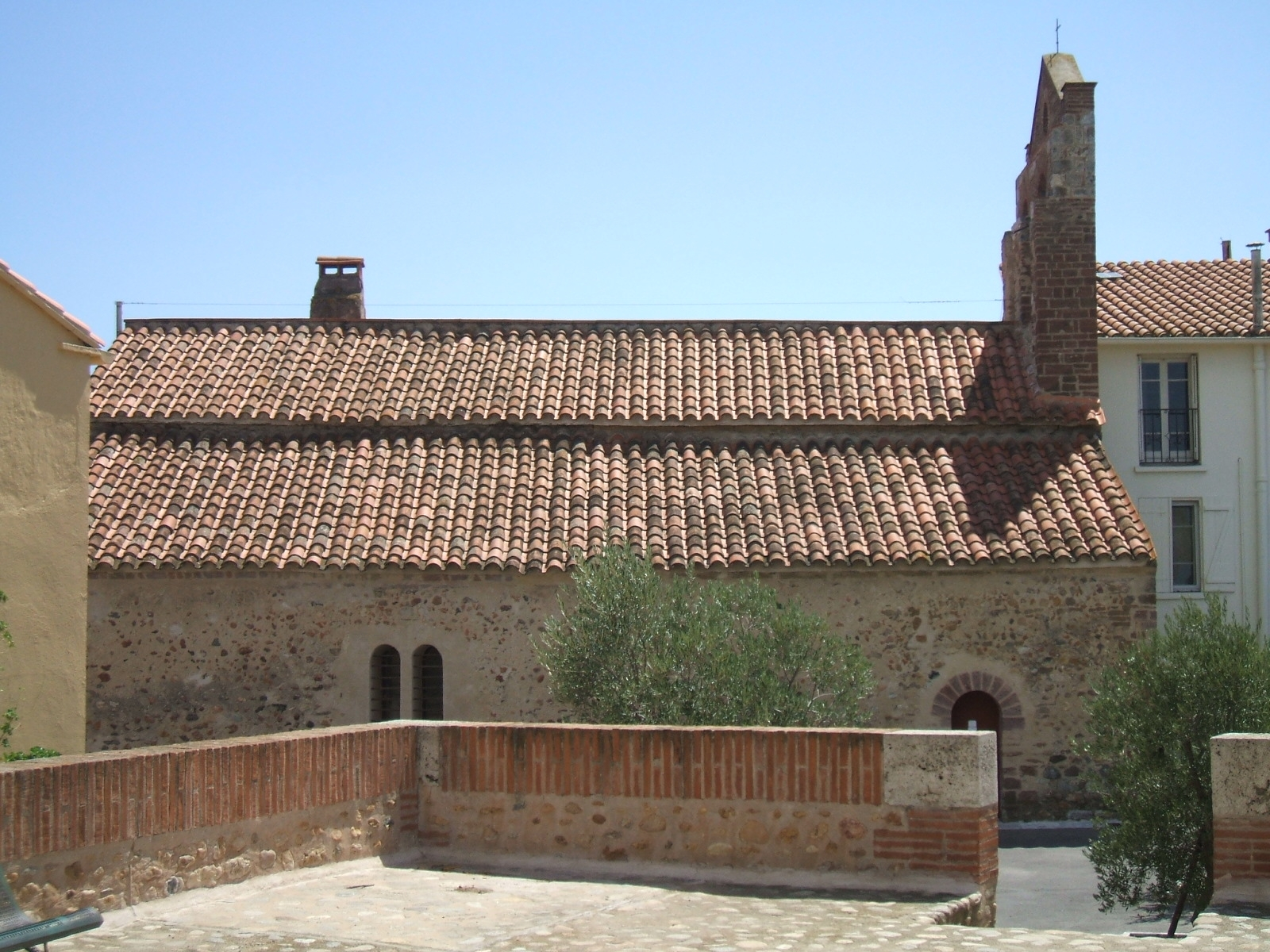
Chapelle Saint-Pierre

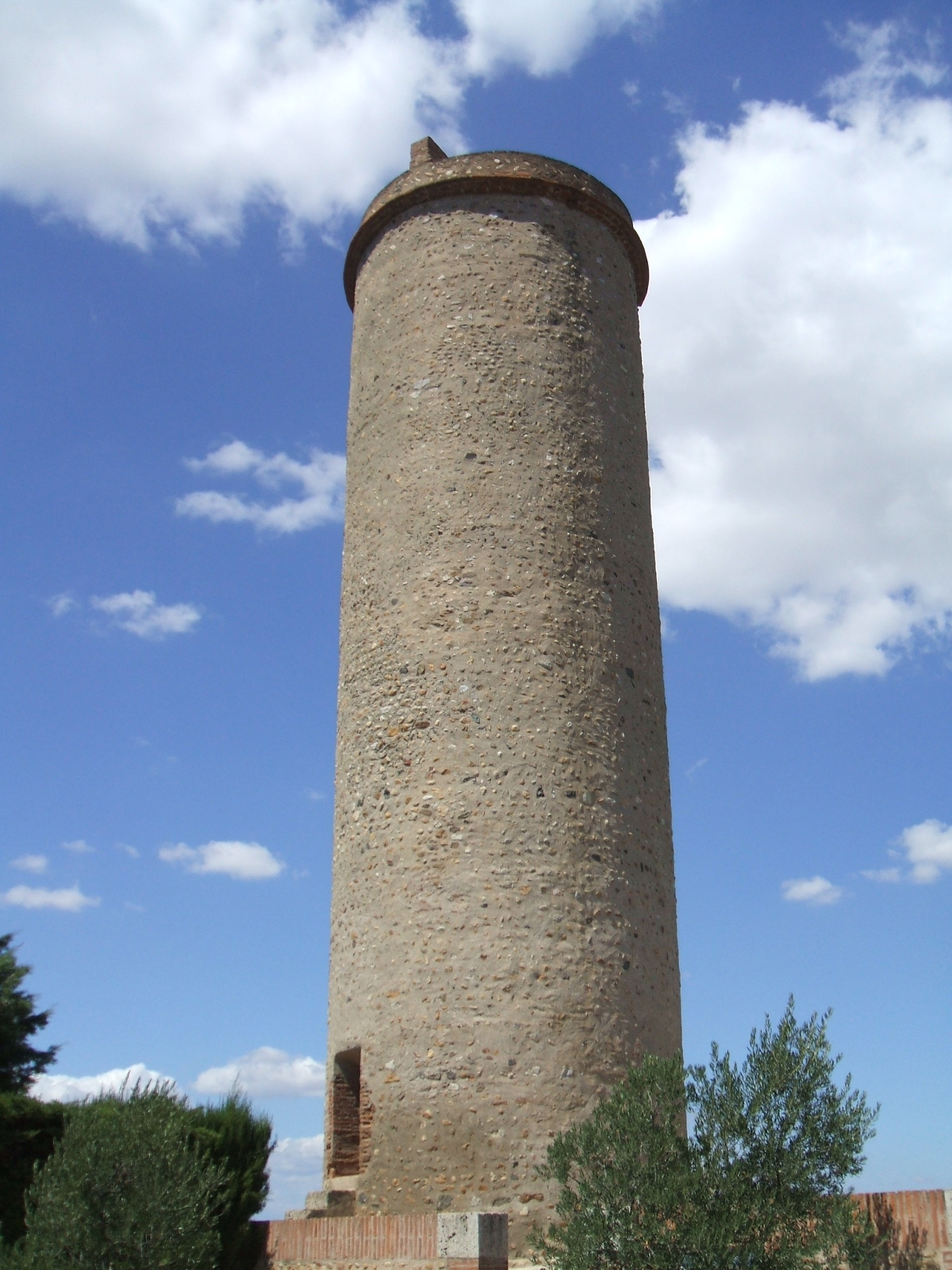
Une tour de Château-Roussillon.

D’après la tradition, Perpignan aurait été fondée par Pere Pinya (Pierre Pigne). La légende a été restituée par Bernard Sergent.
Les plus anciens vestiges archéologiques découverts sont datés du IXe siècle.
La première mention de Perpignan figure dans un acte daté du 20 mai 927 par lequel un certain Aton (Ato) vend, pour 1 000 sols, les alleux d’Anglars et de Saleilles, avec leurs églises Saint-Jean et Saint-Étienne, à Wadalde, évêque d’Elne et frère du comte Gausbert d’Empúries et de Roussillon : ces alleux confrontaient d'un côté avec Cabestany (villa de Cabestagnio) et, de l'autre, avec Perpignan (villa Perpiniano).
En 929, Guisandus et son épouse Genta vendent à Sisegutus et à son épouse Arcedonia, une vigne sise au territoire de Villa Gothorum ou Malleoles (aujourd’hui Mailloles ou Malloles, au sud-ouest). Elle était sur le chemin qui va du village de Villa Perpiniani à Orle. Enfin en 961, le testament du comte Raymond II de Rouergue, marquis de Gothie, parle de l'alleu de Perpignan…
…illo alode de Perpiniani…
…qu'il lègue par tiers à l'abbaye de Saint-Pierre de Rodes (actuellement en Catalogne), et aux cathédrales de Gérone et Elne. 961 est l’année où Guilabert Ier reçoit le comté de Roussillon en héritage de son père tandis que son frère reçoit celui d’Empúries (actuellement en Catalogne). En 991 Guilabert s’installe à Perpignan, transformant la ville en capitale locale. À cette époque, le Roussillon n'était qu'un territoire côtier.

### Du début du Moyen Âge au royaume de Majorque
C’est au Moyen Âge, à partir de la fin Xe siècle, que la ville connaît son essor. Ce succès est dû au choix des comtes de Roussillon d'alors (Guislabert Ier ou son fils Gausfred II) de faire de Perpignan leur capitale, qui gagnera plus tard en importance, jusqu’à attirer l’évêque, résidant jusque là à Elne. On y construit le château comtal, une église (consacrée en 1025) et un hôpital, le tout placé sous le patronage de saint Jean. De nos jours, l’église est nommée Saint-Jean-le-Vieux, elle se trouve à côté de la cathédrale. L’hôpital a changé de lieu : il est actuellement au nord de la ville (Haut-Vernet), mais retrouve son nom d’origine d'hôpital Saint-Jean. Quant au château, il n’en reste que quelques salles enterrées situées actuellement sous le cours Maintenon ; à cette époque, la ville n'est pas dotée de remparts.
En 1102, l’église Saint-Jean (auj. Saint-Jean le Vieux) devient une collégiale.
La communauté des habitants de Perpignan se voit octroyer des chartes de privilèges en 1162 puis en 1170, 1172, 1173 et 1174.
En 1172, le comte Girard II de Roussillon lègue son comté au comte de Barcelone — le roi Alphonse II d’Aragon — afin qu'il ne tombe pas entre les mains de ses demi-frères que les papes Adrien IV et Alexandre III avaient écartés de la succession en les déclarant adultérins. Cent quarante-cinq chefs de famille prêtent serment d’hommage de fidélité à Alphonse II lorsqu’il vient à Perpignan recueillir son héritage. En 1175, le roi envisage de déplacer la ville sur le Puig des Lépreux (auj. place du Puig).
En 1197, une charte de consulat règle l’organisation municipale de Perpignan. Ses habitants disposent de privilèges étendus, comme celui d’élire des consuls, un par « main » représentante chacune d’une classe sociale. On distingue ainsi les mains majeure, moyenne et mineure, qui sont représentées sur la façade de l'Hôtel de Ville encore à l'heure actuelle.

### Capitale du royaume de Majorque
Jacques Ier d'Aragon, dit « le Conquérant », fait des conquêtes vers l'Est de la couronne d'Aragon, propulsant ainsi Perpignan à son apogée durant 68 années (1276-1344).
Entre 1276 et 1344, Perpignan connaît son âge d’or ; la ville est alors la capitale continentale du royaume de Majorque constitué par Jacques le Conquérant pour l'enfant Jacques, son fils cadet, et comprenant, outre les îles Baléares, le Roussillon, la Cerdagne et la seigneurie de Montpellier. Sa population et sa surface quadruplent en moins d’un siècle. C’est l’époque des grands chantiers, ceux de la cathédrale Saint-Jean-Baptiste et du palais des rois de Majorque.
De plus, durant cette période d'apogée, Perpignan connaît un essor industriel et commercial important grâce notamment à son rôle politique, à sa structure consulaire et corporative et à sa population active, notamment de pareurs de draps, de teinturiers, et de tisserands.
Le roi de France Philippe III le Hardi y meurt le 5 octobre 1285.

### De la réintégration à la couronne d'Aragon à l'annexion au royaume de France

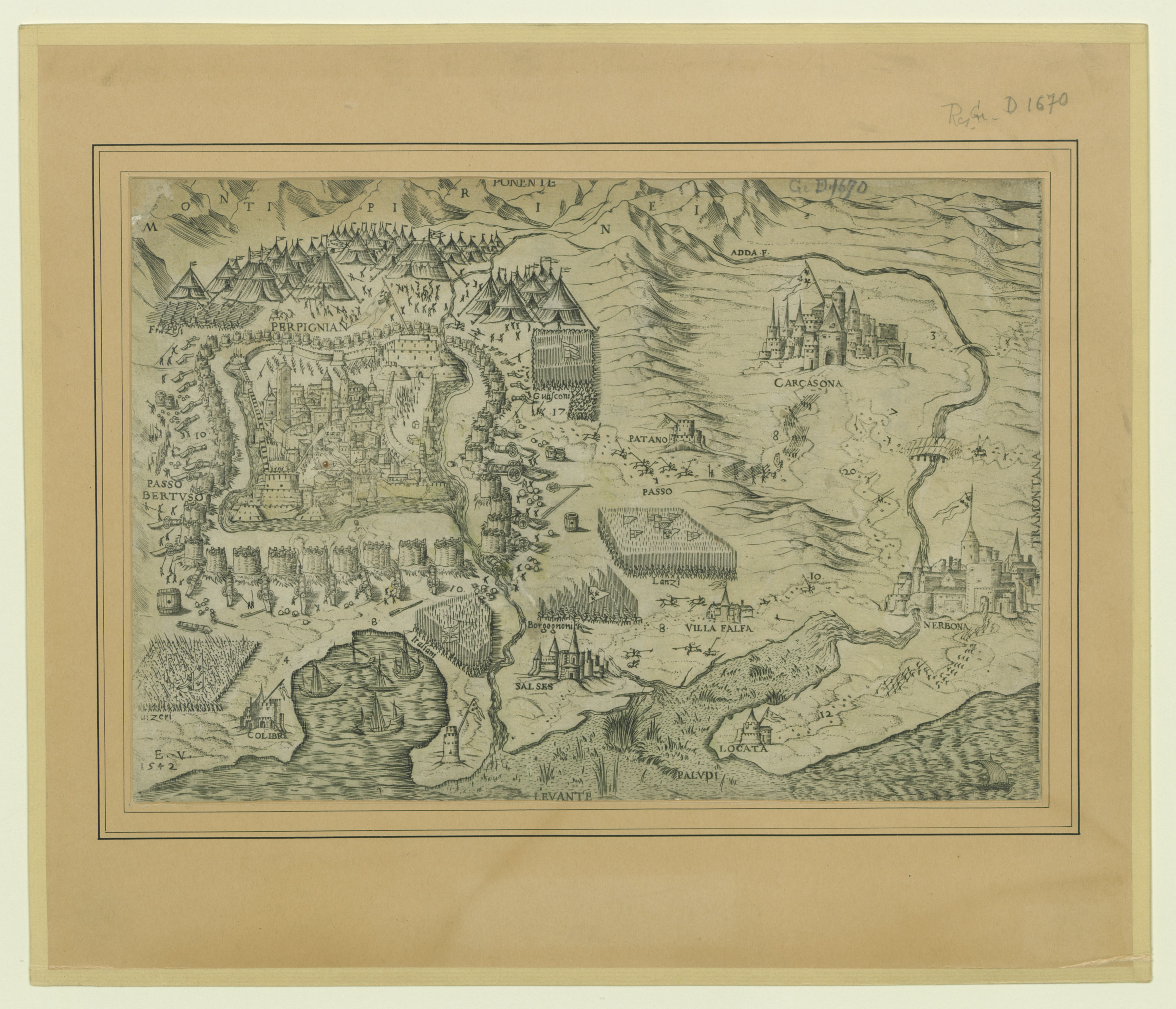
Perspective cavalière du siège de Perpignan par Enea Vico (dessin de 1542).

En 1344, Perpignan perd son statut de capitale par la réintégration du royaume de Majorque dans la couronne d’Aragon. Dès 1346, elle est durement touchée par la peste noire. La ville mettra longtemps à se rétablir.
Du 15 novembre 1408 au 26 mars 1409, Benoît XIII tient un concile à Perpignan.
À la mi-septembre 1415, l'empereur Sigismond Ier se rend à Perpignan pour un pseudo-concile avec le roi d'Aragon Ferdinand Ier et l'antipape Benoît XIII. Il en repart le 5 novembre 1415 sans avoir convaincu ce dernier d’abdiquer.
En 1463, Louis XI occupe Perpignan en confirmant ses anciens droits,, mais la ville se soulève contre les Français en 1473. Après un siège terrible, qui se termine le 2 février 1475, le titre de « Fidelíssima vila de Perpinyà » (Très fidèle ville de Perpignan) est décerné par les rois d’Aragon.
Plus tard, en 1493, Charles VIII restitue le Roussillon et la Cerdagne aux Rois catholiques, qui venaient de fonder l'unité d'Espagne, par le mariage entre la Castille et l'Aragon.
Malheureusement, la rivalité franco-espagnole et les conflits qui ont suivi devaient faire chuter l'économie de Perpignan, dotée par Philippe II, à cet égard, de puissantes fortifications.
Devenue place avancée de la monarchie espagnole face à la France depuis 1479, Perpignan entre dans une logique militaire, enfermée dans des remparts puissants renforcés à toutes les époques (par Vauban notamment), elle n’est plus qu’un enjeu entre les deux grandes puissances. Prise par les armées de Louis XIII en 1642, elle est annexée avec le reste du Roussillon (en fait, les provinces ou comarques historiques du Roussillon, du Conflent, du Vallespir, du Capcir, de Cerdagne (Haute-Cerdagne, l'autre partie, la Basse-Cerdagne se trouvant en Catalogne) et celle, occitane, du Fenouillèdes) au royaume de France par le traité des Pyrénées de 1659.

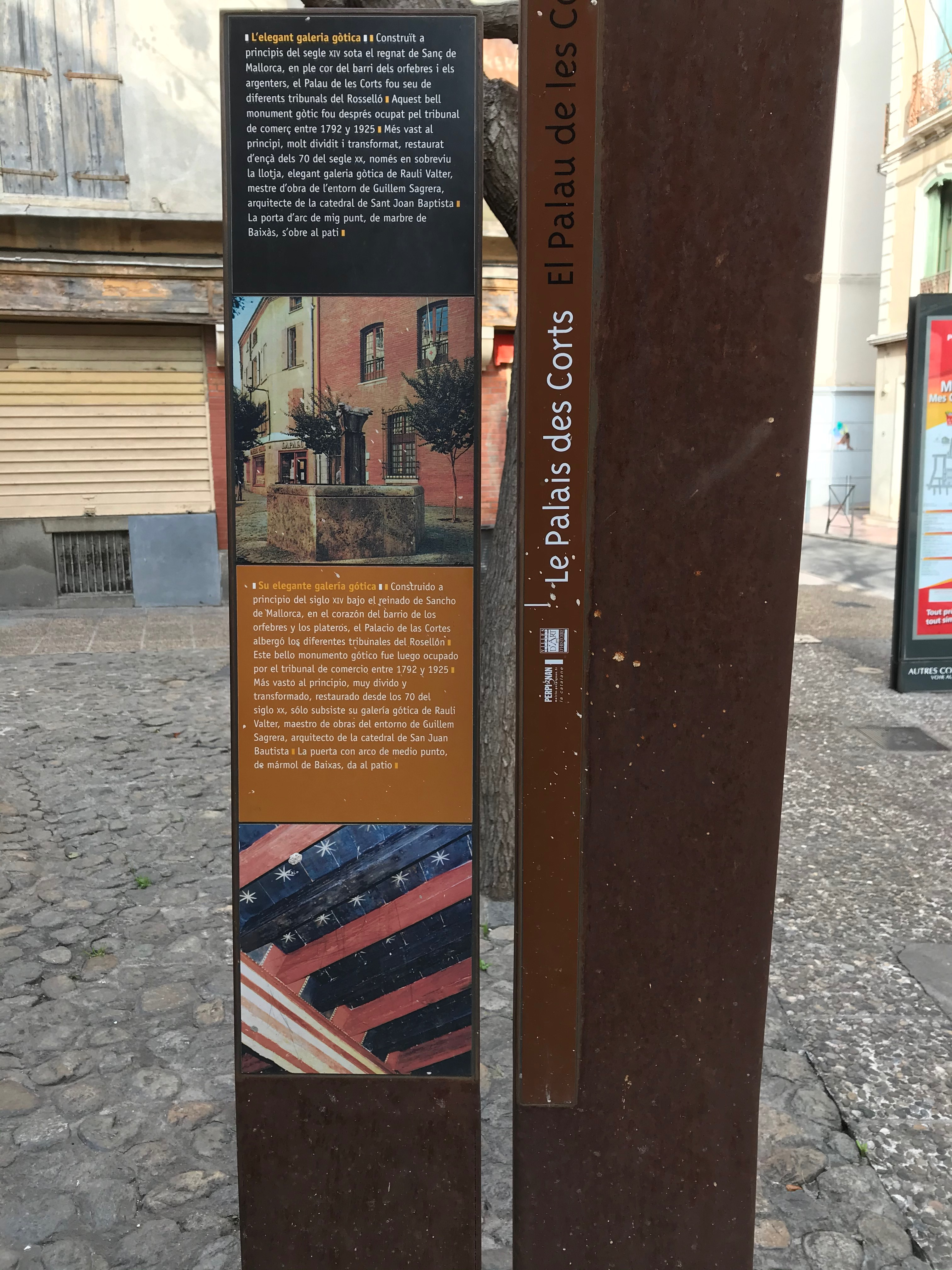
Borne d’information municipale montrant un détail du plafond d'une salle du Palais des Corts.

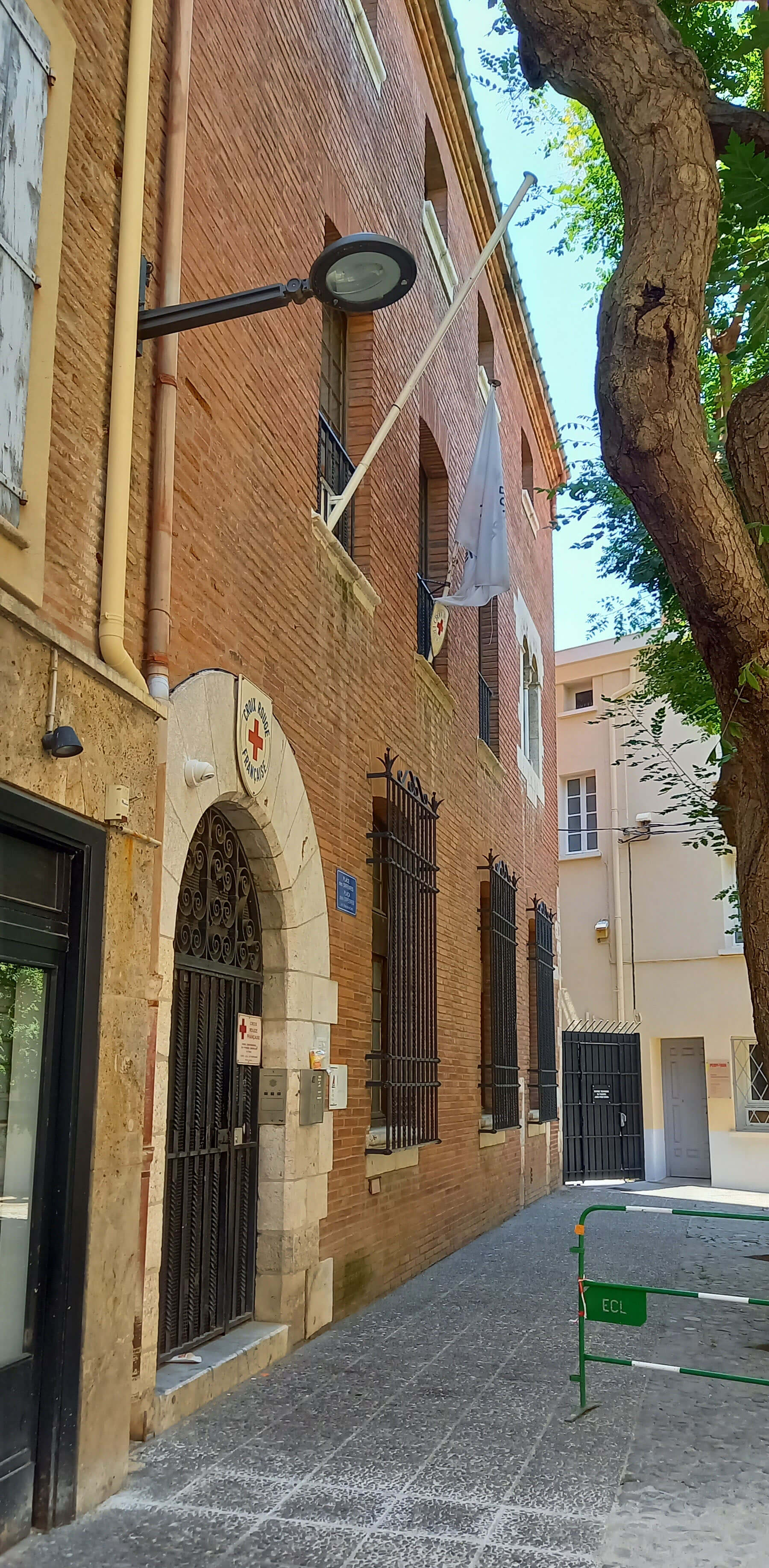
24 place des orfèvres.

Le palais des Corts, édifié au début du XVIe siècle, abrite aujourd’hui le siège de la Croix rouge dans les Pyrénées orientales. Le plafond d’une des salles présente un motif identique au plafond de l'Alcazar de Colón à Santo-Domingo.
Le 10 avril 1660, Louis XIV fait son entrée à Perpignan.

### Perpignan à la fin de l'Ancien Régime

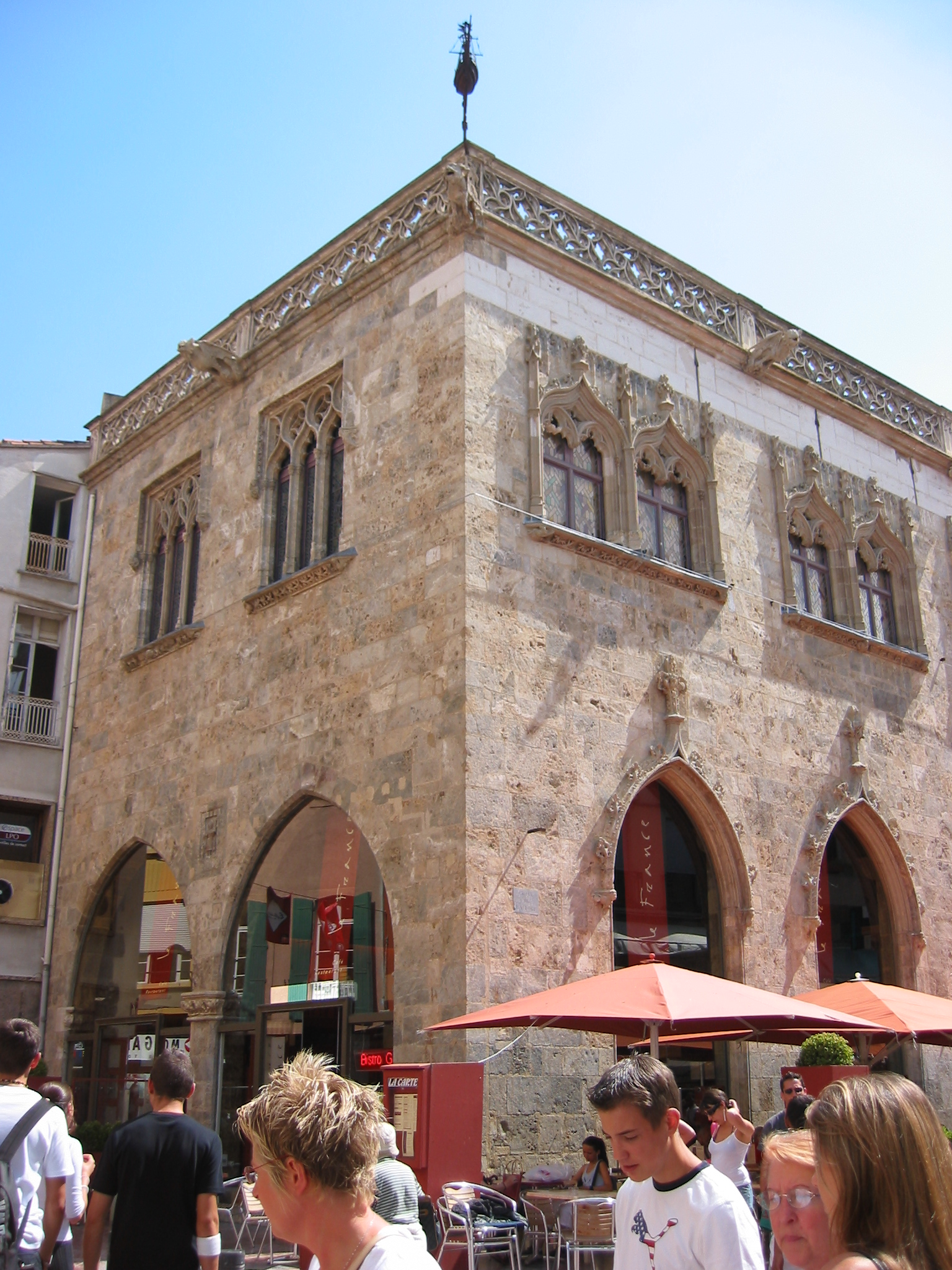
Au XVIIIe siècle, le maréchal de Mailly, gouverneur du Roussillon, transforme la Loge de mer en théâtre, qui deviendra relais de poste après la Révolution.

Augustin-Joseph de Mailly (5 avril 1708-25 mars 1794) est lieutenant général, puis commandant en chef en Roussillon, où il est à l’origine de grands travaux, du renouveau de l’université et où il joue un grand rôle au sein de la franc-maçonnerie catalane.
Il commence, après la paix avec l'Espagne, à négocier les rectifications de frontières. Il conclut avec l'Espagne, en 1750, un traité particulier qui fixe les limites des deux royaumes. Rénovateur de l’urbanisme de la ville des rois de Majorque, Mailly fonde le premier théâtre du Roussillon dans les locaux de la Loge. Les dirigeants du théâtre donnent également de nombreux bals masqués, quatorze plus précisément, au tournant de l’année 1779-1780. Il semble également que la salle de spectacle, sise à la loge de mer, soit utilisée à l’occasion de bals publics comme cela a été le cas en 1776 où les consuls informent que, sur la sollicitation de M. de Chollet et d'Augustin-Joseph de Mailly, tous deux francs-maçons, ils ont permis des bals publics pendant le carnaval à la salle de spectacles. Des bals publics sont également donnés dans cette salle, tous les dimanches, en juin 1779.
À l’époque des Lumières, le déploiement des différents réseaux de sociabilité, relevant d’initiatives individuelles ou collectives, s’articule dans la cité, fruit du volontarisme du commandant en chef de la province, le futur maréchal de Mailly. Nombre de francs-maçons, avec en figure de proue, l’homme du Roi, le commandant en chef de la province - le maréchal de Mailly - investissent l’espace des Lumières à Perpignan en l’insérant dans le maillage du tissu provincial catalan et en y circulant à l’intérieur.
Les catholiques ne sont pas oubliés. Ils le remercieront pour la fondation des prix d'émulation, celle de douze places pour l'entretien des pauvres, et plusieurs autres établissements aussi utiles que glorieux, en l'an de grâce 1784. D’ailleurs, un premier chapitre d'honneur héréditaire est créé pour le comte Augustin-Joseph de Mailly, marquis d'Haucourt et ses hoirs et successeurs chefs de sa Maison, dans l'église cathédrale de Perpignan, à perpétuité. Il crée de nombreux jardins publics.
Il laissera son nom à l'une des rues les plus connues de la Ville, ainsi qu'au Campus universitaire du centre-ville

### Temps modernes

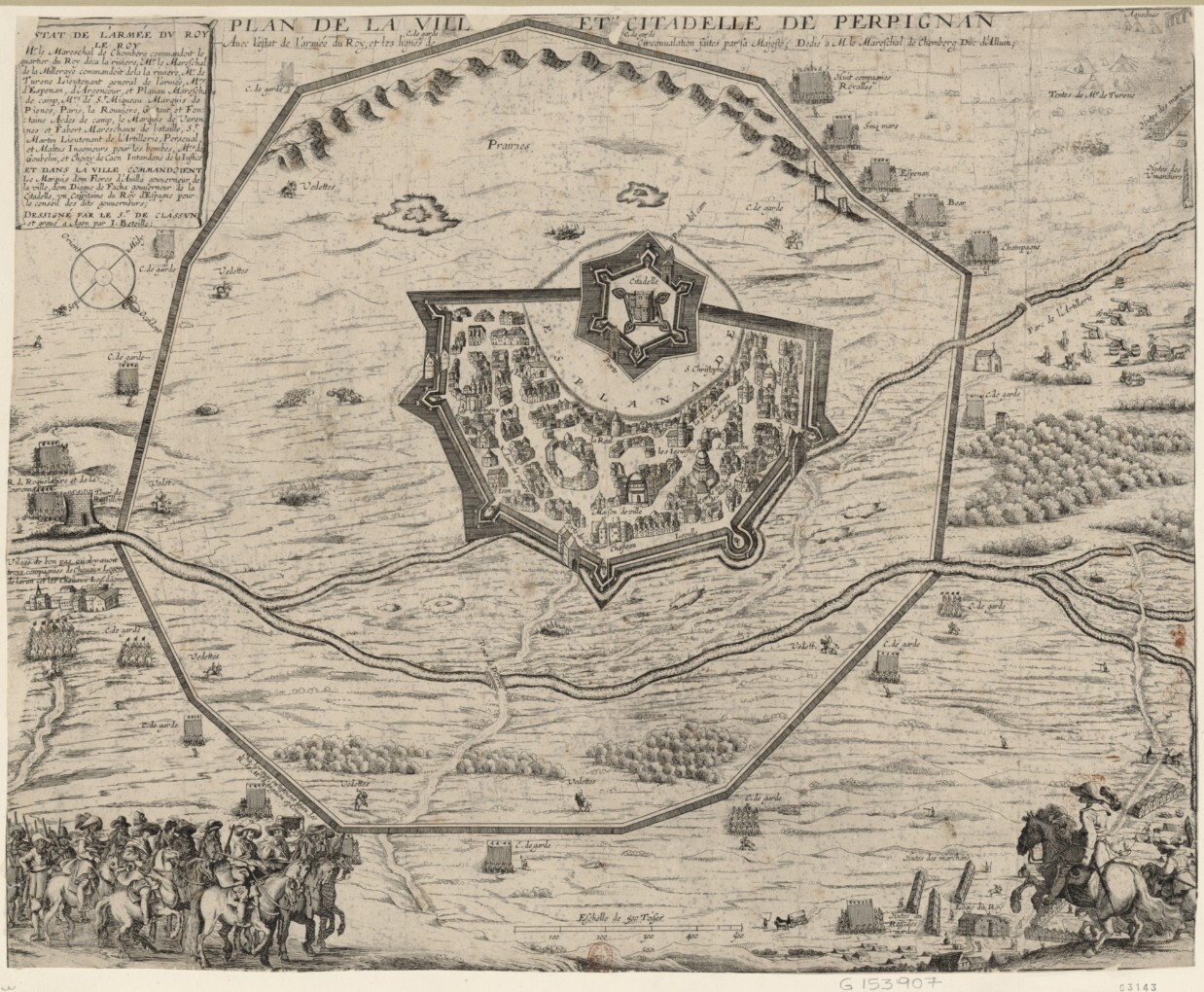
Plan de la ville par Jean de Lucmau de Classun (1645).

Perpignan prend le statut de « capitale provinciale », c'est-à-dire de chef-lieu ; elle est le siège d’une intendance et d’un Conseil souverain.
Les gigantesques travaux de Vauban devaient faire de Perpignan une cité désormais imprenable et, pourtant, il ne reste à peu près rien de son œuvre car, au début du XXe siècle, la municipalité a décidé de les faire démolir dans le but d'aérer le quartier central et de pouvoir étendre la ville vers la plaine du Roussillon. Aujourd’hui, il ne reste que le Castillet, le palais des rois de Majorque, des casernes, des souterrains ainsi qu'une partie des remparts épargnés, qui témoignent de l'époque de la grandeur de Perpignan et de ses installations militaires.
Cette ouverture de la Ville permettra cependant la floraison d'ensembles de style Art Déco, aujourd'hui remis en valeur par le biais d'un festival et d'une association de défense, Perpignan Art Déco (PAD) qui argue que Perpignan est " gothique et art déco "
Le chemin de fer venant de Narbonne arrive, à la gare provisoire du Vernet, sur la rive gauche de la têt, le 20 février 1858. Un service d'omnibus dessert la ville. Le pont sur la Têt et la gare de Perpignan sont mis en service le 12 juillet 1858 par la Compagnie des chemins de fer du Midi et du Canal latéral à la Garonne.

### Époque contemporaine: faits marquants

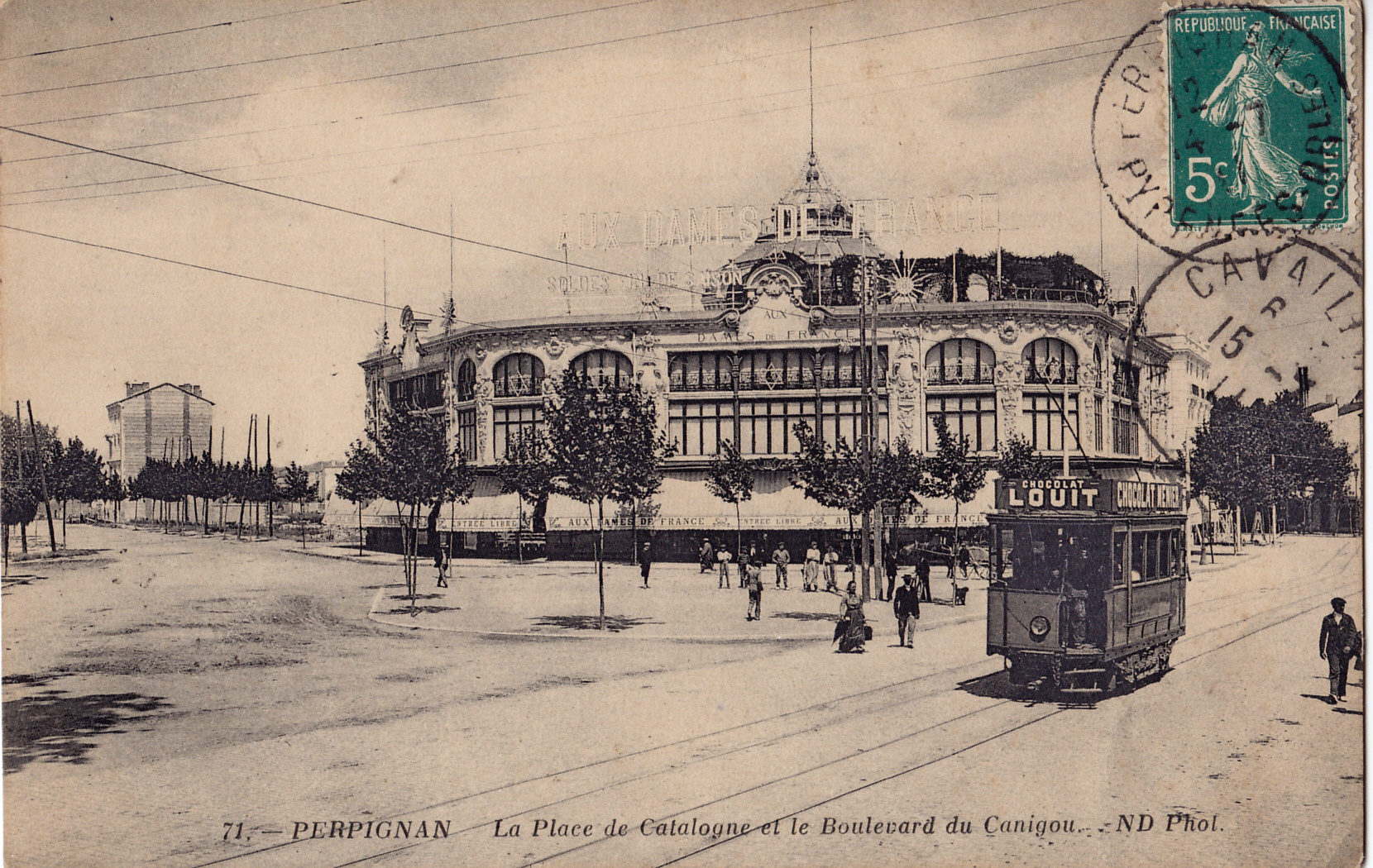
La place de Catalogne dans les années 1900, avec une rame du tramway de Perpignan.

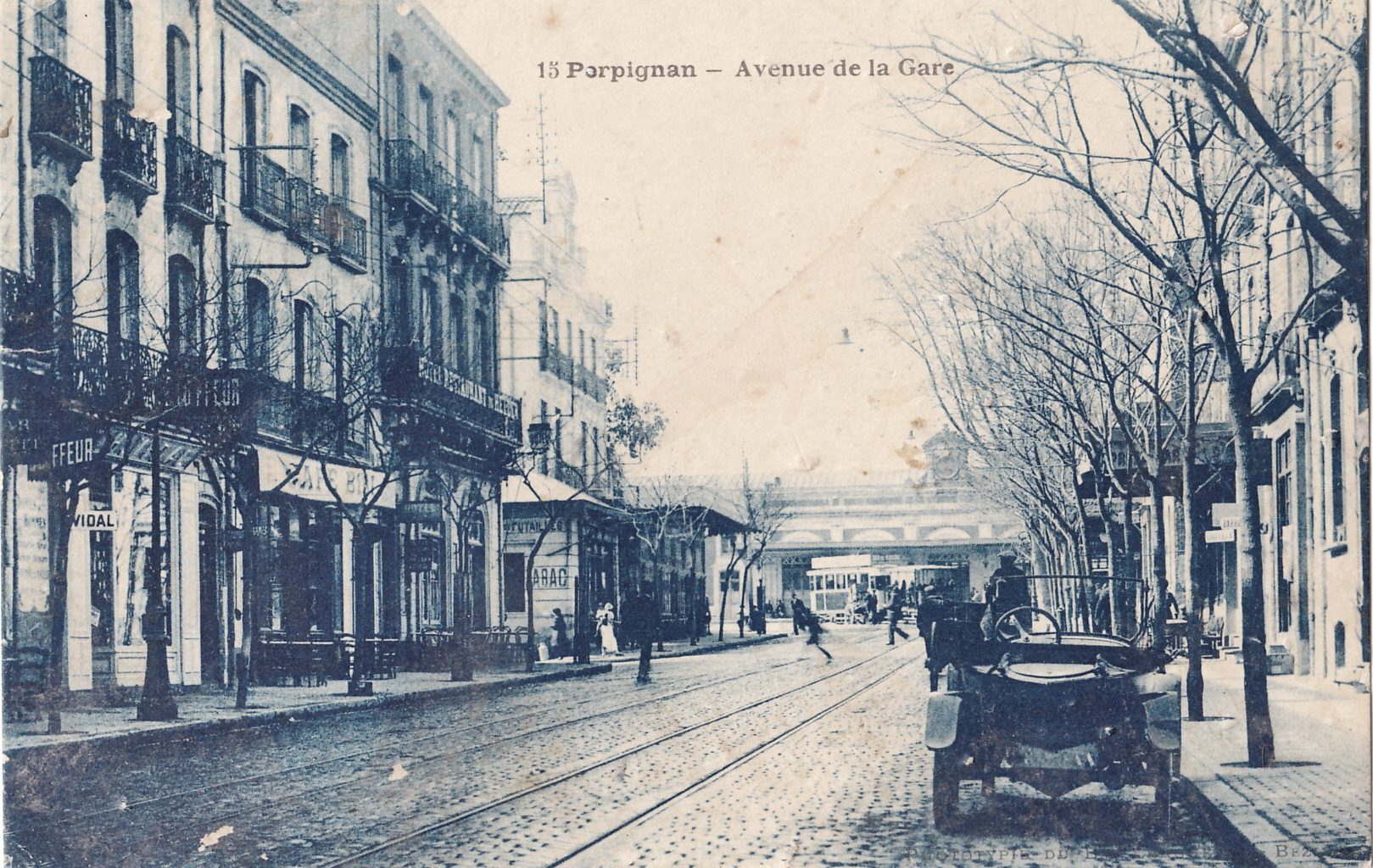
L'avenue de la Gare, dans les années 1920.

Lors de la révolte viticole de 1907, la préfecture de Perpignan est prise d'assaut par des vignerons et incendiée.
La ville est libérée par la 1re DFL (division française libre), le 19 août 1944.
En 1962, afin de faire face à l'arrivée massive des pieds-noirs d'Algérie, le conseil municipal mené par Paul Alduy fait créer la Ville-nouvelle du Moulin-à-Vent, qui agrandit de manière importante la zone urbaine de la Ville vers le sud. Ce grand ensemble architectural sera classé, entre autres, site d'intérêt portant le label « Patrimoine du XXe siècle » en 2015.
En 2005, des échauffourées éclatent dans le centre-ville de Perpignan, faisant suite à des agressions intercommunautaires. La ville est en état de guérilla et il faudra plusieurs semaines pour arriver à un retour au calme sous la surveillance de plusieurs compagnies de CRS.

### Histoire religieuse

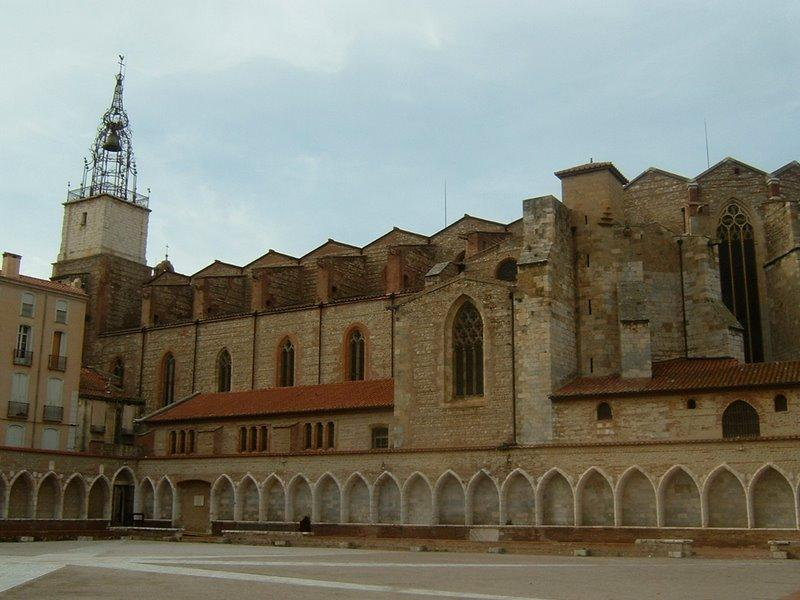
Cathédrale Saint-Jean-Baptiste de Perpignan.

- La cathédrale Saint-Jean-Baptiste : de style gothique méditerranéen, sa construction a commencé en 1324 pendant le règne du deuxième roi de Majorque, Sanche, mais, elle n'a été consacrée qu'en 1509. Sa façade est en galets et briques et, à sa droite, se trouve une tour carrée surmontée d'un beau campanile en fer forgé, qui date du XVIIIe siècle, ainsi que son bourdon, qui lui est antérieur (XVe siècle). La nef repose sur de robustes contreforts intérieurs. Plusieurs retables dorés datant du XVIe ou du XVIIe siècle se trouvent dans des chapelles latérales. Le maître-autel porte une statue de saint Jean Baptiste, patron de Perpignan, qui porte les armes de la cité (armes de l'Aragon et de la Catalogne royale). Un passage à gauche permet d'accéder à l'ancien sanctuaire de Saint-Jean-le-Vieux, avec son beau portail roman en marbre caractérisé par ses arcs géminés.

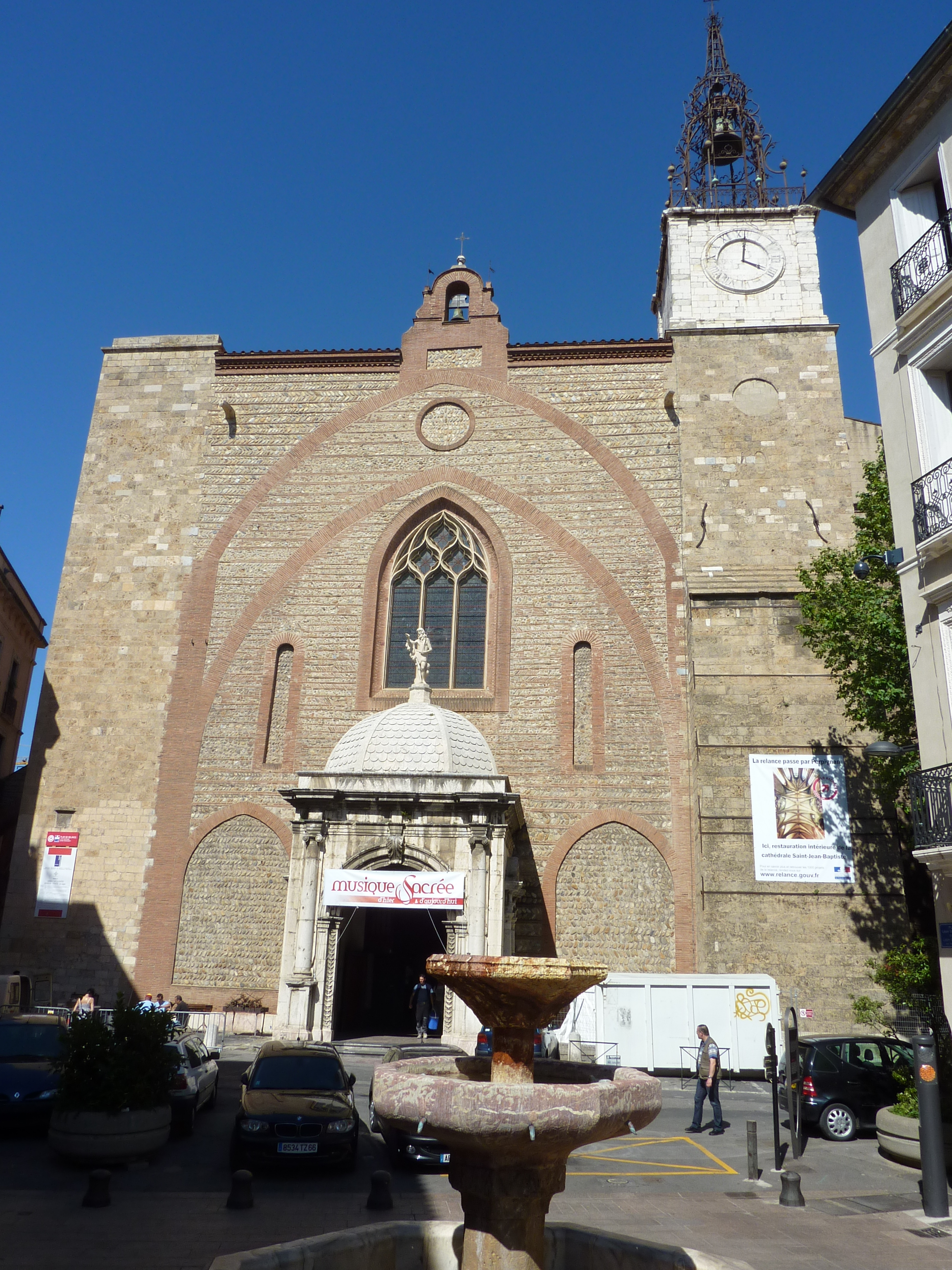
La cathédrale Saint-Jean et la fontaine.
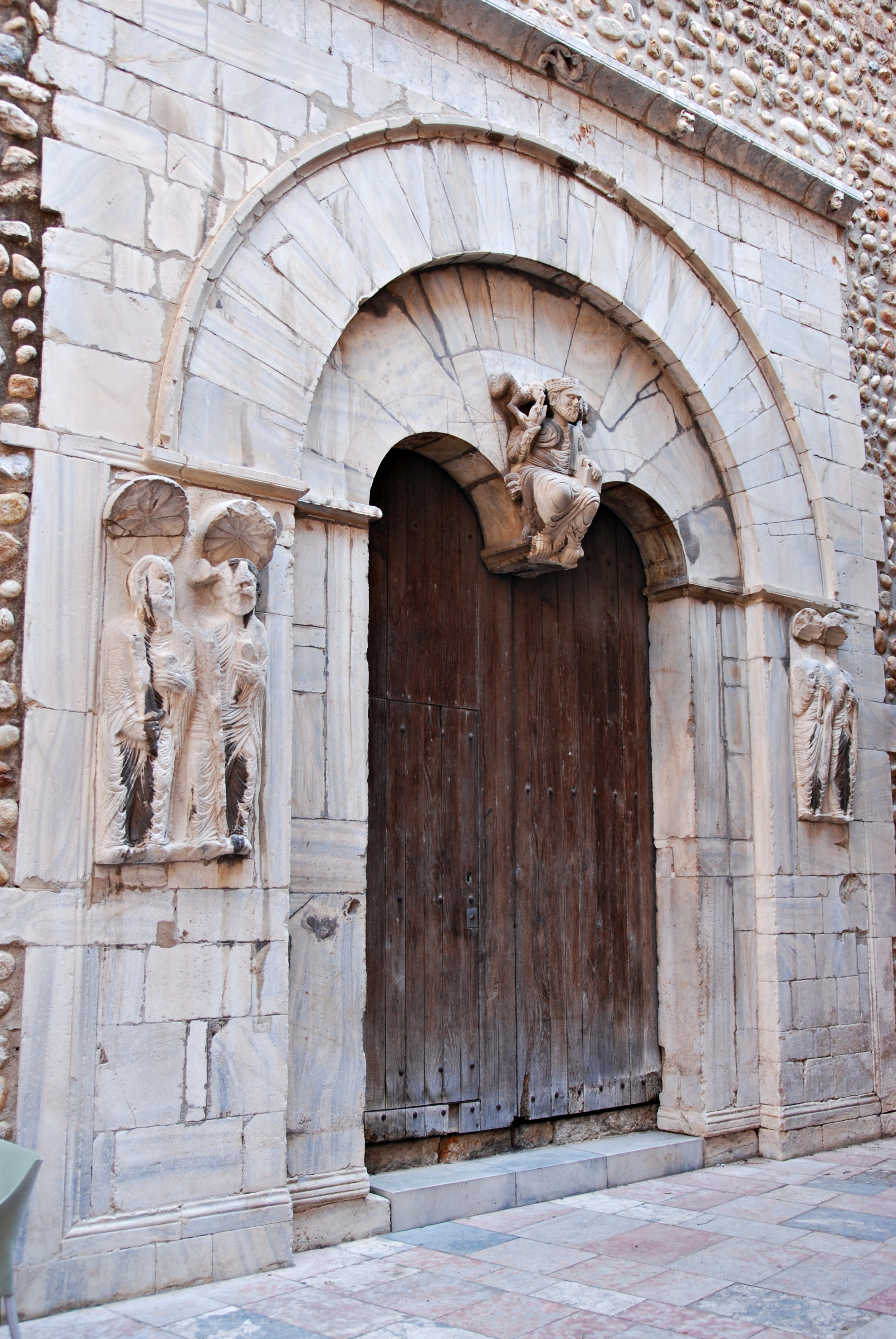
Le portail de la cathédrale Saint-Jean-le-Vieux (détail).
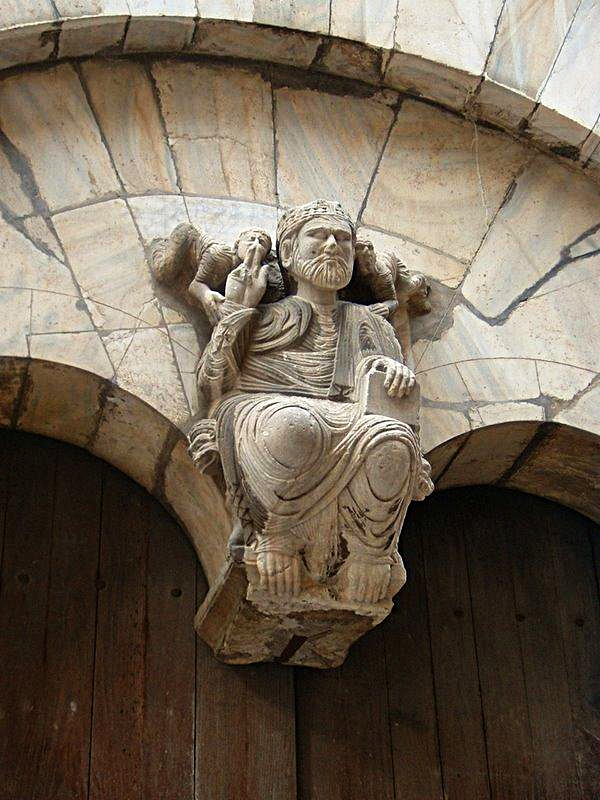
Christ du portail méridional de Saint-Jean-le-Vieux.
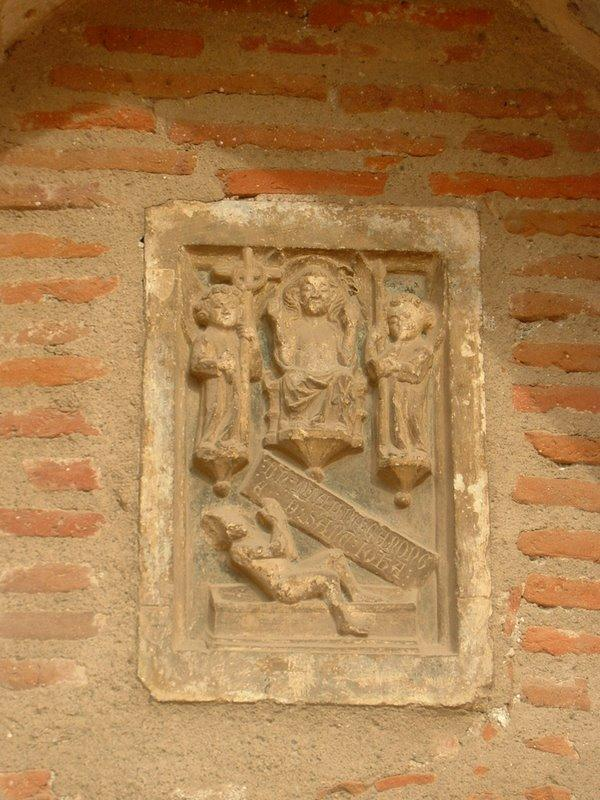
Bas-relief funéraire de Bernard Miafre (représente le Jugement dernier).
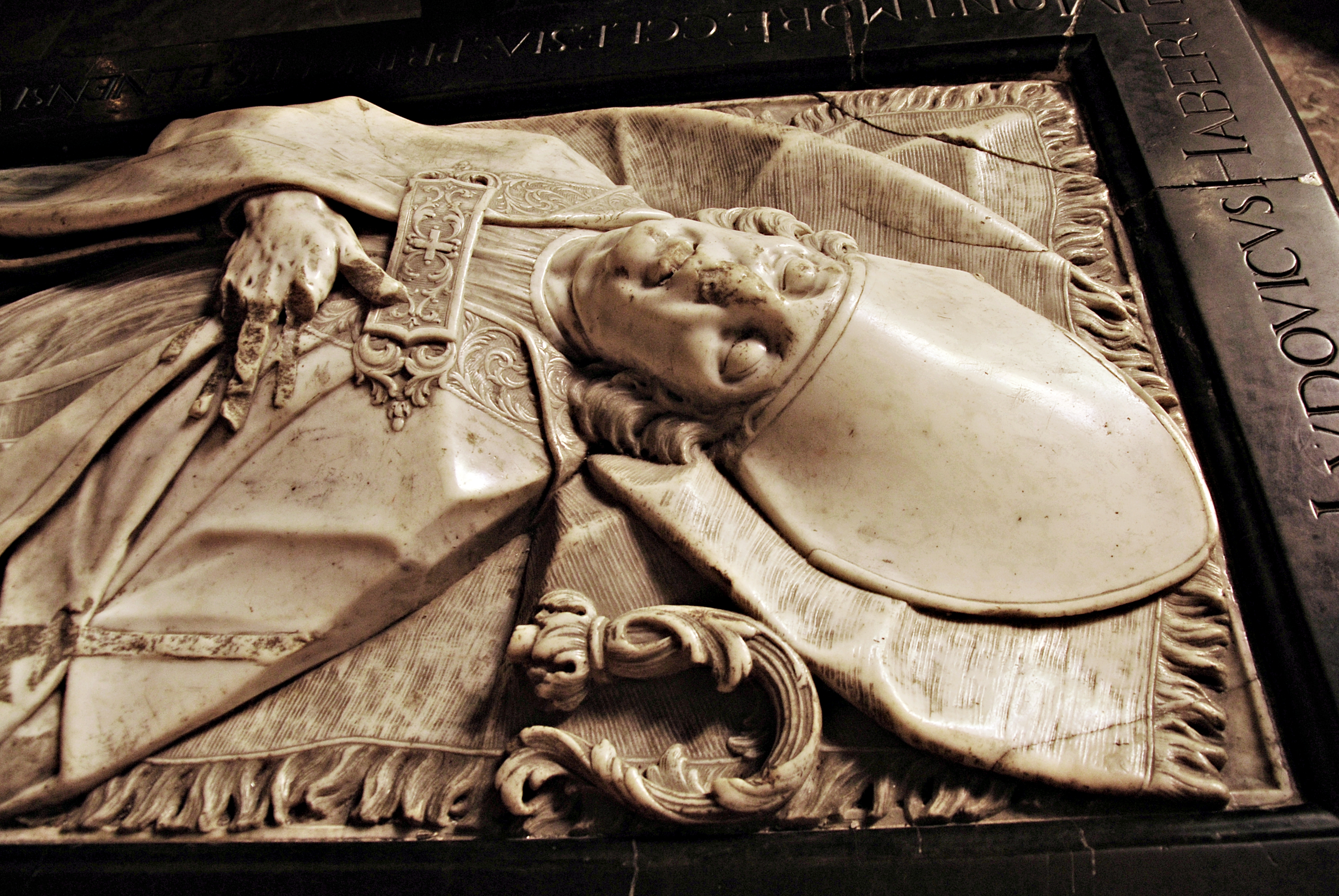
Le gisant de Louis Habert de Montmor dans la cathédrale.
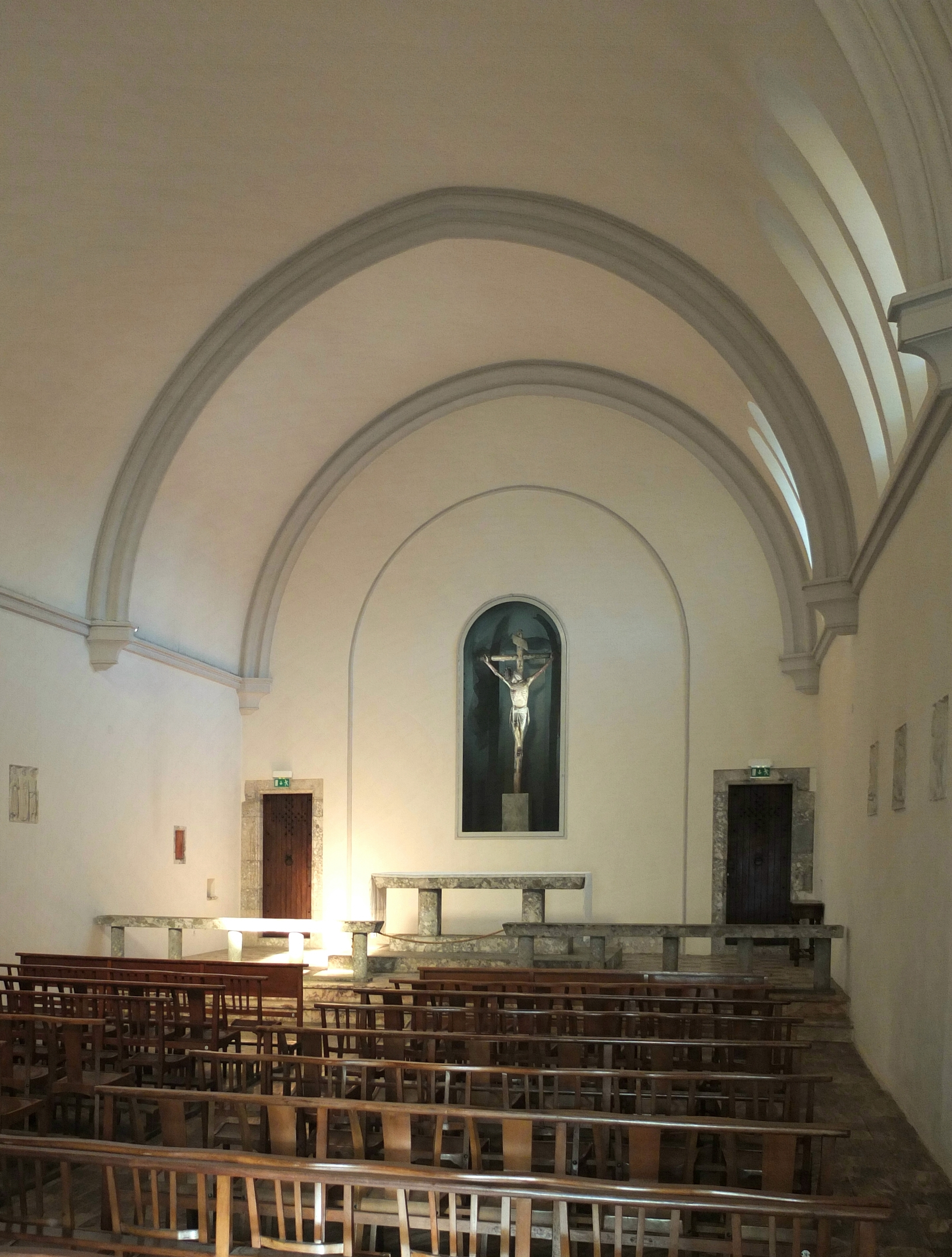
La Chapelle Dévôt-Christ
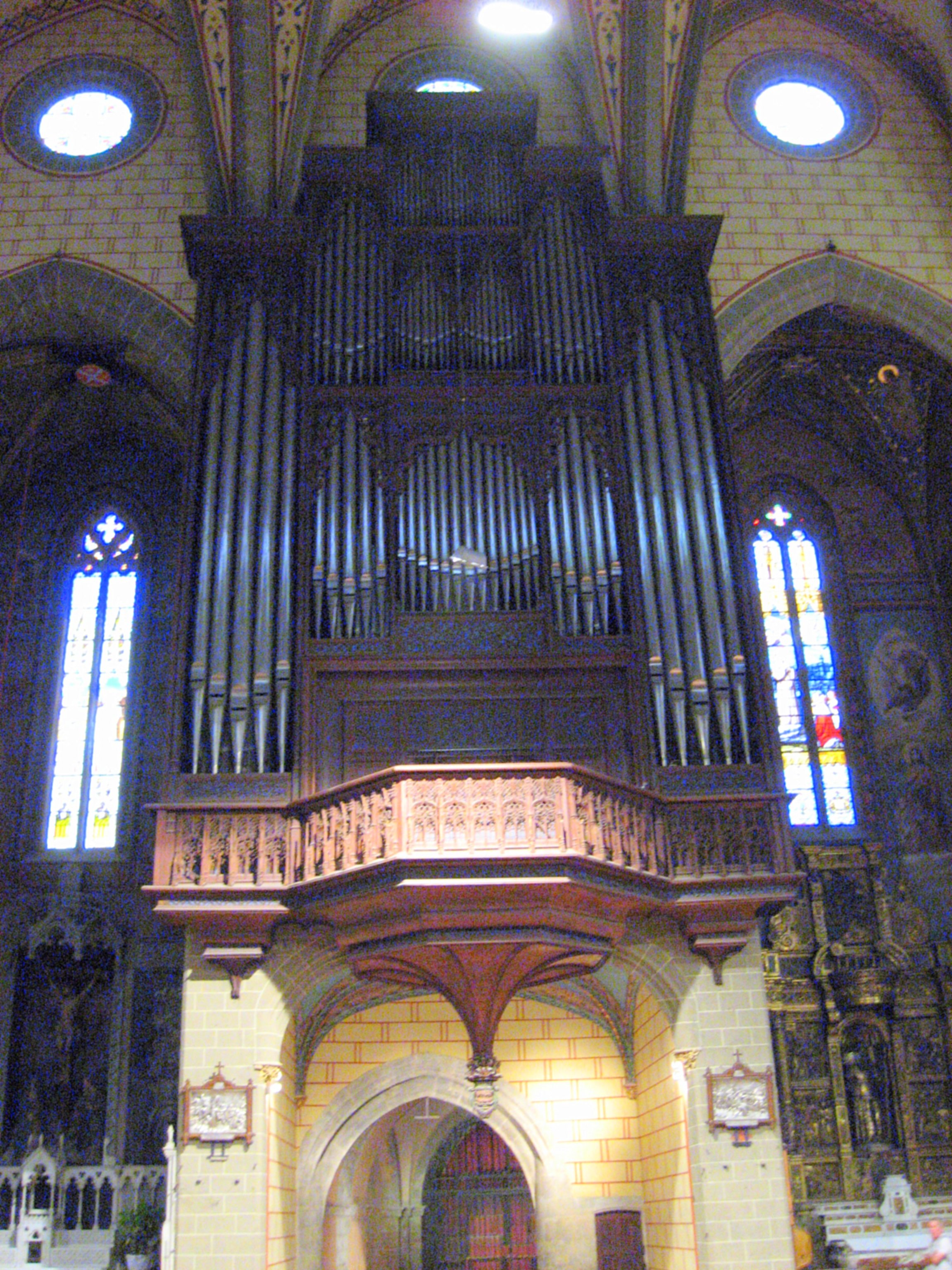
Les orgues de la cathédrale.
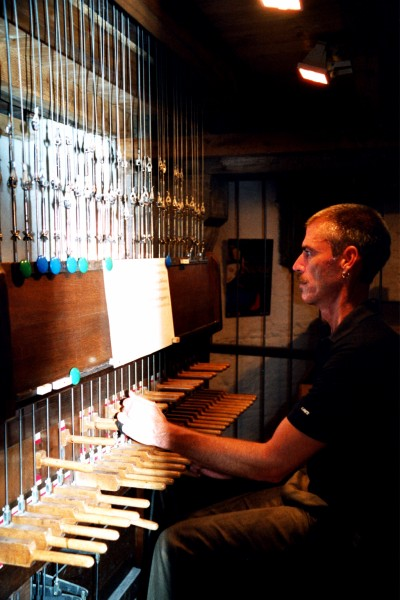
Brian Swager (San Francisco, USA) au clavier du carillon de la cathédrale.

- l'église Saint-Jacques, datant du XIIIe siècle est le siège de la confrérie de la Sanch.
- l'ancien couvent de Notre-Dame de la Merci.
- la synagogue (rue François Arago).
- plusieurs temples de diverses obédiences protestantes et évangéliques occupent le territoire au fil du XXe siècle.
- une grande mosquée, située au nord de Perpignan (Polygone Nord) a été achevée en 2006.

## Politique et administration

### Intercommunalité

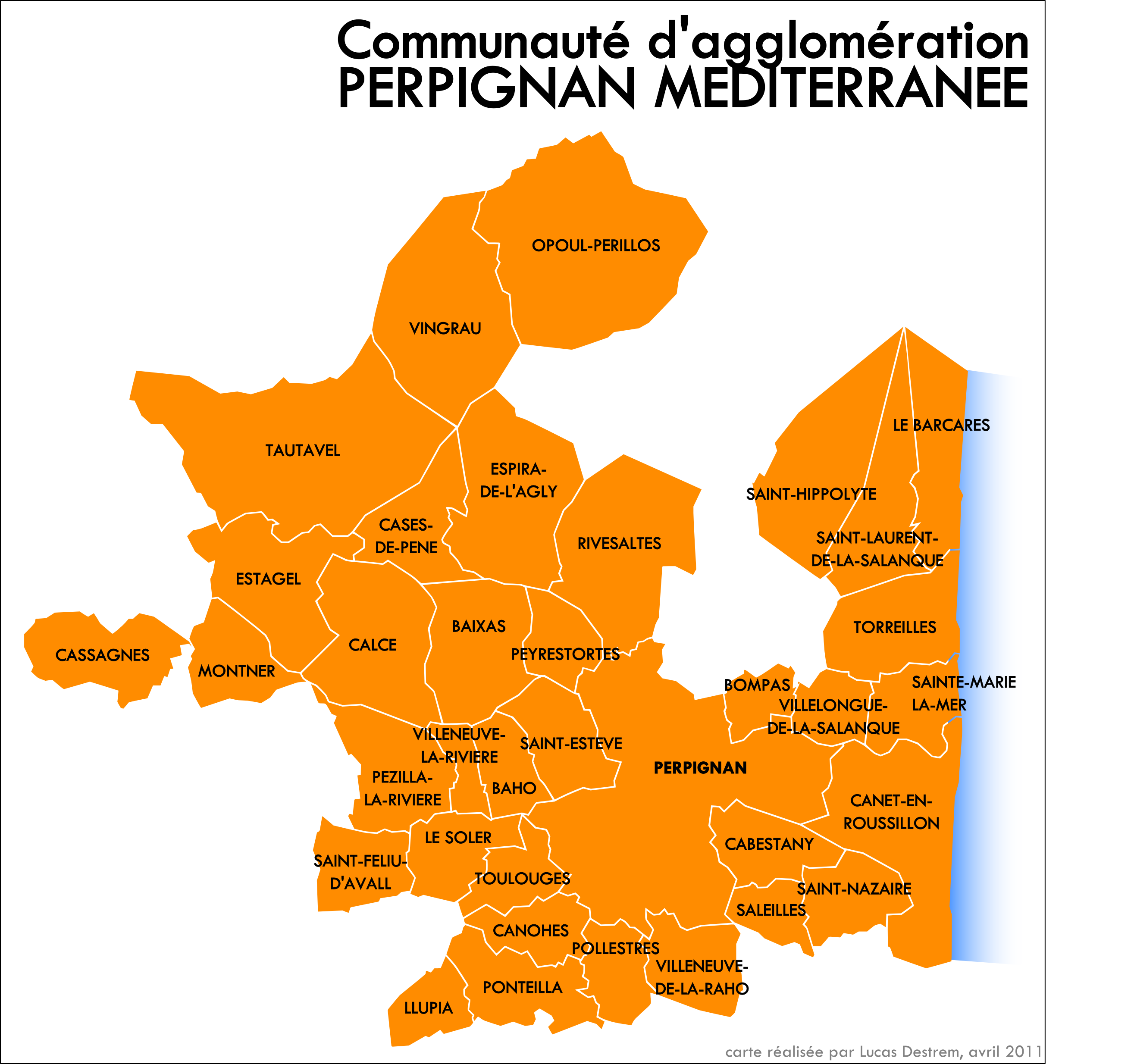
Carte des communes membres au 1er janvier 2011

Perpignan faisait partie de la communauté de communes Têt Méditerranée, devenue communauté d'agglomération en 2000 (avec 6 communes). Lors d'un nouvel agrandissement de la communauté en 2003, elle est devenue la communauté d'agglomération Perpignan Méditerranée (dont Perpignan est la ville-centre, et qui regroupe 36 communes depuis 2011 et 268 577 habitants au 1er janvier 2016) puis s'est encore transformée en communauté urbaine Perpignan Méditerranée Métropole le 1er janvier 2016. Selon l'INSEE, l'aire urbaine de Perpignan comptait 317 155 habitants en 2014 (323 734 habitants en 2015).

### Découpage administratif
Perpignan est divisée en 6 cantons (9 avant 2015) :

### Vie politique

#### Maires
| Période         | Période                     | Identité         | Étiquette                 | Qualité |
| --------------- | --------------------------- | ---------------- | ------------------------- | --- |
| 19 août 1944    | 11 mars 1949 (décès)        | Félix Mercader   | SFIO                      | Nommé par le CDL en 1944 puis élu. |
| 15 avril 1949   | 20 mars 1959                | Félix Depardon   | SFIO                      | Professeur de sciences naturelles à l’école primaire supérieure de Perpignan, puis au lycée de garçons François-Arago |
| 20 mars 1959    | 5 mai 1993                  | Paul Alduy       | SFIO puis PS puis UDF-PSD | Diplomate - Député (1956-1981) - Sénateur (1983-1992) |
| 16 juin 1993    | 27 avril 2009               | Jean-Paul Alduy, | UDF-PSD puis UMP          | Ingénieur des Ponts et Chaussées, sénateur. Du 27 avril au 5 juillet 2009, Bernard Bacou assure les fonctions de maire en tant que président d'une délégation spéciale, après l'annulation de l'élection municipale de 2008. |
| 27 avril 2009   | 5 juillet 2009 (intérim)    | Bernard Bacou    |                           | Magistrat retraité Président de la Délégation spéciale de la mairie de Perpignan |
| 5 juillet 2009  | 15 octobre 2009 (démission) | Jean-Paul Alduy  | UMP                       | Ingénieur des Ponts et Chaussées, ancien sénateur |
| 22 octobre 2009 | 3 juillet 2020              | Jean-Marc Pujol  | UMP puis LR               | Avocat |
| 3 juillet 2020  |                             | Louis Aliot      | RN                        | Avocat, Député européen (2014-2017), Député de la deuxième circonscription des Pyrénées-Orientales (2017-2020), Vice-président de Perpignan Méditerranée Métropole, Conseiller départemental (2022-)                         |

En avril 2009, à la suite de l'affaire dite de « la chaussette », le Conseil d'État confirme la décision du tribunal administratif de Montpellier d'annuler les élections municipales de 2008. Par conséquent, Bernard Bacou, président de la délégation spéciale nommée par la préfecture, assure les fonctions de maire jusqu'à la réélection de Jean-Paul Alduy en juillet 2009.
Résultats des élections municipales partielles de 2009 et répartition des sièges :
- Jean-Paul Alduy : 53,55 % (43 sièges)
- Jacqueline Amiel-Donat : 33 % (9 sièges)
- Jean Codognès : 13,4 % (3 sièges)

Le 15 octobre 2009, Jean-Paul Alduy, qui souhaite s'investir plus dans l'agglomération, annonce sa démission de maire de Perpignan. Lors du conseil municipal convoqué à cet effet le 22 octobre, il laisse le siège de maire à Jean-Marc Pujol auquel il succède comme premier adjoint.

### Jumelages et partenariats
| Ville | Ville            | Pays | Pays        | Période                    |
| ----- | ---------------- | ---- | ----------- | -------------------------- |
|       | Barcelone        |      | Espagne     | depuis 1994                |
|       | Catalogne        |      | Espagne     |                            |
|       | Figueres         |      | Espagne     |                            |
|       | Gérone           |      | Espagne     |                            |
|       | Hanovre          |      | Allemagne   | depuis le 12 juin 1960     |
|       | Lake Charles     |      | États-Unis  | depuis le 6 septembre 1991 |
|       | Lancastre        |      | Royaume-Uni | depuis 1962                |
|       | Lancastre        |      | Royaume-Uni |                            |
|       | Lérida           |      | Espagne     |                            |
|       | Ma'alot-Tarshiha |      | Israël      | depuis le 6 juillet 1998   |
|       | Mohammédia       |      | Maroc       |                            |
|       | Mostaganem       |      | Algérie     | depuis le 7 octobre 2011   |
|       | Sarasota         |      | États-Unis  | depuis le 6 septembre 1995 |
|       | Tavira           |      | Portugal    | depuis le 7 juillet 2001   |
|       | Tyr              |      | Liban       | depuis le 15 novembre 1997 |

En mars 2022, faisant suite à l'accueil par la Ville d'Ukrainiens fuyant l'invasion russe, le conseil municipal vote à l'unanimité la proposition de jumelage avec Tchervonohrad, ville dont sont issus les premiers réfugiés arrivés à Perpignan.

## Population et société

### Démographie

#### Démographie ancienne
La population est exprimée en nombre de feux (f) ou d'habitants (H).
| 1355    | 1359    | 1365    | 1378    | 1470    | 1515    | 1553    | 1720    | 1767     |
| ------- | ------- | ------- | ------- | ------- | ------- | ------- | ------- | -------- |
| 2 675 f | 3 346 f | 2 717 f | 3 653 f | 1 720 f | 2 717 f | 1 755 f | 1 850 f | 15 000 H |

| 1774     | 1789    | - | - | - | - | - | - | - |
| -------- | ------- | - | - | - | - | - | - | - |
| 13 365 H | 2 390 f | - | - | - | - | - | - | - |

#### Démographie contemporaine
L'évolution du nombre d'habitants est connue à travers les recensements de la population effectués dans la commune depuis 1793. Pour les communes de plus de 10 000 habitants les recensements ont lieu chaque année à la suite d'une enquête par sondage auprès d'un échantillon d'adresses représentant 8 % de leurs logements, contrairement aux autres communes qui ont un recensement réel tous les cinq ans,.

En 2022, la commune comptait 120 996 habitants, en évolution de −0,72 % par rapport à 2016 (Pyrénées-Orientales : +3,92 %, France hors Mayotte : +2,11 %).
| 1793  | 1800   | 1806   | 1821   | 1831   | 1836   | 1841   | 1846   | 1851   |
| ----- | ------ | ------ | ------ | ------ | ------ | ------ | ------ | ------ |
| 9 134 | 10 415 | 12 499 | 14 864 | 17 114 | 17 618 | 20 792 | 22 706 | 21 783 |

| 1856   | 1861   | 1866   | 1872   | 1876   | 1881   | 1886   | 1891   | 1896   |
| ------ | ------ | ------ | ------ | ------ | ------ | ------ | ------ | ------ |
| 23 301 | 23 462 | 25 264 | 27 378 | 28 353 | 31 735 | 34 183 | 33 878 | 35 088 |

| 1901   | 1906   | 1911   | 1921   | 1926   | 1931   | 1936   | 1946   | 1954   |
| ------ | ------ | ------ | ------ | ------ | ------ | ------ | ------ | ------ |
| 36 157 | 38 898 | 39 510 | 53 742 | 68 835 | 73 962 | 72 207 | 74 984 | 70 051 |

| 1962   | 1968    | 1975    | 1982    | 1990    | 1999    | 2006    | 2011    | 2016    |
| ------ | ------- | ------- | ------- | ------- | ------- | ------- | ------- | ------- |
| 83 025 | 102 191 | 106 426 | 111 669 | 105 983 | 105 115 | 115 326 | 118 238 | 121 875 |

| 2021    | 2022    | - | - | - | - | - | - | - |
| ------- | ------- | - | - | - | - | - | - | - |
| 119 656 | 120 996 | - | - | - | - | - | - | - |

#### Pyramide des âges
La population de la commune est relativement jeune. En 2021, le taux de personnes d'un âge inférieur à 30 ans s'élève à 37,3 %, soit au-dessus de la moyenne départementale (30,6 %). À l'inverse, le taux de personnes d'âge supérieur à 60 ans est de 27,8 % la même année, alors qu'il est de 33,5 % au niveau départemental.
En 2021, la commune comptait 56 122 hommes pour 63 534 femmes, soit un taux de 53,1 % de femmes, légèrement supérieur au taux départemental (52,54 %).
Les pyramides des âges de la commune et du département s'établissent comme suit.
| Hommes | Classe d’âge | Femmes |
| ------ | ------------ | ------ |
| 1      | 90 ou +      | 2,5    |
| 7,8    | 75-89 ans    | 11,4   |
| 15,6   | 60-74 ans    | 16,9   |
| 18,1   | 45-59 ans    | 17,3   |
| 17,4   | 30-44 ans    | 17,1   |
| 20,4   | 15-29 ans    | 18,3   |
| 19,7   | 0-14 ans     | 16,5   |

| Hommes | Classe d’âge | Femmes |
| ------ | ------------ | ------ |
| 1      | 90 ou +      | 2,3    |
| 9,7    | 75-89 ans    | 12,3   |
| 20,3   | 60-74 ans    | 20,9   |
| 19,8   | 45-59 ans    | 19,6   |
| 16,4   | 30-44 ans    | 16,4   |
| 15,4   | 15-29 ans    | 13,6   |
| 17,3   | 0-14 ans     | 14,8   |

#### Immigration
En 2019, la ville comptait 19 693 immigrés soit 16,5 % de sa population (dont 6,1 % nés en Europe et 10,4 % nés hors d'Europe, dont 7,7 % originaires du Maghreb). Elle comptait 14 387 étrangers soit 12,06 % de sa population (dont 5,19 % nés en Europe et 6,87 % nés hors d'Europe, dont 4,79 % originaires du Maghreb). Parmi les 104 958 habitants de nationalité française (87,94 % de la population municipale), 96 630 (80,96 %) étaient de nationalité française de naissance et 8 328 (6,98 %) de nationalité française par acquisition.

### Enseignement

#### Enseignement primaire

##### Enseignement public
Près de 10 000 élèves sont inscrits dans les 61 écoles maternelles et élémentaires publiques de Perpignan.

##### Enseignement associatif
- La Bressola del Vernet
- La Bressola de Sant Galdric

##### Enseignement privé
- École Cours Charles le Grand (anciennement  Les Sarments Perpignan)
- École Sainte-Thérèse-de-l'Enfant-Jésus
- Institution Saint-Louis-de-Gonzague
- Le Jardin enchanté
- Institution Sainte Jeanne d’Arc (école à Perpignan)
- École Primaire Notre-Dame-du-Mont-Carmel
- Cours Maintenon
- École La-Salle-Saint-Jean

#### Enseignement secondaire

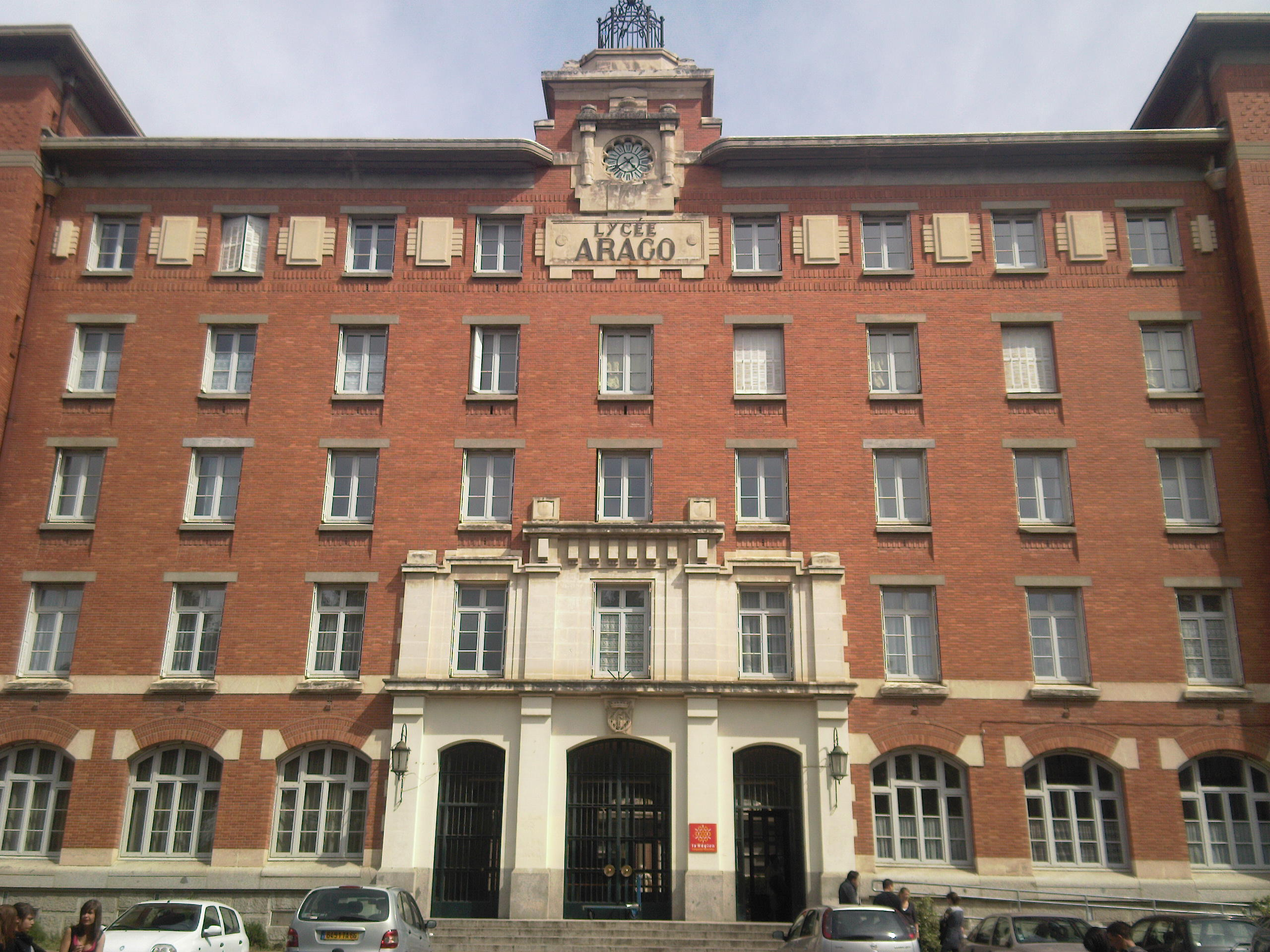
Façade principale du lycée François-Arago.

Perpignan possède huit collèges publics, quatre collèges privés, sept lycées publics et cinq lycées privés.

#### Enseignement supérieur

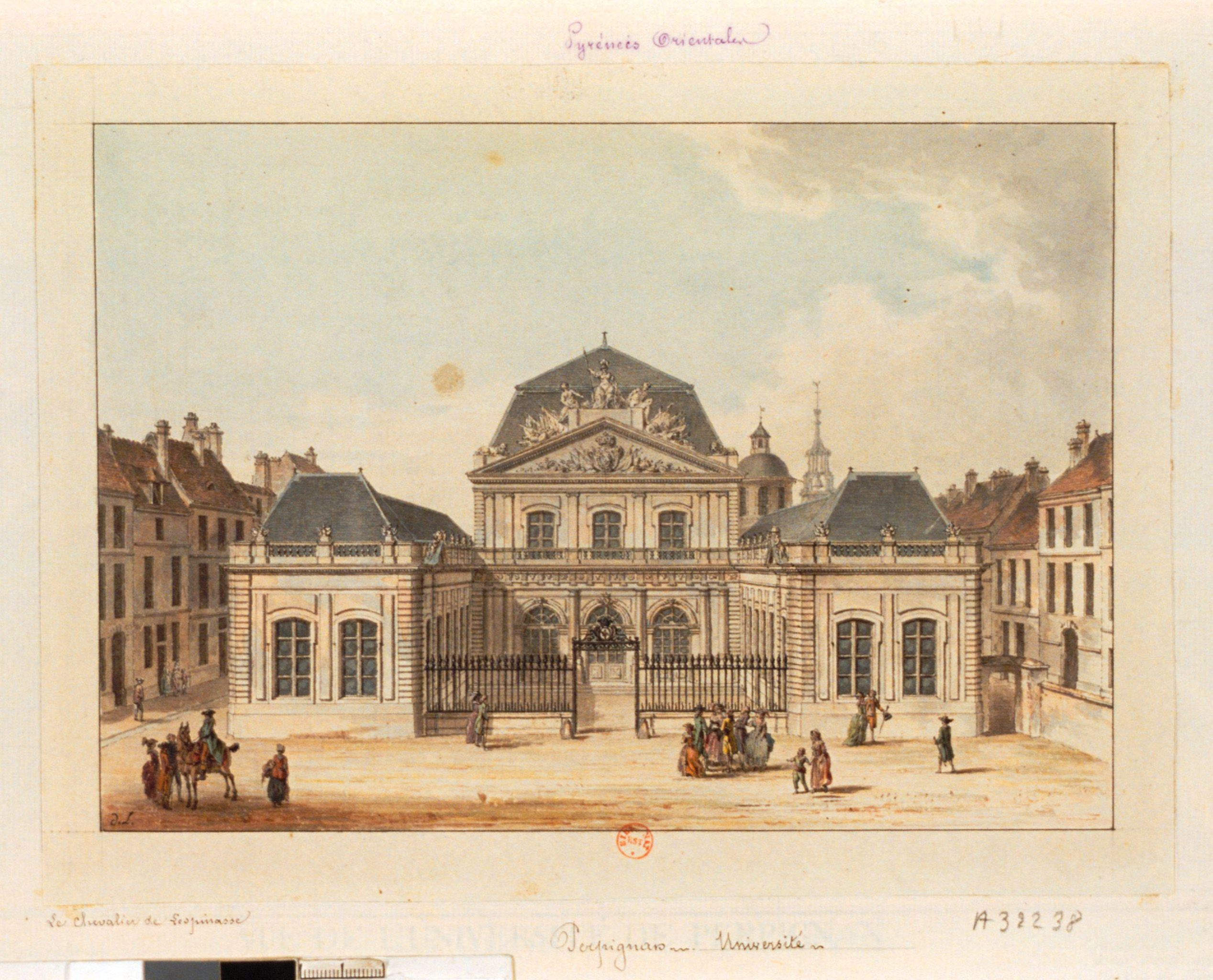
L'Université de Perpignan au XVIII.

##### Classes préparatoires
Le lycée François-Arago accueille plusieurs classes préparatoires scientifiques aux grandes écoles (filières MPSI-MP, PCSI, PC et PSI).
Le lycée Notre-Dame-de-Bon-Secours accueille des classes préparatoires commerciales.

##### Université
L'université de Perpignan Via Domitia (UPVD) compte environ 10 000 étudiants. Elle comprend cinq UFR, un IUT, un IAE et l'Institut Franco-Catalan Transfrontalier. Depuis novembre 2017, une partie de la Faculté de Droit s'est réinstallée dans les locaux de l'Université historique en centre ancien après deux siècles d'absence.

##### Grandes écoles
- la Haute École d'art de Perpignan (HEART)[132] n'existe plus depuis 2016 après deux siècles d'existence (autrefois école des Beaux-Arts)
- la filière « énergies renouvelables » de Polytech'Montpellier délocalisée à l'université de Perpignan depuis septembre 2009[133].

##### Enseignement supérieur privé
- IMERIR (Institut méditerranéen d'étude et de recherche en informatique et robotique) : école supérieure d'informatique et de robotique[134]
- École MASO : enseignement technique supérieur privé
- École technique privée Rive Gauche
- ETPEC - Giorgifont II : École technique privée d'esthétique et de coiffure
- IFEME : Institut de formation et d’études des métiers de l’environnement[135]

### Manifestations culturelles et festivités

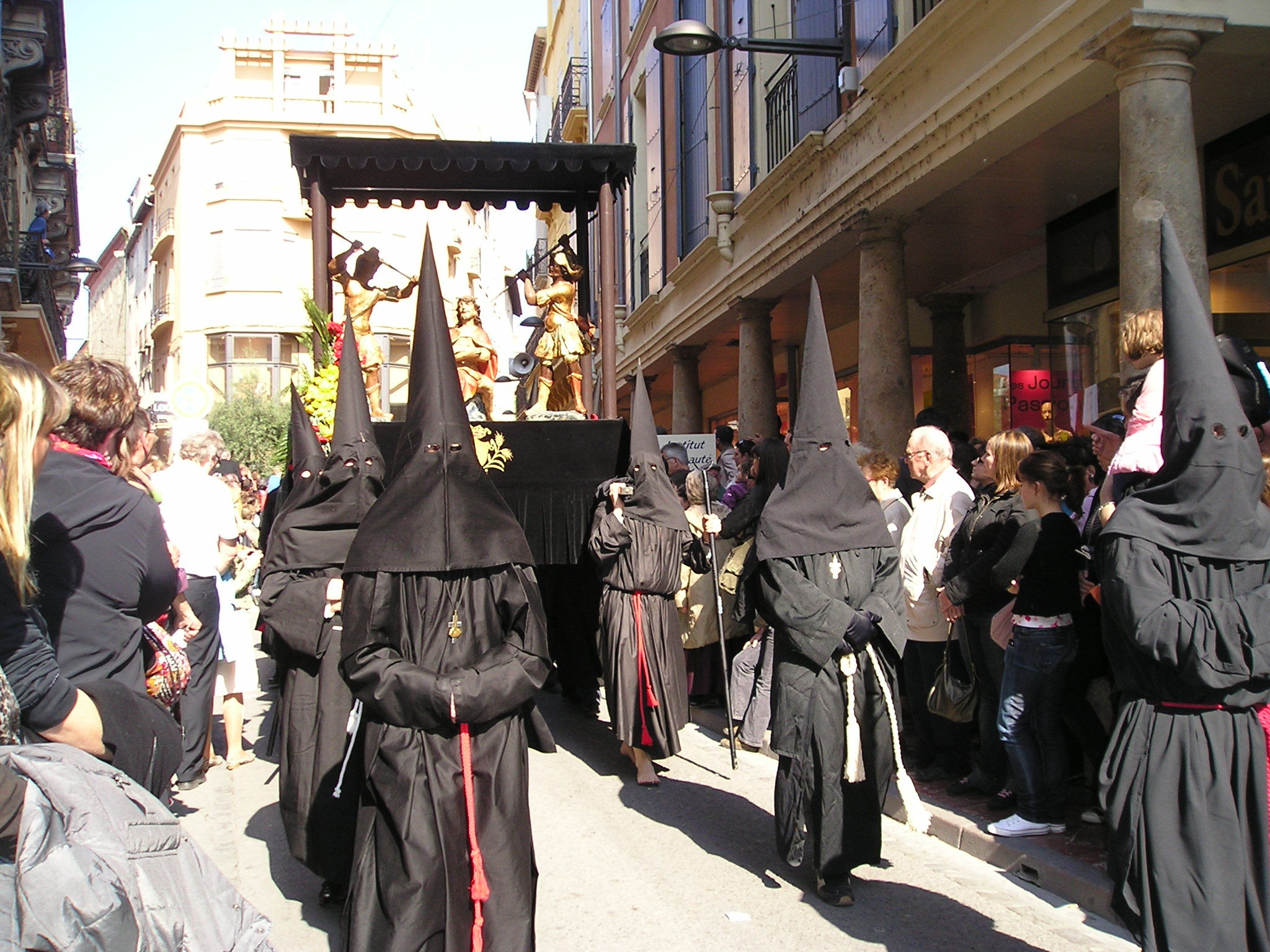
La procession de la Sanch
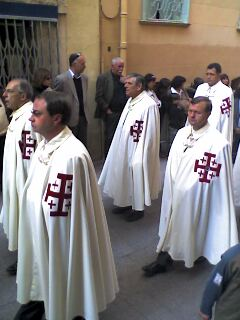
Chevaliers de l'ordre du Saint-Sépulcre qui suivent la Procession.
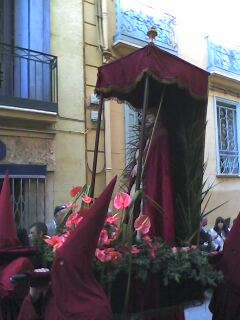
Un misteri.

#### Foires et marchés
- Foire de la Saint-Martin : elle s'étale sur plus de 4 hectares et accueille environ 150 forains, et fait partie des cinq plus grandes fêtes foraines de France. Traditionnellement ouverture le dernier samedi d'octobre et clôture le dernier dimanche de novembre.
- Foire aux Camelots : le 11 novembre, jour de la Saint-Martin, de l'Armistice, c'est la foire des Camelots, également nommée foire des étalagistes. Depuis 2016, elle est suspendue pour raison de sécurité[136]
- Foire-expo de Perpignan : chaque année plus de 60 000 visiteurs profitent d’animations variées et de plusieurs salons professionnels thématiques répartis sur 22 000 m2 d’exposition[137].
- Marché de la Place Cassanyes : tous les jours[138], le plus gros marché de la Ville offre un large choix de produits maraîchers, d'habits et de brocante.
- Autres marchés de quartiers : Saint-Martin, Place de Belgique, Haut-Vernet, etc.[139]
- Marché aux puces : les dimanches[138] face au Palais des expositions.
- Vide-greniers du dimanche : au Mas Balande et au Parking Tridôme[140]
- Marché médiéval "les Trobades medievales" : tous les ans en septembre au Campo Santo[141].
- Les Halles Vauban : Marché couvert et aire de restauration offrant un large choix alimentaire à consommer sur place ou à emporter

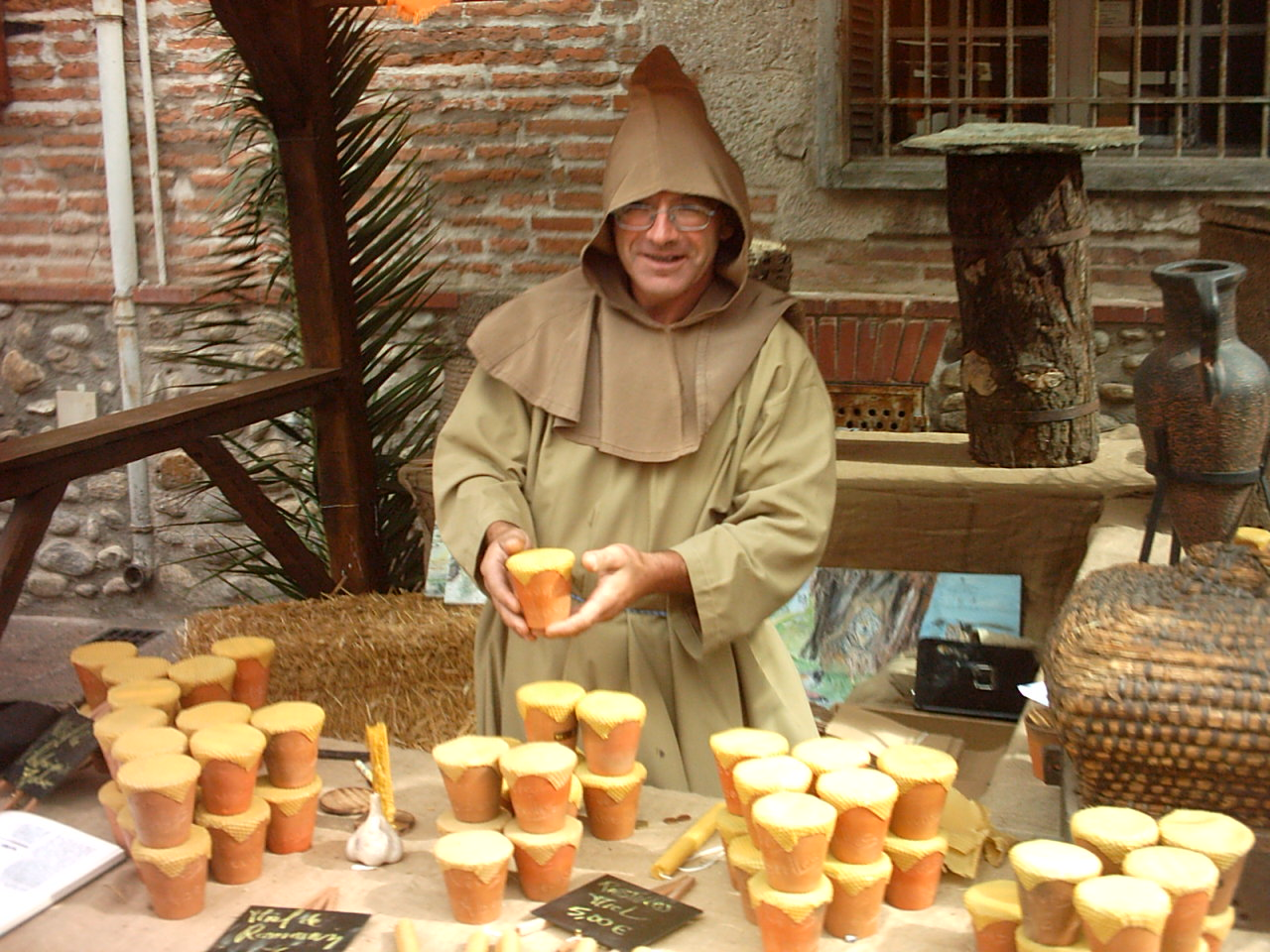
Le marché.
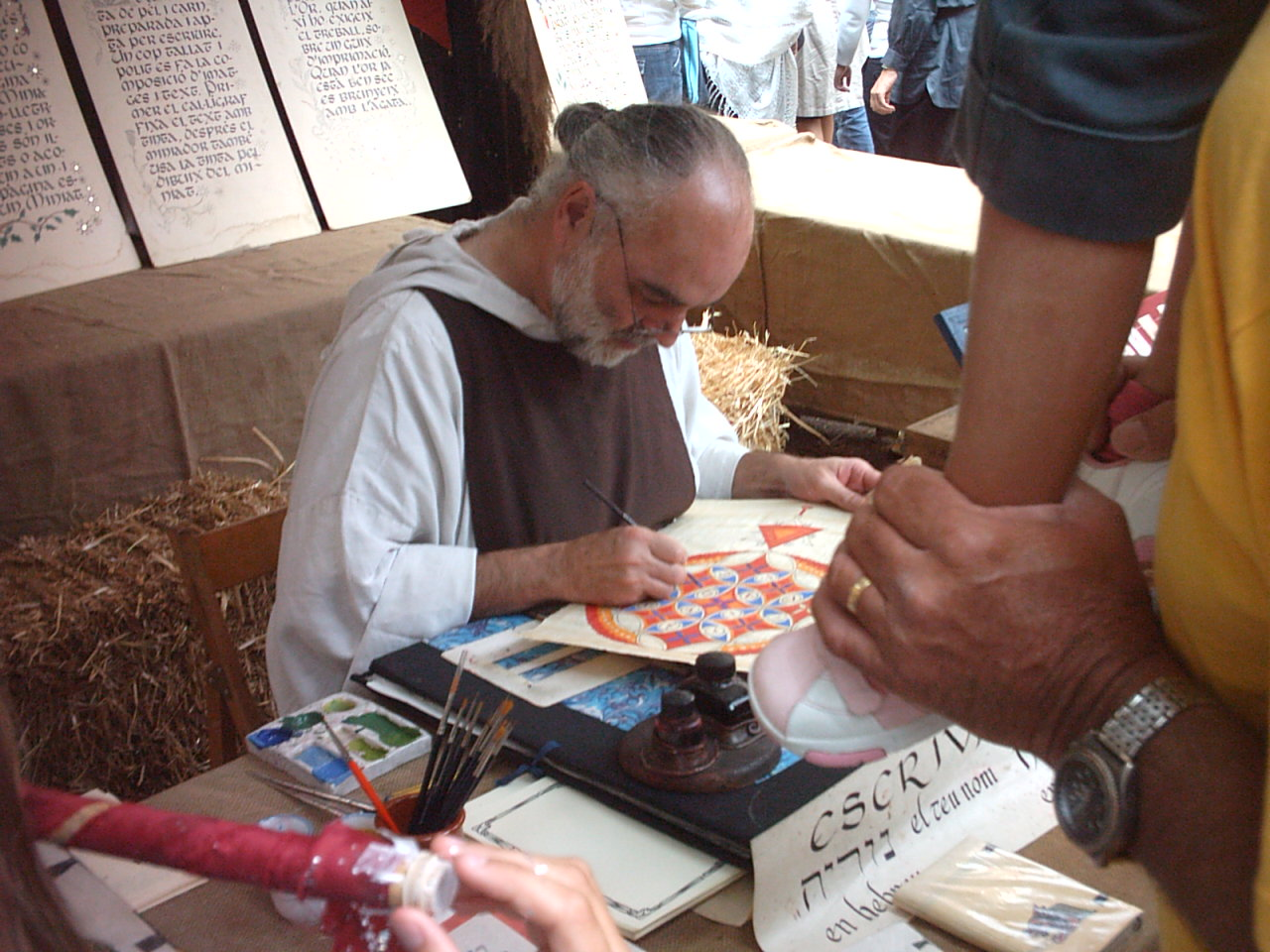
médiéval.
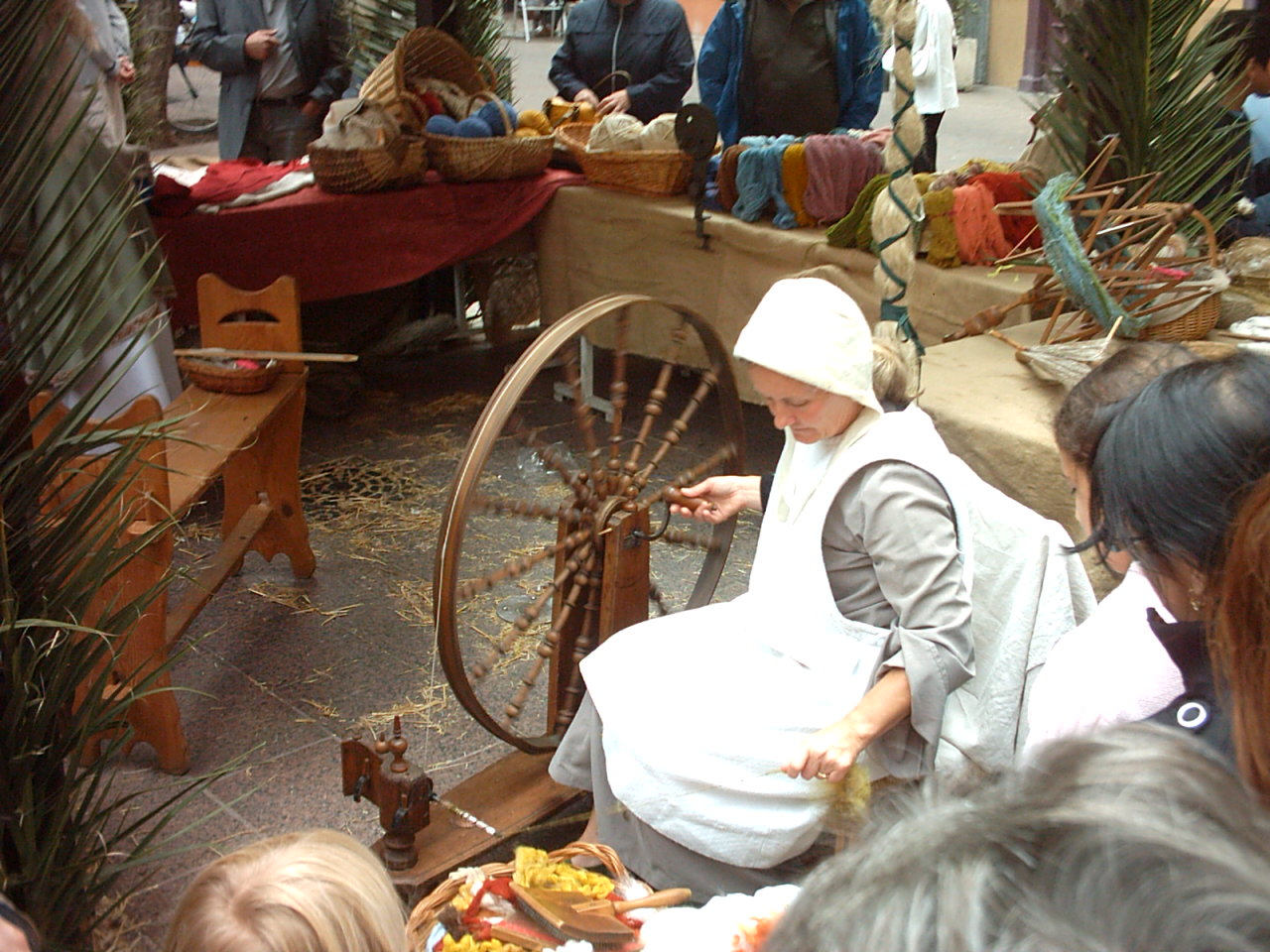
de Perpignan.

#### Festivals et rencontres
- Procession de la Sanch : Vendredi saint[138].
- Festival Aujourd'hui musiques, festival de création(s) sonore(s), en novembre[142]. Créé au départ dans l'enceinte du Conservatoire, le festival se déplace au Théâtre de l'Archipel[143].
- Festival de Musique Sacrée[144] : tous les ans, dans le cadre de la Semaine sainte, généralement à l'église des Dominicains.
- Festival « Confrontation », organisé chaque mois de mars ou d'avril pendant une semaine par l'Institut Jean-Vigo[145].
- Festival « Jazzèbre »[146], festival de musique jazz
- Festival Ida y Vuelta, organisé par la Casa Musicale : trois jours de concerts gratuits en plein air
- Festival Perpignan Art Déco[147]
- Festival international de photojournalisme Visa pour l'image : début septembre[148], expositions gratuites dans l'ensemble des sites patrimoniaux du Centre-ville
- Festival Visa-off : en marge du festival international, et soutenu par la CCI des Pyr.-Oles[149], les commerçants organisent aussi des expos pour les photographes amateurs.
- Festival International de carillon de Perpignan[150] sur le parvis de la Cathédrale Saint-Jean.
- Pessebre (crèche catalane) de Sant Vicens à Noël.
- Festival "Et alors ?" du film LGBT+[151], organisé par l'association LGBT+66 et ses partenaires depuis 2017 au cinéma d'art et d'essai le Castillet, propose un éventail de films, de conférences et d'animations autour de la thématique LGBT+.
- Couleurs Cultures et ExPO-Sciences : des rendez-vous bisannuels pour les enfants de Perpignan et des Pyr.-Oles[152]
- Festival International du Disque et de la Bande Dessinée de Perpignan[153] chaque année fin septembre.
- Festival de l'eau, dont la première édition a eu lieu en mars 2022.

#### Anciens festivals
- Guitare au Palais : tous les ans, 3 jours le dernier week-end d'août, de 2004 à 2014, au Palais des Rois de Majorque
- Les Jeudis de Perpignan : tous les ans, plusieurs jeudis de l'été, musique et spectacles de rue, de 1998 à 2019
- Festival de la Voix : ce festival réunit des musiciens, phoniatres, chanteurs pour un week-end de musique (tous les ans, du 20 au 23 octobre). Première édition en 2007. Direction artistique : Bertille de Swarte.
- Festival Tilt : tous les ans en mars[154] au Médiator
- Festival international du livre d'art et du film, le filaf, en juin, qui a pris fin en 2021
- Festival Sirocco : depuis 2000, le festival de musiques méditerranéennes organisé par le théâtre de la complicité[155] a pris place sur l'ancien parvis du Conservatoire, puis dans l'enceinte du Palais des Rois de Majorque. En 2019, il s'exporte sur la commune d'Argelès-sur-Mer, au Bocal du Tech[156].

#### Grands événements

##### 1197-1997 - 800 ans de la charte des libertés communales de Perpignan
Pour fêter cet anniversaire, la Ville a organisé de multiples manifestations festives et culturelles. À cette occasion, la Direction de la Culture a notamment publié un livre : "1197-1997 Libertés et démocratie à Perpignan la Catalane = 1197-1997 Llibertats i democràcia a Perpinyà la Catalana : 800e anniversaire de la charte des libertés communales de Perpignan : 800è aniversari de la carta de les llibertats comunals de Perpinyà", de Jordi Costa. On peut également se rappeler la mobilisation des centres de loisirs municipaux autour d'un projet artistique monumental sur la senyera, le drapeau catalan : chaque lettre du mot PERPIGNAN représentant l'une des neuf bandes du drapeau.

##### 2000 - Année de la fraternité
Lors du passage au nouveau millénaire, les villes françaises ont choisi des thèmes à décliner sur l'année 2000. Perpignan a choisi la Fraternité. à cette occasion, la Ville a sorti un cédé avec un titre : "Laisse tourner le monde ", distribué dans les écoles pour que tous les enfants l'apprennent. Ce titre fut pendant une année la musique d'attente du répondeur municipal.
Le maire de la Ville, Jean-Paul Alduy, avait invité tous les maires des Villes Jumelles et partenaires pour célébrer la fraternité au Palais des Congrès, mais un incident diplomatique est survenu : le maire israélien de Maalot-Tarshiha a refusé de venir car le maire libanais de Tyr était présent.
D'autres animations et colloques ont ponctué l'année de la fraternité.

##### 2008 - Perpignan, «Perpignan 2008 Capitale de la culture catalane»
Perpignan est devenue le 1er janvier 2008 la capitale de la culture catalane pour l'année 2008. Cette reconnaissance a eu un impact important sur la ville et sur les Pyrénées-Orientales. Ce label a été mis en place au début de l’an 2000 par les recteurs des universités catalanes afin de donner un coup de projecteur sur une ville de Catalogne. Tout au long de l'année plus d'une soixantaine d'expositions couvrirent tous les champs de la création : du 12 janvier au 16 mars à la galerie « À cent mètres du centre du Monde » douze artistes nord-catalans déclinent leur vision du « Centre du Monde » ; du 14 juin au 20 août, Jean Capdeville accrochera au couvent des Minimes ses 60 ans de peinture (1948-2008), mille ans après la déclaration de Pau i Treva de Déu (la trêve de Dieu promulguée à Toulouges, suspension de l’activité guerrière durant certaines périodes de l’année) « Parmi les temps forts, le 23 juin la ville fêtera Sant Joan Festa Major et la fête de tous les pays catalans… Pendant toute l'année la culture catalane sera célébrée au sein des quatre cents spectacles, festivals ou manifestations qui seront proposées par les associations et les institutions diverses. »

##### 2019 - Perpignan, Capitale européenne du vin
En 2019, Perpignan est la "capitale européenne du vin", label décerné par le réseau européen des villes du vin. Cette nomination, délivrée pour la première fois à une ville française, s'accompagne d'un grand nombre d'animations autour du terroir viticole perpignanais et, plus largement, de son agglomération.

##### 2019-2020 - Perpinyà, Capital de la Sardana (Perpignan, capitale de la sardane)
De mars 2019 à mars 2020, Perpignan se voit attribuer le titre de Capitale de la sardane, bien mérité de par son attachement à la transmission de cette musique et cette danse représentatives de la Catalogne. Ainsi, dès la proclamation du titre en mars 2019, c'est une année d'animations et d'événements autour de la sardane qui rythme la vie culturelle de Perpignan.

### Santé
Le centre hospitalier de Perpignan est le premier établissement public de santé du département des Pyrénées-Orientales.
Son implantation actuelle sur l'avenue du Languedoc, dans le nord de la ville, est récente, pourtant, l'origine de l'Hôpital Saint-Jean remonte au XIIe siècle : il est fondé en 1116 par Gausfred III, comte de Roussillon, à proximité de l'église Saint-Jean-le-Vieux et du palais comtal. Il est destiné aux pauvres de la ville. Remanié au fil des siècles, ce bâtiment est finalement détruit en 1880 et il n'en reste plus aucun vestige.
En effet, en 1808, à l'instigation de Napoléon Bonaparte, l'hôpital quitte son siège médiéval insalubre et inadapté pour une nouvelle implantation, rue Foch. Un siècle plus tard, ce siège se révèle à son tour inadapté et, en 1905, débute le chantier d'un nouvel hôpital sur le site actuel du Haut-Vernet. L'architecte reprend un modèle d'organisation spatiale classique pour l'époque, avec des pavillons distincts reliés entre eux par des galeries couvertes. En raison de la Première Guerre mondiale, le nouvel hôpital n'est achevé qu'en 1928, date à laquelle il prend effectivement le relais du site rue Foch.
Afin d'accroître ses capacités d'accueil mais également afin de rénover des locaux devenus vétustes avec les années, un grand chantier de rénovation et reconstruction a débuté en 2003 et devrait s'achever à l'horizon 2012. La première phase s'est terminée en 2008.
La ville de Perpignan possède par ailleurs plusieurs cliniques privées.

### Sports

#### Clubs professionnels
| Nom              | Sport        | Division     | Stade/Salle          | Fondation | Titres |
| ---------------- | ------------ | ------------ | -------------------- | --------- | ------ |
| USAP             | Rugby à XV   | Top 14       | Stade Aimé-Giral     | 1902      | 7      |
| Dragons Catalans | Rugby à XIII | Super League | Stade Gilbert-Brutus | 2005      | 1      |

#### Autres clubs (principaux clubs et/ou principaux sports)
| Nom                             | Sport                 | Division / Ligue                                 | Stade/Salle           | Fondation |
| ------------------------------- | --------------------- | ------------------------------------------------ | --------------------- | --------- |
| Grizzlys Catalans               | Football Américain    | Division 1 Elite                                 | Parc des Sports       | 2012      |
| Perpignan Pentathlon Moderne    | Pentathlon Moderne    | Compétitions Nationales et Internationales       | Parc des Sports       | 1998      |
| Athlé 66                        | Athlétisme            | Ligue d'Athlétisme d'Occitanie                   | Parc des Sports       | 2010      |
| Perpignan Roussillon Handball   | Handball              | Ligue Handball Occitanie                         | Halle Cerdan          | 1986      |
| Judo Club Catalan               | Judo                  | Ligue Occitanie de Judo                          | Dojo St Gauderique    | 1972      |
| Perpignan Tigers                | Football australien   | Championnat de France                            |                       | 2008      |
| Sporting Perpignan Nord         | Football              | Ligue de Football d'Occitanie                    | Stade Vernet Salanque | 2017      |
| Perpignan Basket Catalan        | Basket-ball           | Ligue Régionale d'Occitanie de Basketball        | Gymnase Pons          | 2021      |
| Phénix de Perpignan             | Baseball et Softball  | Ligue Occitanie de Baseball, Softball et Cricket | Parc des Sports       | 1983      |
| Gymnastique Rythmique Perpignan | Gymnastique Rythmique | Comité Occitanie de Gymnastique                  | Gymnase Garrigole     | 2017      |

#### Installations sportives
- Parc des Sports - Alain Mimoun
- Plaine des Jeux - André Sanac
- Stade Aimé-Giral[168]
- Stade Gilbert-Brutus[169]
- Espace Aquatique Perpignan La Catalane[170]
- Espace Aquatique Arlette-Franco[171]

Liste des gymnases
- Aristide-Maillol
- Alcover
- Alsina
- Clos Banet-Las Cobas
- Halle des sports Jean-Paul-II
- Diaz / Hugo
- Gilbert-Brutus
- Hyacinthe-Rigaud
- J.S.-Pons
- Jean-Lurçat
- La Garrigole
- Marcel-Pagnol
- Ribera
- Parc des Sports
- Saint-Gaudérique
- Boulodrome couvert[173]
- Athlétisme[174]

#### Rugby à XV

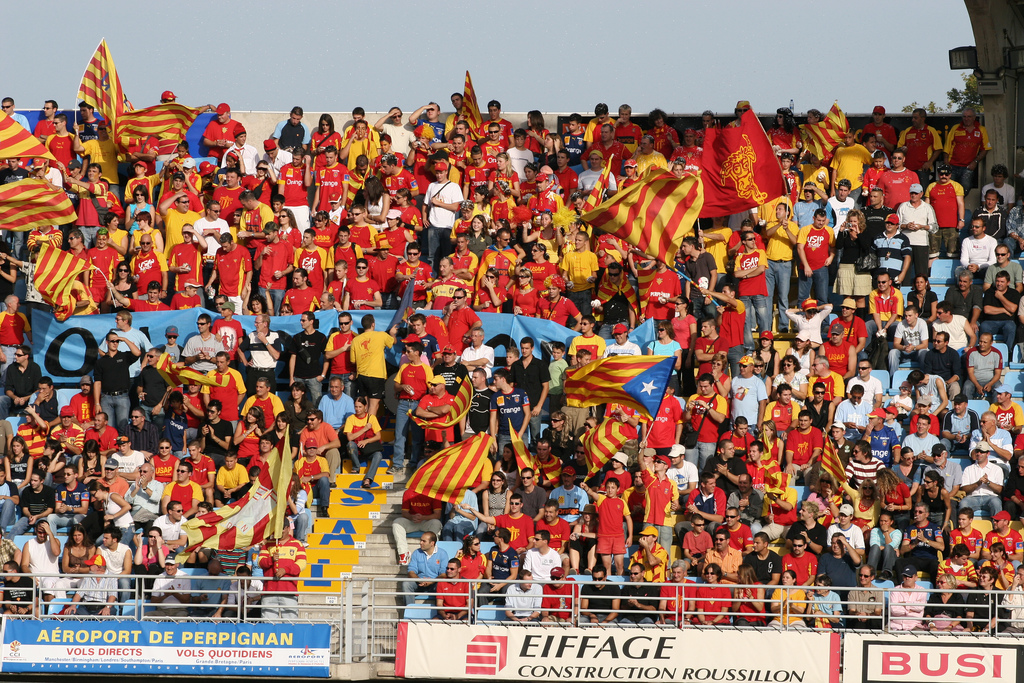
Supporters catalans

- La ville est représentée par le club de rugby à XV de l'Union sportive Arlequins perpignanais (USAP), qui évolue lors de la saison 2022/2023 en Top 14,[réf. nécessaire] l'élite du rugby à XV professionnel. La ville a agrandi en 2007 l'actuel stade Aimé-Giral dont la capacité d'accueil est désormais de 14 567 spectateurs, grâce à la nouvelle tribune Goutta. En 2010, l'agrandissement des tribunes, voire de la construction d'un nouveau stade de 20 000 à 25 000 places est envisagée[175]. Septuple champion de France, l'USAP est redevenue championne de France 2009 de rugby (Top 14) pour la première fois depuis 54 ans[176]
- L'USAP XV féminin, anciennement l'USA Toulouges XV est un club féminin français de rugby à XV participant au championnat de France féminin de rugby à XV de 2e division. Elles sont championnes de France en 2004, 2005, 2006, 2008, 2010 et 2011, et sont championnes d'Europe en 2009.

##### Autres clubs
En rugby à XV Perpignan a également eu comme clubs :
- AS Perpignan (ancêtre de l'USAP) :
  - champion de France de 2e série en 1911
  - Championnat de France de rugby à XV : 1914
- Union sportive perpignanaise :
  - Championnat de France de rugby à XV : 1921 et 1924
- Stade olympique Perpignan :
  - champion de France de 2e série en 1913
- White Devils de Perpignan :
  - champion de France de 3e série en 1921
- Perpignan SC :
  - champion de France de 4e série en 1931,
  - finaliste du championnat de France de 3e série en 1932
- Gallia Club de Perpignan :
  - champion de France Honneur en 1953
- Foyer Laïc du Haut-Vernet[177] :
  - Co-champion de France de 4e série en 1971
- Rugby Moulin à Vent[178].
- Baby Nyn’s[179]

##### Rugby à XIII

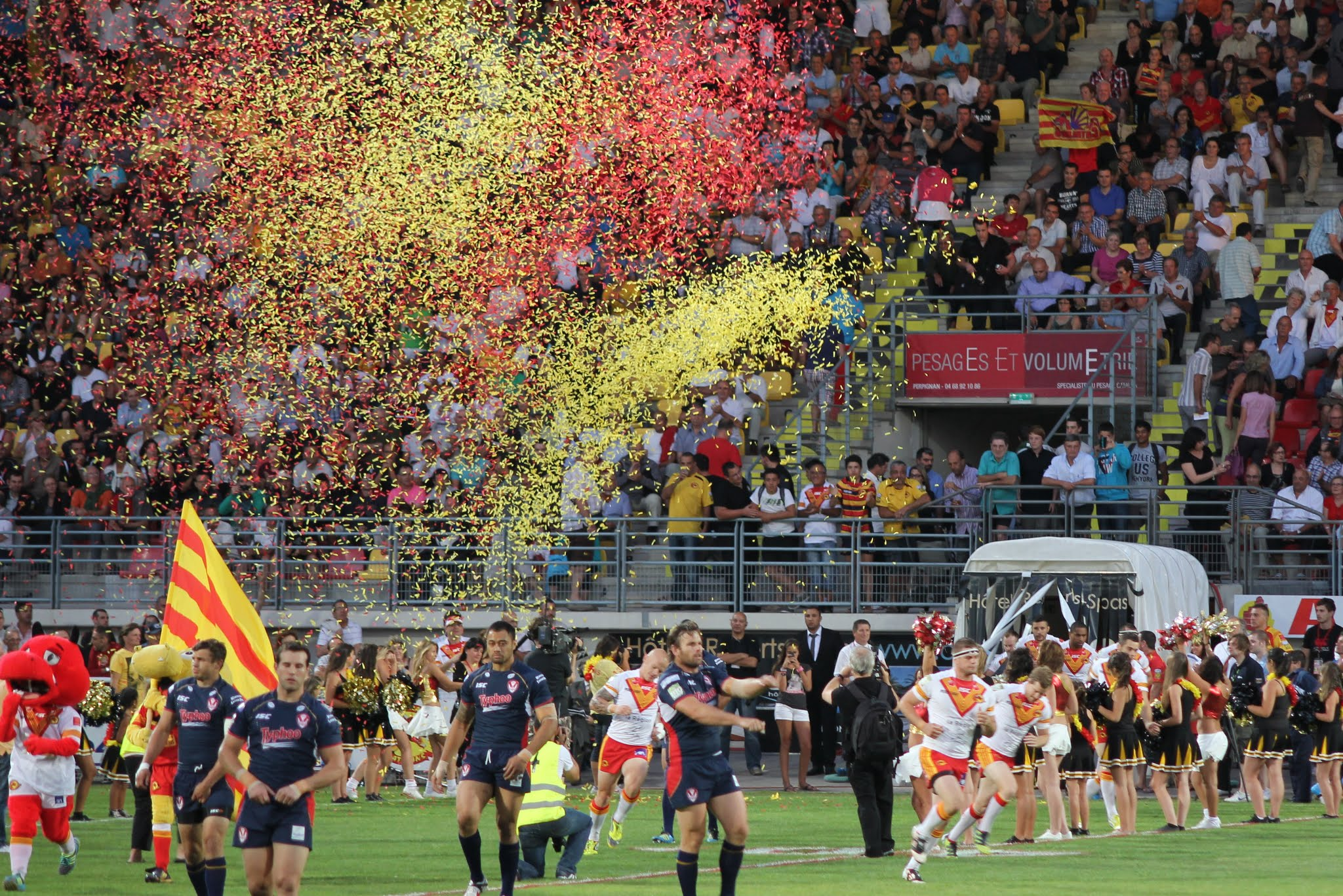
Entrée en jeu des Dragons Catalans.

La ville de Perpignan compte depuis 2006 l'unique représentant français de rugby à XIII en Super League nommé les Dragons Catalans. Il compte à son palmarès le titre de Challenge Cup remportée en 2018. Ce club est le fruit de la fusion de Saint-Estève et du XIII Catalan, deux clubs historiques de rugby à XIII ayant remporté de nombreux Championnats et Coupes de France. Le club évolue à domicile au stade Gilbert-Brutus au nord de la ville devant près de 10 000 spectateurs à chaque rencontre. En parallèle, le Saint-Estève XIII catalan, équipe réserve des Dragons Catalans, continue d'évoluer depuis 2006 en Championnat de France de première division et compte plusieurs succès en Championnat et Coupe de France.

#### Football
- AS Perpignan
- OC Perpignan

### Médias

#### Télévision locale
France 3 Pays Catalan et ViàOccitanie Pays Catalan sont deux chaînes de télévision qui sont présentes à Perpignan. Elles émettent depuis le Pic de Neulos comme les autres chaînes de la TNT. Depuis le mois d'octobre 2007, la télévision transfrontalière TSF émet de part et d'autre des Pyrénées catalanes via le satellite espagnol Hispasat, des programmes en quatre langues, français, catalan, espagnol et anglais. Une production quotidienne d'émissions plateau et jeux interactifs de six heures.
Le 23 mai 2008 a eu lieu, à Perpignan, l'inauguration de la chaîne euro-régionale TSF Pyrénées Méditerranée.

#### Presse locale
- L'Indépendant, journal d'information quotidien le plus connu localement et un des plus anciens titres de presse en France.
- La Semaine du Roussillon, journal d'information hebdomadaire.
- Made in Perpignan, journal d’information numérique indépendant, premier journal d'information pure player créé dans le département[182].

#### Radios locales
Perpignan accueille également plusieurs stations de radio locales :
- FM Evangile 66 (88.7 FM) : radio associative religieuse. Elle est la radio des chrétiens évangéliques[183].
- RFM Perpignan (89.1 FM) : antenne locale d'RFM à Perpignan. Elle diffuse des publicités ainsi que des flashs d'information locaux et un programme local réalisé depuis Montpellier.
- RTL2 Languedoc-Roussillon (94.6 FM) : Antenne locale d'RTL2 à Perpignan. Elle diffuse des pubs et un programme local entièrement perpignanais.
- Ràdio Arrels (95.0 FM) : radio locale associative perpignanaise en Catalan[184].
- Grand Sud FM (96.1 FM) : radio locale commerciale basée à Narbonne[185].
- Chérie FM Pays Catalan (97.6 FM) : Antenne locale de Chérie FM à Perpignan. Elle propose les mêmes types de programmes qu'RTL2 Languedoc-Roussillon[186].
- 100% Catalogne (ex-Radio Catalogne Nord) (98.8 FM) : Radio locale commerciale basée à Perpignan. En 2016, elle est rachetée par la radio commerciale tarnaise 100%[187]. Elle diffuse un programme local perpignanais en plus de son programme entendu sur ses autres fréquences.
- France Bleu Roussillon (101.6 FM) : Radio locale publique de Perpignan.
- NRJ Perpignan (105.9 FM) : Antenne locale d'NRJ à Perpignan. Elle partage ses locaux avec Chérie FM Pays Catalan en raison de l'appartenance de cette dernière au groupe NRJ.

### Lieux de cultes

#### Événement majeur

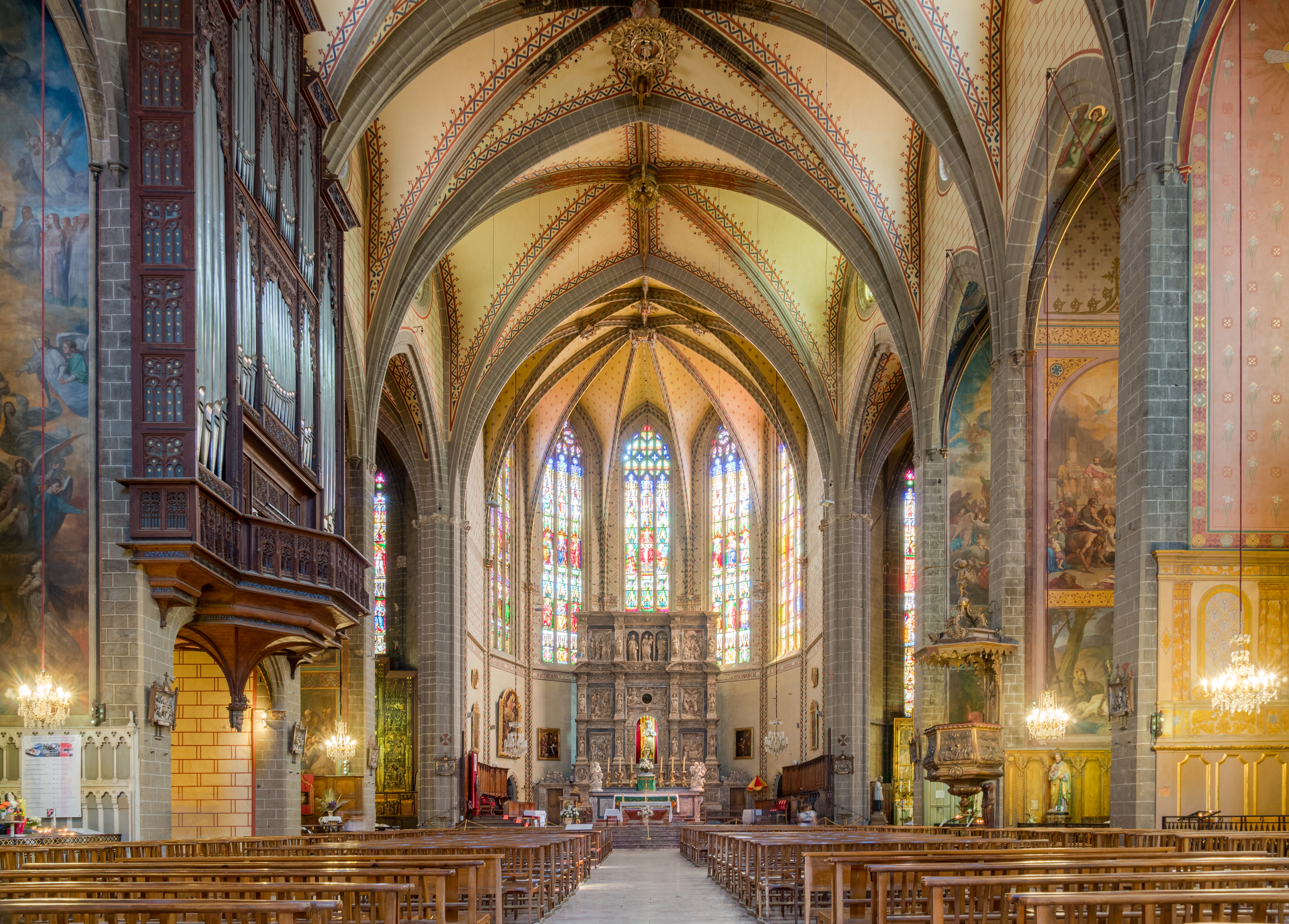
Vue de la nef centrale de la cathédrale.

La Semaine sainte est célébrée de manière particulière à Perpignan : le Vendredi saint est fêté dans les rues avec la procession de la Sanch depuis 1416. Le pénitent, habillé en rouge, la tête couverte du caparutxe, conduit la procession, avec dans sa main une cloche de fer donnant le rythme de la procession. Les tambours sont voilés de noir, tout comme les autres pénitents, dont certains portent des misteris, sorte de plateaux-supports sur lesquels sont représentés des scènes de la Passion de Jésus ou des figures religieuses.

##### Lieux de culte catholiques
- La cathédrale Saint-Jean-Baptiste[189].
- La chapelle du Tiers-Ordre
- L’église Notre-Dame-la-Réal.
- L'église Saint-Assiscle[190]
- L'église Saint-Christophe du Vernet[191]
- L'église Saint-François-d'Assise
- L'église Saint-Gaudérique
- L'église Saint-Jacques, d'où part la procession de la Sanch.
- L'église Saint-Joseph, sanctuaire diocésain dédié à saint Joseph au 1er janvier 2022[192]
- L'église Saint-Martin[193]
- L'église Saint-Matthieu, rue Grande La Monnaie, dans le vieux quartier Saint-Matthieu. Cette église conserve les Saintes Épines de la Couronne du Christ acquise par Louis IX. Une chapelle est spécialement dédiée à la protection et la vénération des Saintes Épines, remises par le roi Philippe III le Hardi à sa mort le 5 octobre 1285, au palais des rois de Majorque, proche de l'église Saint-Matthieu le Vieux. La conservation et la vénération sont assurées par la confrérie des Saintes Épines, dont le régidor référent est Lucien Baillette[194].
- L'église Saint-Vincent
- L'église Saint-Vincent-de-Paul
- L'église Sainte-Marie-et-Saint-Pierre de Château-Roussillon[195]
- L'église Sainte-Thérèse

##### Lieux de culte évangéliques et protestants
- Église évangélique ADD Perpignan, boulevard des Pyrénées[196]
- Église protestante Unie de France, rue Colonel-d'Ornano[197]
- Église Centre Chrétien du Roussillon, rue Georges-Braque[198]
- Église évangélique Santana
- Église baptiste Partage, rue Eugène-Delacroix[199]
- Église baptiste du Centre, rue Léon-Bourgeois
- Temple et presbytère de l'Église réformée, rue Colonel-d'Ornano
- Église évangéliste du Puig, plaça del Puig
- Église Nouvelle Vie, avenue de Prades[200]
- Église Adventiste du 7ème Jour de Perpignan, rue Jacques-Thibaud
- Église néo-apostolique, rue Nicolas Guillaume-Coustou[201]

#### Autres lieux de culte chrétien
- Salle du Royaume des Témoins de Jéhovah.

##### Lieux de culte musulman
La ville compte 17 mosquées et salles de prière. Une grande mosquée a été inaugurée à Perpignan en 2006, à l'entrée nord de la ville.La dernière mosquée à avoir été construite à Perpignan est la mosquée Abou-Bakr à proximité du quartier Maillol.

##### Lieux de culte bouddhiste
Le KTT est un lieu de culte bouddhiste tibétain.

##### Lieux de culte israélite
Centre israélite (rue de la Cloche-d’Or)
Ancienne Synagogue (rue François-Arago)

### Vie militaire
- Historique militaire

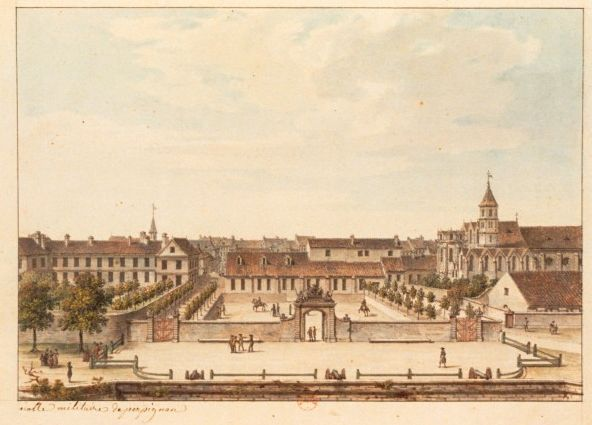
L'école militaire de Perpignan vers 1780.

L'académie militaire des Haras (1751)
Une académie militaire, à l’initiative du futur maréchal de Mailly, agissant pour le roi, est créé pour former de jeunes nobles au service du roi le 15 juin 1751. Elle doit former douze jeunes gentilshommes aux exercices convenables à leur naissance. Elle est bâtie dans le local d'une fonderie qu'on supprime. Il s’agit en effet d’une école militaire, où les jeunes nobles roussillonnais reçoivent une éducation militaire afin d’entrer au service du roi. L’élite nobiliaire de la province est formée dans cette académie. La formation dispensée au vu de la diversité des cours enseignés dans l'école des Haras démontre la volonté d'obtenir à la fois des soldats fidèles au roi mais aussi des hommes cultivés, éclairés et formés pour diriger. Selon d'autres sources, elles ne forment que huit cadets et les candidats sont rares. L’école militaire apparaît bien être un des espaces des Lumières les plus fermés à l’intérieur de la ville, même aux yeux des francs-maçons. Mais cela semble être un choix délibéré du futur maréchal de France.
- Forces militaires de nos jours

53e régiment d'infanterie
Centre parachutiste d'instruction spécialisée (CPIS), l'une des trois composantes du Service Action de la DGSE.

## Économie

### Revenus de la population et fiscalité
En 2023, les revenus fiscaux moyens par foyer s'établissent à 1 678 € par mois, soit un niveau bien moins haut (-33,6 %) que la moyenne nationale, de 2 526 €. Seuls 37 % des foyers fiscaux de la commune sont imposables en 2021.
En 2019, le taux de pauvreté de Perpignan (32,3 %) est nettement plus important que le taux de pauvreté français (14,6 %). Un quart de la population vit dans un des neuf quartiers prioritaires, dont trois atteignent 75 % de pauvreté, un record national.

### Entreprises et commerces
L'agroalimentaire est l'activité économique dominante de Perpignan.
Perpignan est le siège de la Chambre de commerce et d'industrie de Perpignan et des Pyrénées-Orientales. Elle gère le port de Port-Vendres et a perdu la gestion de l’aéroport de Perpignan en mai 2011.

#### Industries anciennes
La ville était surtout connue pour ses poupées Bella fabriquées à Perpignan même, jusqu'en 1984, date de fermeture de l'usine. Aujourd'hui seul subsiste un musée de ces poupées, les anciennes installations ayant été rasées.
Le grenat de Perpignan est une IGP de bijou produit sur la commune.[réf. nécessaire]

#### Pôles économiques

##### Pôle Économique Saint Charles
Le Pôle économique Saint Charles est la 1re plateforme de fruits et légumes d'Europe.
Située au sud-ouest de Perpignan, elle s'étale sur 70 hectares, où sont implantées 150 entreprises offrant plus de 2 100 emplois directs. C'est le premier bassin d’emploi des Pyrénées-Orientales avec un chiffre d’affaires de 4,6 milliards d’euros annuels sur cinq secteurs d’activités principaux, répartis sur 300 000 m2 d'entrepôts.
- Transport et Logistique (transport national et international de marchandises, transport sous température dirigée, messagerie express, manutention et entreposage, gestion de stocks sous température dirigée, affrètement, transport combiné).
- Commerce de gros et détail (fruits et légumes, matériel agricole, poids lourds, pièces automobiles, matériaux de construction, matériels de Travaux Publics, alimentation, fleurs, textiles, habillement, ameublement).
- Services (restauration, hôtellerie, sécurité, organismes de formation, informatique, imprimerie).

Près de 1,6 million de tonnes de fruits et légumes y transitent ainsi chaque année :
- 32 % d’agrumes,
- 23 % de fruits frais,
- 45 % de légumes
- 92 % du trafic fruits et légumes national traité par la gare de Perpignan - Saint- Charles[210].

##### ZAC Polygone Nord

###### Espace Polygone
L'espace Polygone se situe au nord de la ville et s'est développé le long de l'ancienne N9 sur près de 200 hectares. Il compte aujourd'hui plus de 425 entreprises et près de 3 000 emplois. Après une période de déclin, liée à son passé de zone industrielle, l’Espace Polygone connaît depuis 1998 ans un nouvel élan grâce à d’importants travaux de rénovation. Cet embellissement en a fait un site en plein développement économique avec un réseau de PME / PMI de plus en plus dense.
Avec l'arrivée d'enseignes nationales telles que E.Leclerc, Botanic, BUT, Intersport, Hertz, King Jouet… c'est un espace commercial de plus en plus fréquenté, de par son dynamisme et sa situation géographique. L’Espace Polygone dispose à proximité d’infrastructures nombreuses et performantes, qui favorisent le développement national et international des entreprises : autoroute, future ligne TGV, aéroport international, liaisons maritimes, parcs d’activités spécialisés.
En 2008, ce quartier de vie en pleine mutation urbaine s'enrichit grâce à la construction du nouvel hôpital de Perpignan, de l'espace aquatique Arlette-Franco du Haut-Vernet et des opérations de l'Agence nationale pour la rénovation urbaine. Preuve de cette vitalité nouvelle, la crèche interentreprises Les Petits Chaperons Rouges a vu le jour en janvier 2009. Cette réalisation s'est faite en partenariat avec l'association des entreprises. Elle permet aux salariés travaillant sur l'espace Polygone Nord de bénéficier d'un cadre de qualité pour la garde et l'éveil de leurs enfants.

###### Torremila
Ce parc d'activités, complémentaire et mitoyen de l’Espace Polygone, a vocation à accueillir des entreprises dont les activités nécessitent des superficies importantes. Divisé en trois lots, il propose des zones destinées à la production logistique et/ou industrielle et un pôle autour de la santé. De grosses entreprises comme Cémoi y sont installées. En 2020, une unité de méthanisation traitant 41 000 tonnes de déchets organiques des environs est inaugurée par Fonroche.
ZAC Porte d'Espagne
Située au Sud de Perpignan sur la D900 tout près du quartier du Moulin à Vent, la Porte d'Espagne est une zone commerciale regroupant des enseignes nationales et internationales telles que Auchan, Leroy Merlin, Boulanger, Gemo, Aquapolis, Darty, Gifi, Decathlon, La Foir'fouille, ainsi que des chaînes de restaurant rapide comme Quick ou Burger King.

##### Tecnosud et Tecnosud II

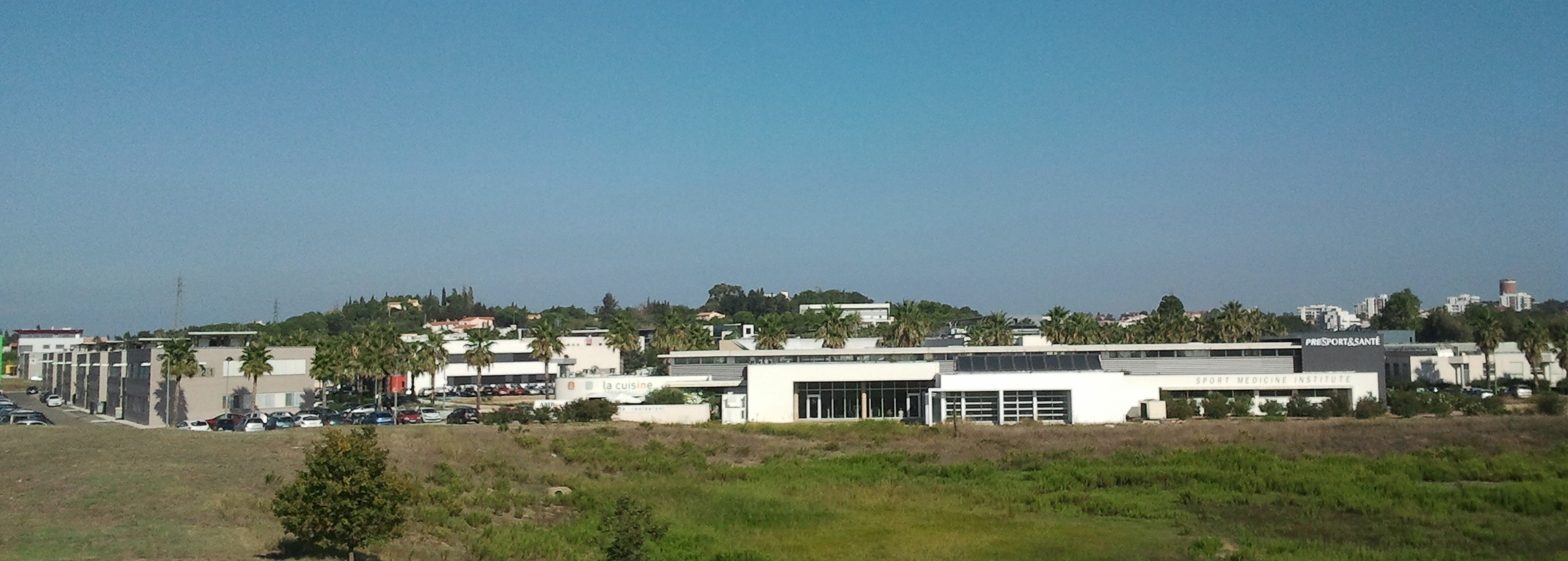
Le parc Tecnosud

Tecnosud est une zone d'activité économique située au sud de Perpignan, à côté du Mas Balande et au sud du Moulin à Vent. C'est une zone qui accueille Le Pôle DERBI ainsi que des entreprises de haute technologie, un laboratoire de recherche (PROMES) ainsi que des entreprises aux activités tertiaires (publicité par exemple).
En 2013, Perpignan Méditerranée Communauté d'Agglo aménage le terrain qui accueille Tecnosud II.

## Culture locale et patrimoine

### Monuments et lieux touristiques

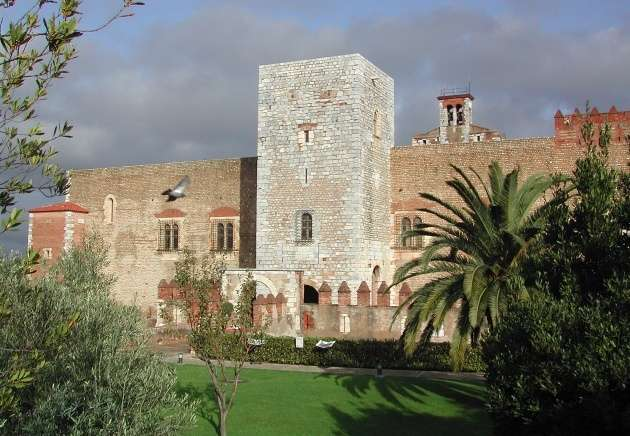
Palais des rois de Majorque.

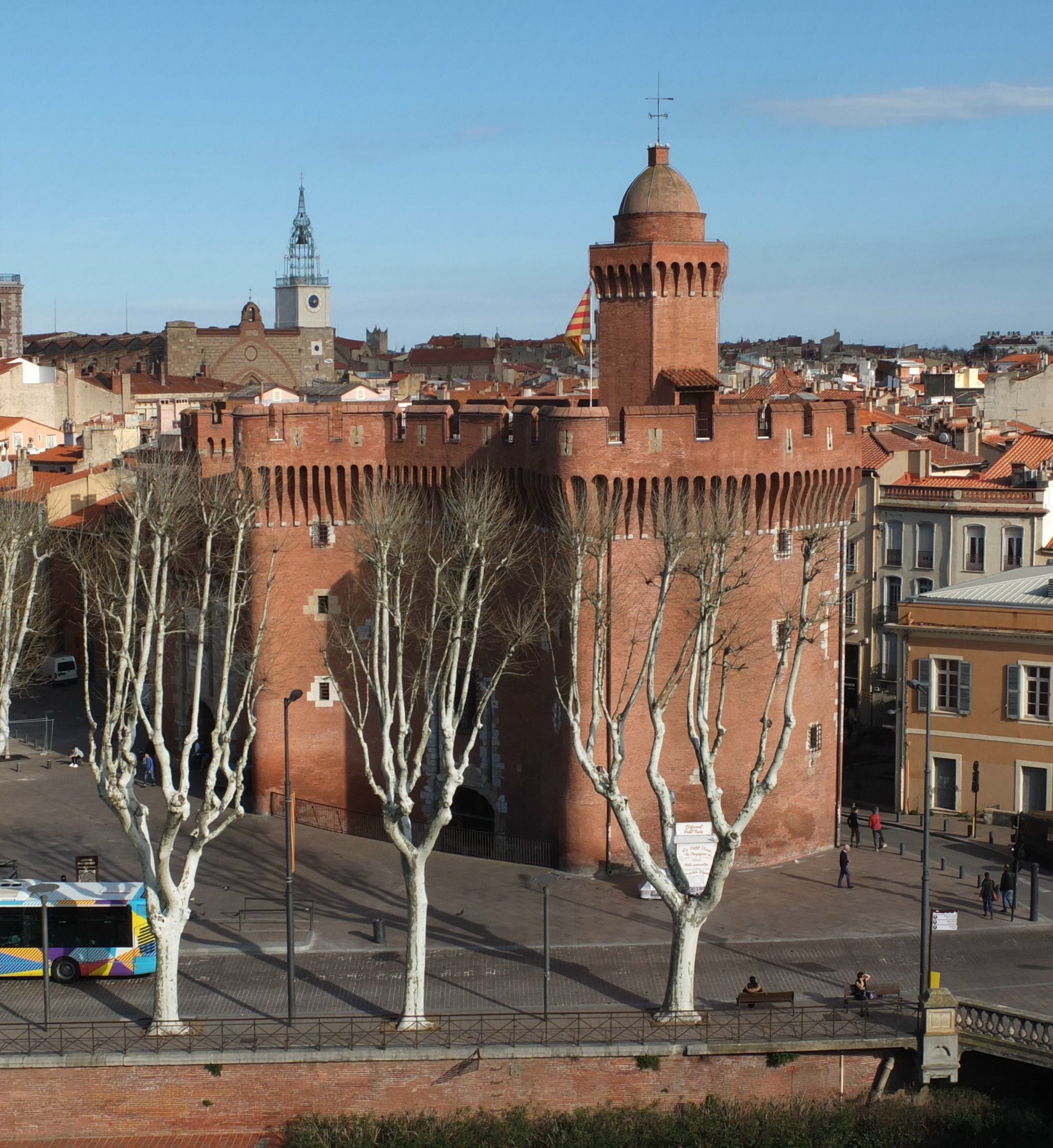
Le Castillet.

La ville de Perpignan possède un riche patrimoine architectural, datant de la période du Moyen Âge jusqu'à la période contemporaine. Trente-quatre bâtiments sont répertoriés à l'inventaire des monuments historiques et dix-neuf lieux sont répertoriés à l'inventaire général du patrimoine culturel. De plus, huit bâtiments et cinq quartiers sont labellisés « Patrimoine du XXe siècle », avec notamment un des plus importants patrimoines d'architecture Art déco en France.
Perpignan est une « ville d'art et d'histoire ».

#### Monuments

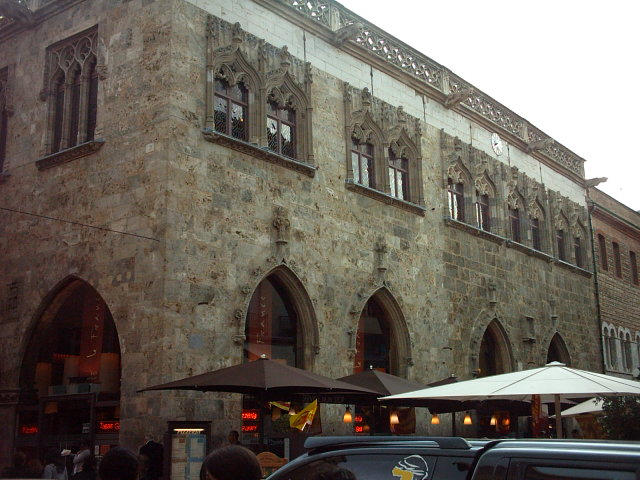
Loge de mer.

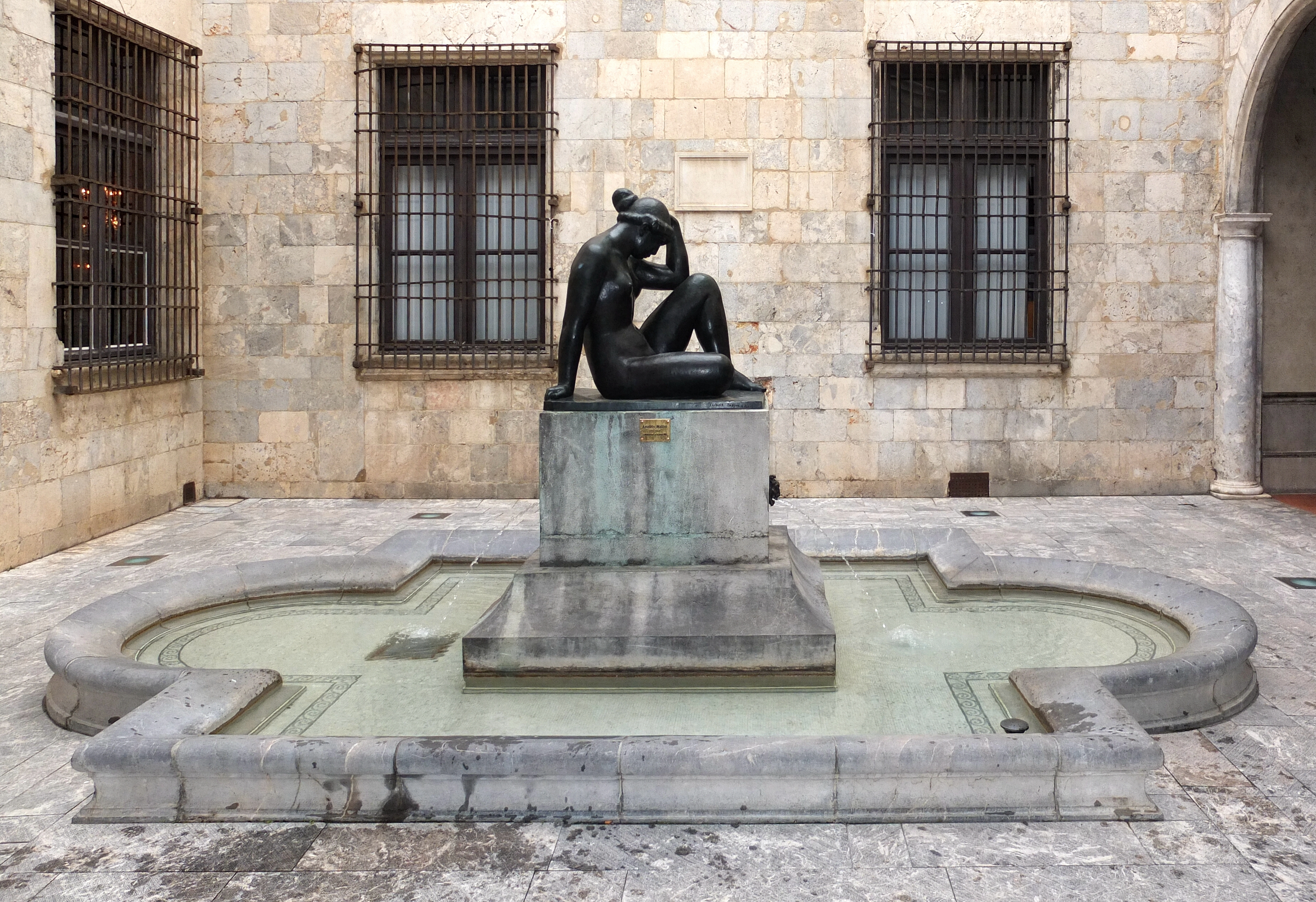
« La Pensée » ou
« La Méditerranéenne » par Aristide Maillol dans la cour de l'Hôtel de Ville.

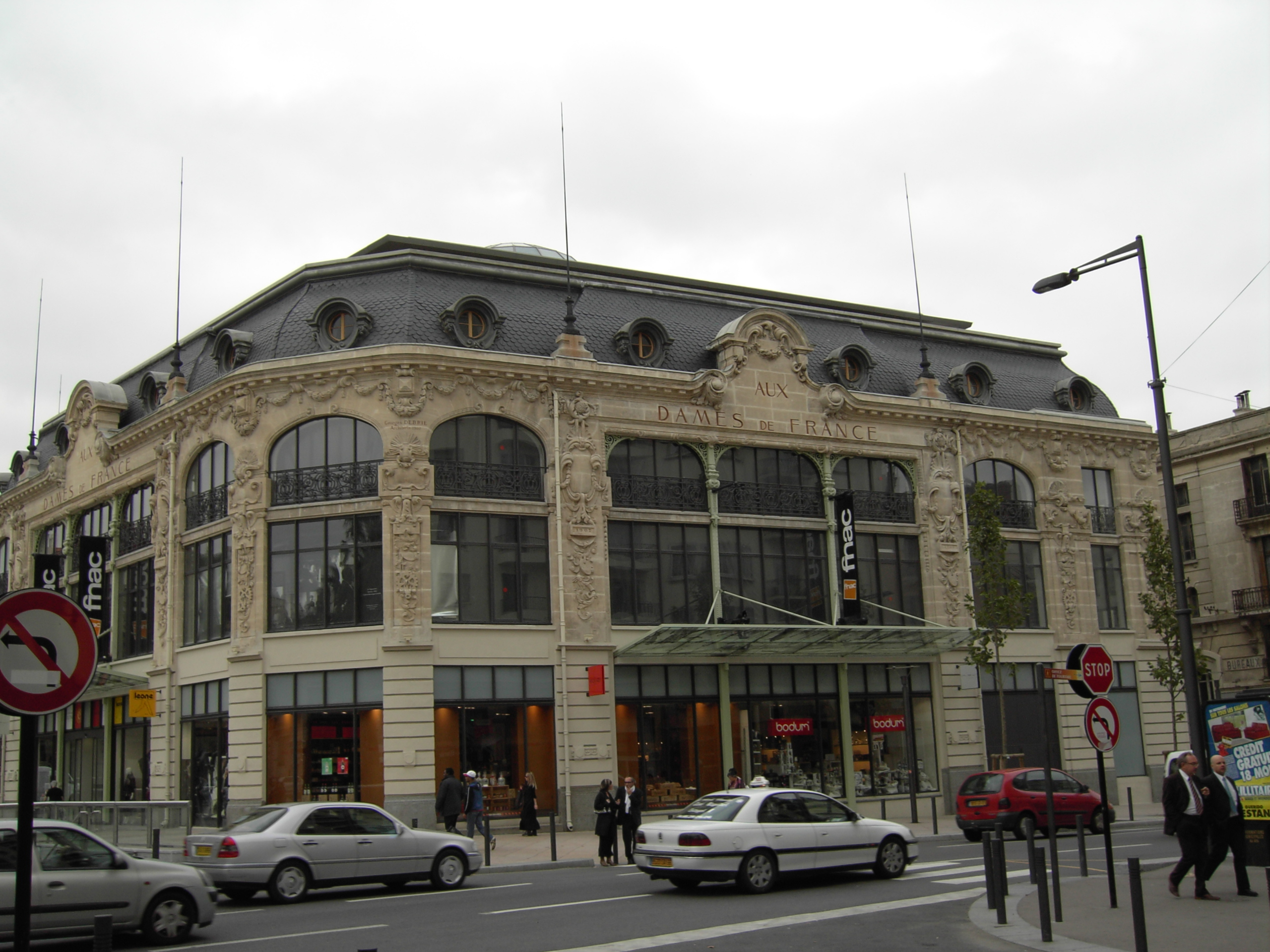
Façade sud des Dames de France.

- La tour de Château-Roussillon, construite vers le XIIIe siècle.
- Le Palais des Rois de Majorque, palais-forteresse du XIVe siècle, entouré de jardins qui domine la ville et la plaine du Roussillon[222].
- Le Castillet, et porte Notre-Dame, ancienne entrée des remparts (maintenant détruits), ancienne prison, aujourd’hui (petit) musée catalan des arts et traditions populaires (Casa Pairal)[223].
- La Loge de mer, ancienne juridiction commerciale et maritime (XVe siècle)[224], édifiée dans le style gothique. Ce bel édifice, construit en 1397, remanié et agrandi au XVIe siècle, était le siège d'un véritable tribunal de commerce : le consulat de la mer, composé de deux consuls, de deux assesseurs et d'un juge d'appel. Cette juridiction arbitrait les contestations relatives au négoce maritime. Cette institution typiquement catalane ne se retrouve qu'à Barcelone, Valence et Palma de Majorque.
- L'Hôtel de ville, XIVe siècle et XVIIe siècle[225]. La Loge de Mer et l'Hôtel de ville forment un remarquable ensemble d'époque médiévale.
- Le Palais de la Députation (ancien palais de justice de Perpignan), ancienne délégation locale de la généralité, l’institution de gouvernement de la Catalogne XVe siècle[224].
- Le Palais des Corts, ancienne cours de justice du Roussillon, puis de 1792 à 1925 par le tribunal de commerce et enfin la Croix Rouge depuis 1965 ;
- L'ensemble cathédral comprenant : la cathédrale Saint-Jean-Baptiste, construite du XIVe siècle au XVIe siècle (1324-1509), de style gothique méridional[226].  Classé MH (1906)[227]. ; le Campo Santo (ancien cloître-cimetière) du XIVe siècle[228]; Saint-Jean-le-Vieux, ancienne collégiale romane à laquelle s'est adjointe la nouvelle cathédrale gothique[229].
- Église Saint-Christophe du Vernet.
- Église Saint-Jean le Vieux de Perpignan.  Classé MH (1840, Porte, clocher et nef méridionale)[230].  Inscrit MH (1956, Église, sauf parties déjà classées)[230].
- L'église Saint-Jacques XIIIe siècle et XVIIIe siècle.  Classé MH (1987)[231].
- L'église Notre-Dame-la-Réal, XIVe siècle.  Classé MH (1983)[232].
- Église des Carmes de Perpignan.  Classé MH (1906, Église)[233],  Classé MH (1913, Portail extérieur, façade Nord, église (sous réserve du maintien des aménagements actuels))[233].
- L'église Saint-Matthieu, XVIe siècle.  Inscrit MH (2003)[234].
- L'Aqueduc des Arcades XIIe siècle - XIVe siècle.
- L'église Sainte-Marie-et-Saint-Pierre de Château-Roussillon.  Inscrit MH (2012)[235].
- Le couvent des Dominicains, XIIIe siècle.
- Les restes du couvent des Carmes, XIIIe siècle détruit en partie au XXe siècle et par les Allemands en 1944.
- Le couvent des Minimes, XVIe siècle.
- Le couvent des Clarisses ( Classé MH (1988)), construit au XVIe siècle sur l'ordre de Charles Quint et transformé en prison à la Révolution française. Les clarisses se trouvent aujourd'hui dans le quartier du Vernet où la châsse de Mère Antigo est visible[236].
- La chapelle Notre-Dame-des-Anges, vestiges de l'ancien couvent des Franciscains, XIIIe siècle.
- Le couvent des Dames de Saint-Sauveur.
- Les fortifications de Perpignan.
- L'église Saint-Martin, construite de 1921 à 1935 et mêlant architecture Art déco et style néo-roman[193].
- L'église Saint-Étienne d'Orla.
- Église Sainte-Catherine de Perpignan.
- Le monument aux morts de Gustave Violet.
- Église Saint-Joseph-de-la-Gare de Perpignan.
- Église Sainte-Thérèse-de-Lisieux de Perpignan.
- Église Saint-Martin de Perpignan.
- Église Saint-François-d'Assise du Vernet.
- Église Saint-Paul du Moulin à vent.
- Église Notre-Dame-de-Bon-Secours de Perpignan.
- Église du Bon-Pasteur du Vernet.
- Église Sainte-Monique de Perpignan.
- Église du Saint-Esprit de Perpignan.
- Église Saints-Apôtres-Pierre-et-Paul de Perpignan.
- Église Saint-Jean-Paul-II du Parc Ducup.
- Église Saint-Vincent-de-Paul de Perpignan.
- Église Saint-Vincent de Bajoles.
- Église Sainte-Marie de Mailloles.
- Nouvelle église Saint-Christophe du Vernet.
- Église Saint-Galderic de Perpignan.
- Ancien magasin Aux Dames de France.  Inscrit MH (1999)[237]

#### Lieux touristiques

Théâtre de l'Archipel

- L'hôtel Pams, demeure achetée par Pierre Bardou en 1852, promoteur du papier à cigarette JOB, marque fondée en 1849 par son père Jean Bardou.
- La Casa Xanxo, très belle demeure gothique édifiée en 1508.
- Le palais des congrès Georges-Pompidou, à l'architecture contemporaine.
- Le théâtre de l'Archipel, des bureaux Jean Nouvel et Brigitte Métra.
- La place de la République, réputée pour ses cafés et son marché.
- Le Passeig, promenade longeant la Têt sur sa rive gauche.

### Équipements culturels

#### Bibliothèques et archives
- Médiathèque
- Bibliothèques annexes Robert-Barande (Moyen-Vernet), Jean-d'Ormesson (Moulin à Vent), Bernard-Nicolau (La Gare)
- Archives municipales Camille-Fourquet
- Archives départementales des Pyrénées-Orientales

#### Musées
- Musée Hyacinthe-Rigaud
- Casa Pairal
- Musée des monnaies et médailles Joseph-Puig[238]
- Muséum d'histoire naturelle[239]
- Musée des poupées Bella[240]
- Conservatoire du patrimoine aéronautique Mas Palégry[241]

#### Structures de spectacle vivant et de musique
- Le Théâtre Municipal Jordi Pere Cerdà et la salle de cabaret Jean Cocteau
- Le Palais des Congrès Georges Pompidou et la Salle Armand Lanoux
- La Casa Musicale, espace de cultures populaires
- Le Conservatoire à rayonnement régional de Perpignan
- Le Médiator, salle de concerts
- Le Parc des expositions et son satellite
- Le Théâtre de l'archipel, scène nationale
- l'Église des Dominicains
- Le théâtre " La boite à rire "[242]
- Le cabaret F U T U R[243]
- Le théâtre de la Rencontre
- L'auditorium John Cage du Conservatoire à Rayonnement Régional Montserrat Caballé

#### Cinéma
- En centre-ville, on trouve le cinéma Le Castillet, le cinéma encore en activité le plus ancien de France (1911[244]).
- Un complexe cinématographique de 14 salles se situe au Mas Balande, le Méga-Castillet
- L’Institut Jean-Vigo[245] (en hommage au réalisateur éponyme), centre cinématographique d’animation et de recherche et centre de ressources sur l’histoire du cinéma et l’histoire des sociétés, organise le festival annuel « Confrontation »[246], des colloques, des expositions et des actions d’éducation à l’image. Avec ses collections film et non-film l'Institut organise des activités pour la valorisation et la diffusion de son patrimoine cinématographique. Il publie également Les Cahiers de la Cinémathèque.

#### Arts visuels
- Sant Vicens : atelier de céramiques et lieu d'exposition et de vente situé dans le quartier Saint-Gaudérique.
- Centre d'art contemporain « à 100 mètres du centre du monde »[247].
- Centre d'Art contemporain Walter-Benjamin[248], qui est fermé en 2019 pour accueillir la Médiathèque temporaire en travaux.
- La Maison de la Catalanité[249], lieu d'expositions.
- Le Couvent des Minimes et le Centre international du photojournalisme.

### Personnalités liées à la commune

#### Sépultures à Perpignan
- Sanche Ier (XIIIe siècle -1324), roi de Majorque ; sa sépulture se trouve dans la Cathédrale Saint-Jean de Perpignan ;
- Albert Saisset, dit Oun Tal ou Un Tal, (1842-1894) : poète français d'expression catalane, enterré au cimetière Saint-Martin[250]
- Jacques François Coquille dit Dugommier (1738-1794), général français, enterré au cimetière Saint-Martin[250]
- Luc Dagobert, dit « Dagobert de Fontenille », général français, enterré au cimetière Saint-Martin[250]
- Louis Rivié (1911-1994), Compagnon de la Libération, inhumé au cimetière du sud.
- Marcel Cerdan (1916-1949), enterré au Cimetière du Sud[251] ;
- Paul Mauriat (1925-2006), musicien et chef d'orchestre français, reposant au Cimetière du Sud[251] ;
- Jean-Claude Rolland (1931-1967), comédien, enterré au Cimetière Saint-Jacques[252] ;
- Patrick Bourrat (1952-2002), journaliste et reporter français enterré au Cimetière Saint-Jacques[252] ;

#### Groupes musicaux de Perpignan
- Blues de picolat : groupe de blues et folk en catalan dont le nom est un jeu de mots avec les boles de picolat ;
- HushPuppies, groupe de garage rock en français ;
- The Limiñanas, groupe de rock en français et en anglais ;
- Kargol's, groupe de skacore ;
- La Cobla Mil de Perpinyà[253] : ensemble musical de sardanes. En 2008, la ville de Perpignan octroie le titre de « Fidelíssima Vila de Perpinyà » à la cobla, ce qui lui confère le droit d'être son ambassadrice à travers toute la Catalogne et la France[254].

### Artisanat remarquable

#### Grenat de Perpignan
Le grenat de Perpignan est un bijou symbolique dans les Pyrénées-Orientales. Depuis le XIXe siècle, il représente un fleuron de l'artisanat local en arborant fièrement les couleurs sang et or du drapeau catalan. Le « grenat de Perpignan » devient en 2018 le premier bijou protégé par une IGP, une indication géographique protégée, label décerné par l'État.

#### Céramiques de Sant Vicens
Vers la fin des années 1930 s'est créé cet espace destiné à devenir un lieu de passage d'artistes tout aussi célèbres qu'Aristide Maillol, Gustave Violet, Raoul Dufy, Miquel Paredes, Pablo Picasso, Salvador Dali et Jean Lurçat...

### Œuvres liées à Perpignan

#### Œuvres littéraires
- Pel-Mouchi : Le héros de province, d'Albert Bausil, (ISBN 2908866269), les souvenirs d'enfance du poète perpignanais
- Le journal d'un voleur, de Jean Genet, 1949. Le personnage Stilitano " parlait assez bien le français qu'il avait appris dans la campagne de Perpignan où il allait faire les vendanges."
- John Gardner, Permis renouvelé, Paris, éditions du Rocher, 1992 : premier James Bond écrit par John Gardner, une partie de l'intrigue se passe à Perpignan où l'agent 007 passe un soir de fête de la Saint-Jean en centre-ville et au Palais des Rois de Majorque.
- Claude Simon, Le Tramway, Paris, Les Éditions de Minuit, 2001, 141 p. (ISBN 2-7073-1732-2, BNF 37216927) : le récit se déroule entre Canet et Perpignan autour de la ligne de tramway qui réunissait jadis ces deux communes.
- L'acacia, de Claude Simon,  (ISBN 2707318515)
- Contes de Perpignan et d'ailleurs, Canet, Éditions Trabucaire et Ville de Perpignan, 2003 (ISBN 2-912966-75-2) : recueil de contes populaires des habitants de Perpignan. Contes recueillis par Cillie Motzfeldt Tirach, Coordination des traductions par Marie Besnard, Illustrations de Mario Chichorro.
- Contes de Perpignan et d'ailleurs, Volume 2, Canet, Éditions Trabucaire et Ville de Perpignan, 2006 (ISBN 2-84974-034-9) : recueil de contes populaires des habitants de Perpignan. Contes recueillis par Cillie Motzfeldt Tirach ; coordination des traductions par Marie Besnard ; illustrations de Katya Bes et Isabel Mencion
- Promenade littéraire dans les rues de Perpignan, Michel Wallon, Éditeur : MARE NOSTRUM (27/10/2004), (ISBN 290847638X)
- Vengeance pour un mort, de Caroline Roe, (ISBN 226403727X), Éditeur : 10-18
- Les clients du Central Hôtel de André Héléna - Perpignan, 1944 : les alliés ont débarqué en Normandie et en Provence, les Allemands tiennent encore la ville mais ce préparent au départ.
- Tapas bulgares pour Germinal Poco, de René Grando, (ISBN 2908476355) Éditeur : MARE NOSTRUM, les aventures du reporter de la Dépêche du midi
- Pourquoi pas nous ? Patrick Cauvin (ISBN 2253031852) Éditeur : LE LIVRE DE POCHE - Histoire d'amour entre une libraire de Perpignan et un catcheur de Montmartre.

#### Œuvres musicales
- A La Gare De Perpignan, chanson de et par Charles Trenet - Éditeurs : Raoul Breton Editions ;
- Perpinyà, album de chansons en catalan de Jordi Barre en l'honneur de Perpignan[257]. Une école primaire de Perpignan porte son nom[258] ;
- Adieu, ville de Perpignan, chant traditionnel[259] ;
- Perpignan, chanson de Balbino Medellin[260] ;
- Fleur de Province, chanson de Charlotte Julian ;
- Y'a pas d'métro à Perpignan[261], chanson de Charlotte Julian.
  - Les Frères Jacques, dans leur chanson C'est ça l'rugby , mettent en scène avec humour les relations supposées de la ville avec celle de Montauban par le biais de leurs équipes de rugby respectives.

#### Jeux vidéo
Dans le jeu vidéo Empire Earth, pendant une mission de campagne, Guillaume le Conquérant doit attaquer le sud de la France en passant par Perpignan.[réf. nécessaire]

#### Œuvres cinématographiques
De nombreux cinéastes sont venus tourner à Perpignan ou dans sa région pour des films :
- Et Satan mène le bal, supervisé par Roger Vadim, avec Catherine Deneuve, Bernadette Lafont, filmé à Sant Vicens ;
- Leur morale… et la nôtre de Florence Quentin (comédie produite par F comme Film et Gaumont avec France 2 et tournée pendant 6 semaines (du 6 août 2007 au 15 septembre 2007) à Perpignan dans le quartier du Moyen Vernet)[262], film dont les rôles principaux sont tenus par Victoria Abril et André Dussollier ;
- Tout nous sépare est un film à suspense français coécrit et réalisé par Thierry Klifa, sorti en 2017, et tourné entre Perpignan et Sète.

#### Œuvres visuelles
- La Gare de Perpignan – Salvador Dali (1965), musée de Cologne 296 × 406 cm

### Héraldique et identité visuelle

#### Blason
|  | Le premier blason se décrit ainsi (à gauche) : Écu en losange. D'or à quatre pals de gueules; à l'écusson en bannière d'azur brochant sur le tout, chargé de saint Jean Baptiste debout de carnation, auréolé d'or, vêtu d'une tunique en poils de chameau serrée à la taille d'une ceinture de cuir, le tout au naturel, et d'un manteau de pourpre doublé de sinople, tenant de sa dextre une croix haute d'or et sur son bras senestre un agnelet d'argent. |

#### Devise

##### Devise ancienne
Regi et Deo semper fidelissima (Toujours fidèle au roi et à Dieu)
La devise doit être considérée comme apocryphe, elle a peut-être été composée à l'époque où la ville demanda le renouvellement des armoiries, jamais elle n'a été portée.
Le 21 janvier 1474, le roi d'Aragon, Jean II, pour récompenser la ville de l'héroïque résistance qu'elle opposait aux troupes de Louis XI, lui accorda le titre de Fidelissima, très fidèle, qu'elle a toujours gardé depuis. Ce seul mot pourrait, avec juste raison, être pris comme devise historique par la ville de Perpignan.

##### Devise récente
Fidelissima vila de Perpinyà (Très Fidèle Ville de Perpignan)

##### Appellation
Perpignan la Catalane / Perpinyà la Catalana, apposée sur les logos de la ville depuis 1993, lorsque Jean-Paul Alduy est élu maire.

#### Logo
Le logotype de la ville a connu plusieurs itérations au cours des années.
Logos actuels

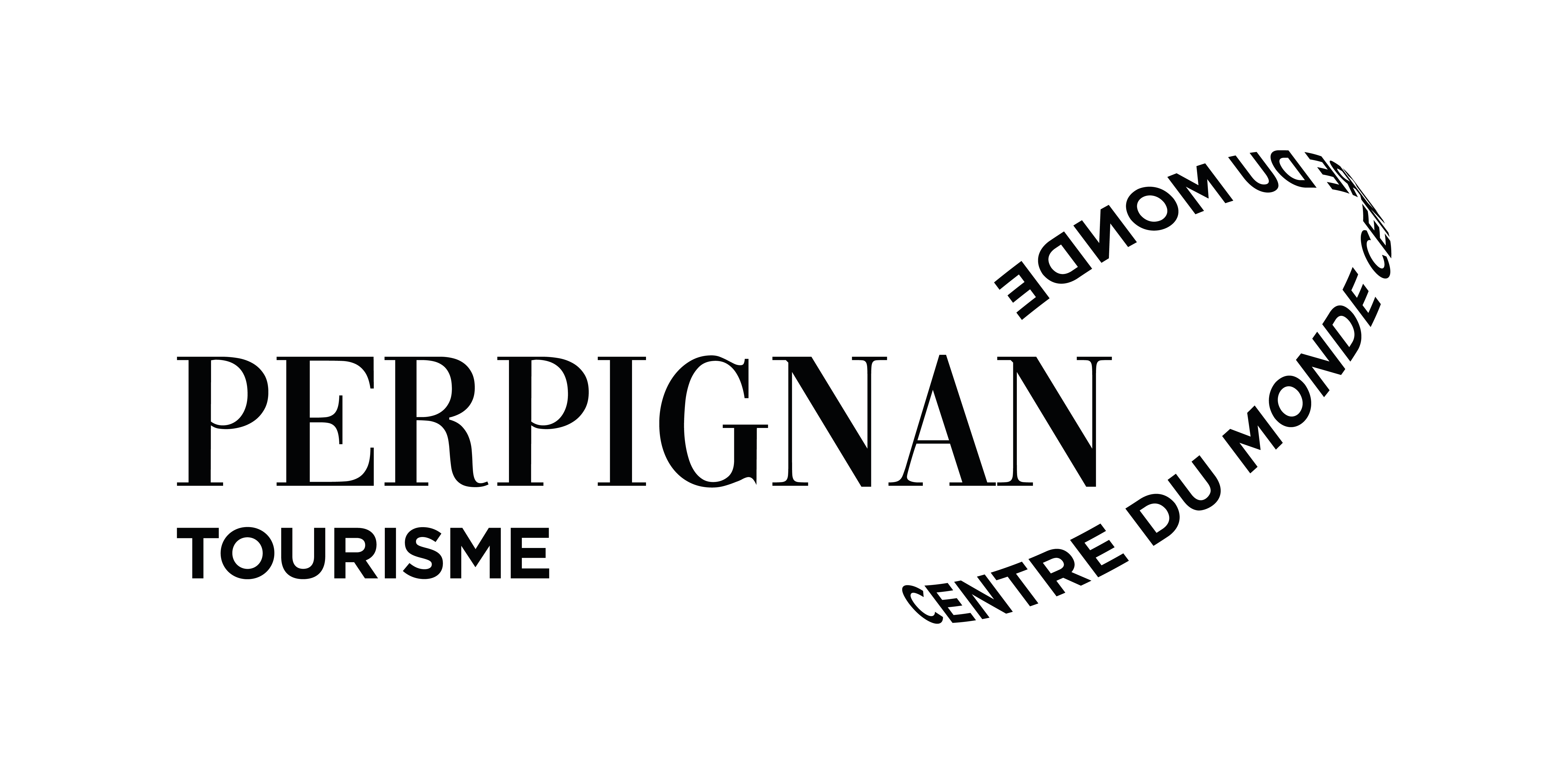
Logo Perpignan Centre du Monde depuis 2024
années 2010 Logo pour les activités touristiques.
2021 Logo représentant le blason avec Jean le Baptiste.

Logos précédents

années 80, pré-1993 Logo où figure le Castillet et trois lignes colorées, représentant le ciel et les couleurs catalanes.
1993 Logo circulaire comportant le Castillet et la mention « Perpignan la Catalane – Perpinyà la Catalana ».
années 2000 Logo révisé avec le Castillet redessiné.
2010 Logotype secondaire devenu logo principal. Une version en catalan existe aussi.
2010 Logo alternatif utilisé pour les activités touristiques.

## Distinctions
Perpignan est :
- Label européen Cit'ergie[266] (European Energy Award)
- Ville fleurie quatre fleurs[267]
- Ville Internet 2012[268]
- Trophée de la Communication 2015[269]
- Label Patrimoine du XXe siècle[270]
- Station classée de tourisme[271]
- Label éco-mobilités Occitanie 2019